# René Guénon
Ne doit pas être confondu avec René Guénot.
Pour les articles homonymes, voir Guénon.
René Guénon, né le 15 novembre 1886 à Blois, en France et mort le 7 janvier 1951 au Caire, en Égypte, est un auteur français, « figure inclassable de l’histoire intellectuelle du XXe siècle ».
Il a publié dix-sept ouvrages de son vivant, auxquels s'ajoutent dix recueils d'articles publiés à titre posthume, soit au total vingt-sept titres régulièrement réédités. Ces livres ont trait principalement à la métaphysique, au symbolisme, à l'ésotérisme et à la critique du monde moderne.
Dans son œuvre, il se propose soit d'« exposer directement certains aspects des doctrines métaphysiques de l'Orient », doctrines métaphysiques que René Guénon définissait comme étant « universelles », soit d'« adapter ces mêmes doctrines [pour des lecteurs occidentaux] en restant toujours strictement fidèle à leur esprit ». Il ne revendiquait que la fonction de « transmetteur » de ces doctrines, dont il déclarait qu'elles sont de nature essentiellement « non individuelle », reliées à une connaissance supérieure, « directe et immédiate », qu'il nomme « intuition intellectuelle ». Ses ouvrages, écrits en français (il a également contribué en arabe à la revue El Maarifâ), sont traduits en plus de vingt langues.
Son œuvre oppose les civilisations restées fidèles à l'« esprit traditionnel », qui selon lui « n'a plus de représentant authentique qu'en Orient », à l'ensemble de la civilisation moderne considérée comme déviée. Elle a modifié en profondeur la réception de l'ésotérisme en Occident dans la seconde moitié du XXe siècle et a eu une influence marquante sur des auteurs aussi divers que Mircea Eliade, Antonin Artaud,  Raymond Abellio, Raymond Queneau, René Daumal, Simone Weil et André Breton jusqu'à Charles III roi du Royaume-Uni.

## Biographie

### La «vie simple» de René Guénon
Le titre de la première biographie sur Guénon écrite par Paul Chacornac, « La vie simple de René Guénon » a fait l'objet de beaucoup d'étonnement et de nombreux commentaires. « Vie simple » ne peut pas s'entendre au sens propre : vie simple dans son unité spirituelle acquise très tôt,. En effet, jusqu'à sa stabilisation au Caire, la vie de Guénon fut tout sauf simple et sembla même partir dans toutes les directions. Une vie « déconcertante», insaisissable par ses apparentes contradictions : « élève de l'École Hermétique du mage Papus, il fut un contempteur de l'occultisme ; franc-maçon, il participa à une publication anti-maçonnique ; enfant de la Loire, il se considéra comme totalement oriental ; écrivain, il relativisa la valeur de l'écrit ; homme du secret, il publia chez les plus grands éditeurs... ». Pourtant la cohérence et l'unité de l'œuvre de Guénon ont été soulignées par beaucoup d'auteurs. Jean-Pierre Laurant parla d'ailleurs des dangers de la « magie » du discours guénonien. En effet, comme l'a écrit David Bisson, ce discours semble donner réponse à tout,. Jean Borella écrivit, pourtant dans une perspective critique, « pas facile d’être juste avec Guénon. L’œuvre semble exiger une adhésion totale tant son unité est forte. On l’accepte en bloc ou on la rejette de même. Autant que personne, je suis sensible à la maîtrise qui règne dans les moindres lignes de ce penseur hors du commun : unité du style qui ne fait que refléter l’unité de la doctrine ».
Plus encore que l'unité de l'œuvre, c'est la précocité de cette unité qui a frappé les commentateurs : dès ses premiers écrits, alors qu'il n'a que 23 ans, toutes les notions les plus importantes de son discours sont présentes et ne vont quasiment pas évoluer par la suite,,. Guénon acquit les réponses à ses questions et toutes ses certitudes, dont il ne dévia jamais, autour de sa vingtième année par la rencontre d'hindous dont au moins un maître du Vêdânta. Il fut persuadé dès lors qu'il existait une vérité métaphysique sous-jacente à toutes les grandes traditions spirituelles, vérité encore conservée intégralement en Orient et que l’être humain peut connaître. Il partit dans tous les milieux se déclarant « missionné » pour que tous ceux qui en avaient encore la capacité puissent retrouver cette vérité perdue : les occultistes et francs-maçons progressistes, les catholiques réactionnaires, les artistes d'avant-garde, etc. La thèse de Xavier Accart sur la réception de Guénon en France est, d'après Antoine Compagnon, un véritable « Bottin mondain des lettres françaises durant un bon demi-siècle». Antoine Compagnon le compare au Zelig de Woody Allen apparaissant quelque part, semblant fondu dans le groupe, sur toutes les photos de famille des courants politiques et intellectuels de son temps.
Pourtant, malgré cette agitation extérieure apparente, beaucoup furent frappés par sa manière d'être. Même lorsqu'il devint une figure centrale des milieux intellectuels parisiens des années 1920, il semblait toujours calme, d'humeur égale, toujours bienveillant sans jamais un mot blessant avec ceux qui le contredisaient. Pierre Naville décrivit « un ton si paisible, proche et lointain tout ensemble, de cet homme qui vivait dans cet ailleurs ». Il semblait déjà désindividualisé face à « la vérité », détaché des émotions : Guénon sera toujours décrit comme un homme « diaphane ». Cette transparence renvoie à l’expérience spirituelle vécue lors de sa rencontre avec son maître hindou, lors de sa vingtième année. Après l'année 1927 où tout bascula et durant laquelle il comprit qu'il ne pourrait pas réaliser un redressement spirituel en Occident, il partit enfin pour l'Orient. Dans le vieux quartier traditionnel du Caire, en 1930, vivant dans une relative indigence matérielle, il écrivit : « je me trouve plus « chez moi » ici qu'en Europe ». Ses articles devinrent plus lyriques, en particulier un article d'octobre 1930 sur la simplicité évangélique,. Sa vie de musulman soufi au Caire ne fut pas une fuite ou un moyen de trouver son identité, car cela s'était produit depuis très longtemps déjà, mais de mettre en accord sa simplicité intérieure et la simplicité de sa vie extérieure, de vivre enfin « une vie traditionnelle unifiée ».

### Découverte d'une personnalité

#### Années de jeunesse
René Guénon est né le 15 novembre 1886 à Blois, en France, dans une famille angevine très catholique,. Son père était architecte. De santé très fragile, ce fut un excellent élève, en sciences comme en lettres, et il reçut un prix au concours général,. Il fut très entouré par sa mère, son père et surtout sa tante, Mme Duru, institutrice dans l'école catholique de Montlivault, dont il sera très proche jusqu'à la mort de cette dernière en 1928 : c'est elle qui lui apprit à lire et écrire. Il entra en classe de mathématiques élémentaires en 1904 à Blois où il eut comme professeur de philosophie Albert Leclère, qui sera nommé ensuite professeur à l'université de Fribourg, en Suisse. La personnalité de Leclère semble l'avoir marqué : le professeur fit des compliments sur son élève, et ce fut l'une des rares périodes où Guénon n'eut pas de problème de santé. Leclère était un spécialiste des présocratiques : son rejet du monde des phénomènes hérité de Parménide, sa critique de la science qui ne s'intéresse qu'à ces phénomènes, sa considération d'une décadence de la pensée à partir de la période socratique, son intérêt pour la relation entre la mesure de la matière et les mathématiques, en particulier à travers le calcul infinitésimal, semblent avoir eu un certain écho dans toute l'œuvre de Guénon,,.
Jusqu'en 1928, date de la mort de Mme Duru, Guénon se rendit régulièrement dans sa famille et put ainsi souvent discuter avec l'abbé Ferdinand Gombault (1858-1947), le curé de Montlivault, docteur en philosophie et ami de la famille. Guénon reçut l'essentiel de ses connaissances sur le thomisme de l'abbé, mais ces connaissances étaient limitées et étroites, ce qui resta toujours un handicap lorsqu'il eut de nombreuses discussions philosophiques avec certains des membres les plus éminents du néothomisme durant la période 1916-1924. D'autre part, Gombault semble lui avoir laissé en héritage une certaine incapacité à ne voir dans le mysticisme chrétien des derniers siècles qu'une voie passive,. D'une façon générale, l'ambiance saint-sulpicienne du catholicisme qui l'entourait semble ne pas avoir inspiré le jeune Guénon et explique probablement son détachement du christianisme comme voie spirituelle personnelle,. Les deux hommes partagèrent aussi une critique très dure de l'école allemande de pensée (en particulier Kant et Hegel pour Gombault) et des orientalistes allemands,, ainsi qu'une préoccupation constante sur la question du mal et du danger d'un mélange du domaine spirituel et de phénomènes extra-spirituels d'ordre inférieurs voire démoniaques, en particulier dans le spiritisme et dans certaines apparitions mystiques (ce qui amplifia probablement les préjugés de Guénon sur le mysticisme chrétien des derniers siècles),,.
Il s'installa ensuite à Paris pour préparer les concours des grandes écoles (il s'inscrivit à l'Association des candidats à l'École polytechnique et à l'École normale supérieure). Mais, à la suite de difficultés dues surtout à sa santé délicate et à ses nombreuses absences, ses professeurs estimèrent qu'il n'avait pas le niveau, sauf en lettres et philosophie,. Il abandonna donc momentanément ses études fin 1905. Installé rue Saint-Louis-en-l'Île loin de la foule du quartier latin, il pénétra alors les milieux occultistes de la Belle Époque, fondés en 1888 et dominés par la figure de Gérard Encausse dit Papus. Le court passage de Guénon dans les milieux occultistes allait faire l'objet d'un très grand nombre de commentaires et de questionnements : ses ennemis ne cesseront de l'accuser de n'être qu'un « occultiste ». Qu'est-ce qu'était allé faire ce jeune homme dans ces milieux alors que rapidement il les rejeta violemment et qu'il eut même pour projet d'écrire un livre contre eux par la suite? Cette courte période fut, en fait, absolument décisive pour la formation de Guénon, car c'est durant cette période qu'il rencontra des maîtres orientaux qui allaient changer le cours de sa vie (voir ci-dessous). Si Guénon crut à l'occultisme, ce fut au maximum pendant une période très courte (avant sa rencontre avec les Orientaux en question, qui se produisit très rapidement). Mais comme Jean-Pierre Laurant l'a souligné, le passage par le monde occultiste et la question des sources orientales ne sont pas si étrangers l'un à l'autre : c'est probablement par le biais de ce milieu occultiste qu'il rencontra des Orientaux. En effet, durant cette époque où les états européens étaient à la tête d'immenses empires coloniaux et où Paris jouait un rôle culturel central, les contacts entre les voyageurs orientaux et les occultistes de la Belle Époque étaient constants dans la capitale française. Ainsi la période 1905-1909, qui semble avant tout être la période « occultiste » de Guénon, car son passage y a laissé beaucoup de traces, est surtout la période décisive de sa vie où il va découvrir la spiritualité orientale et l’abîme qui la sépare des parodies néo-spiritualistes occidentales dont l'occultisme fait partie,,,,,.
Il est possible qu'il ait cru tout au début en l'occultisme car, comme Paul Chacornac l'a signalé, il n'était pas invraisemblable, a priori, que l'ancien ordre maçonnique des Élus Coëns, fondé au XVIIIe siècle par Martinès de Pasqually, ait survécu jusqu'à la fin du XIXe siècle et qu'une transmission régulière ait donné naissance à l'ordre martiniste dirigé par Papus. En d'autres termes, il ne semblait pas impossible que Papus ait été le dépositaire d'une transmission spirituelle authentique relevant de l'ésotérisme chrétien. Guénon allait rapidement prétendre qu'il n'en était rien. Ne le sachant pas au départ, il se fit donc initier au martinisme,,. Il révéla plus tard que cet ordre servait, en fait, d'antichambre à une organisation d'un caractère plus sérieux : l'Hermetic Brotherhood of Luxor (H. B. of L.), dépositaire, selon lui, de certaines connaissances effectives du monde subtil (animique, non spirituel). Mais cette organisation était depuis longtemps « en sommeil ». Il gravit rapidement tous les échelons du martinisme et fut même nommé délégué général de l'ordre pour le Loir-et-Cher,,. Jean-Pierre Laurant a retrouvé des poèmes et un début de roman écrits par Guénon probablement au début de cette période : dans le roman, un jeune homme, qui lui ressemble « comme un frère », se lance dans le monde de l'occulte à la recherche d'« initiations » et décide de fermer tous les livres et de trouver en lui-même et non au-dehors le principe de toute connaissance. La préoccupation sur la question du mal est très présente.
Il assista au cours de l'École hermétique de Papus et reçut les autres « initiations » (il parlera de pseudo-initiations plus tard car rien de spirituel n'était transmis) des organisations paramaçonniques liées à l'ordre martiniste : la Loge symbolique Humanidad dont Teder était le « vénérable » et le chapitre et Temple « INRI » du « Rite primitif et Originel Swédenborgien ». En 1908, Papus organisa le IIe Congrès spiritualiste et maçonnique, qui se déroula du 7 au 10 juin : Guénon était présent comme secrétaire de bureau sur l'estrade, revêtu de son cordon de Chevalier Kadosh du chapitre et Temple « INRI ». Il semble que Guénon se trouva dès lors en situation de rupture totale avec Papus sans le montrer. Tout d'abord il fut très choqué par le contenu doctrinal du discours d'ouverture de Papus qui déclara que « les sociétés futures seront transformées par la certitude de deux vérités fondamentales du spiritisme : la survivance et la réincarnation ». D'autre part, l'un des buts du congrès était de détacher la loge Humanidad du « Rite National Espagnol » maçonnique pour en faire la Loge-Mère du Rite de Memphis-Misraïm. En bref, il s'agissait de créer une maçonnerie prétendant provenir de l'antique Égypte et indépendante de la franc-maçonnerie officielle. Il écrivit dès 1909 que ce milieu occultiste n'avait reçu aucune transmission spirituelle authentique et qu'on ne peut pas imaginer de « doctrines aussi dissemblables que le sont toutes celles que l'on range sous le nom de spiritualisme », leur reprochant de n'être que du matérialisme transposé dans un autre domaine et que « la prétention d'acquérir la connaissance du monde spirituel par des moyens matériels est évidemment absurde »,.

#### Ordre du Temple Rénové et Église gnostique
Un événement « étrange » précipita la rupture avec les groupes papusiens : en janvier 1908 (donc avant le IIe Congrès spiritualiste et maçonnique de Papus, qui se déroula en juin), des séances d'écriture automatique (activités assez « banales » dans les milieux occultistes) se déroulèrent à l'hôtel du 17, rue des Canettes, séances dont les participants étaient des membres de l'ordre martiniste. Une « entité » se présentant comme Jacques de Molay exigea de fonder un nouvel ordre du Temple dont Guénon, qui n'était pas présent, devait être le chef,,. Contacté par les martinistes en question, ce dernier répondit favorablement à l'appel. Cette histoire de l'ordre du Temple rénové sera interprétée de façon très diverse : Paul Chacornac nota que Guénon écrivit dans son ouvrage l'Erreur spirite de 1923 que les entités qui apparaissaient dans ce genre de « communications » pouvaient ne provenir que du « subconscient » de l'un des assistants. Chacornac poursuivit que cette situation fut probablement une occasion saisie par Guénon pour constituer un groupe d'études sur la spiritualité regroupant les éléments les plus intéressants des milieux occultistes tout en les détournant de ces milieux justement. D'autres comme Jean-Pierre Laurant y virent plutôt un complot organisé pour atteindre Papus. Au contraire, certains auteurs « guénoniens » comme Michel Vâlsan et Charles-André Gilis allaient y voir un essai avorté de la tradition ésotérique occidentale de renaître tout en soulignant que la fin de l'ordre rénové correspond au rattachement de Guénon au soufisme (vers 1911),, version contestée par d'autres auteurs guénoniens comme Jean Reyor en raison du caractère antichrétien de l'entreprise, dans une optique de « vengeance templière » contre l'Église et la monarchie. Toujours est-il que les séances organisées par Guénon dans le cadre de cette nouvelle organisation semblent avoir été l'occasion d'une première élaboration globale de son œuvre. Les thèmes abordés dont on a retrouvé les traces, par exemple lors de la première séance du 6 mars 1908, annoncent certains de ses principaux ouvrages,, : Le Symbolisme de la Croix,
Les États multiples de l'être, Les Principes du calcul infinitésimal… Certains titres d'autres conférences montrent l'intérêt de Guénon pour l'Archéomètre, l'ouvrage laissé inachevé par Saint-Yves d'Alveydre. Guénon s'intéressait à ce dernier car c'était l'un des rares Occidentaux à avoir eu des contacts sérieux avec de véritables Orientaux. Saint-Yves d'Alveydre, chrétien convaincu, voulait réconcilier toutes les connaissances à la fois religieuses et scientifiques et croyait en une « Tradition » unique conservée dans un lieu central, notion que l'on retrouvera dans Le Roi du monde de Guénon.
L'existence de cet ordre du Temple rénové fut découverte, ce qui entraîna les foudres de Teder qui rédigea, pour le compte du « Grand Maître Papus », un acte d'accusation comportant des fausses lettres de Guénon. Ce dernier fut radié de l'ordre martiniste, ainsi que des loges affiliées en avril-juin 1909,. Avant cela, Guénon avait rencontré Léonce Fabre des Essarts, un socialiste proche de Victor Hugo, patriarche de l'Église gnostique de France, lors du IIe Congrès spiritualiste et maçonnique de Papus. L'Église gnostique, rapidement excommuniée par l'Église catholique, avait été fondée à la fin du XIXe siècle pour faire revivre, entre autres, le catharisme,. Guénon demanda à Fabre des Essarts à faire partie de cette église gnostique, et ce dernier fit rapidement de Guénon un « évêque » sous le nom de Palingenius, dont la première partie du nom, tirée du grec, signifie « qui renaît », l'équivalent de René. Guénon ne sembla jamais prendre au sérieux cette Église gnostique : il dira toujours qu'elle n'avait reçu aucune transmission authentique et avait été reconstruite sur des documents très fragmentaires. En revanche, Fabre des Essarts lui permit de fonder la revue La Gnose (novembre 1909 - février 1912), où il écrivit ses premiers articles sous le pseudonyme de Palingenius, qui se voulait la suite de la revue La Voie, « revue mensuelle de Haute Science » fondée par Matgioi (Albert de Pouvourville) et Léon Champrenaud, rattachés respectivement au taoïsme et à l'islam, qui dura d'avril 1904 à mars 1907 et où Matgioï avait publié pour la première fois ses deux ouvrages sur les doctrines extrême-orientales : La Voie métaphysique (1905) et La Voie rationnelle (1907). La Gnose, sous la direction éditoriale de Guénon, prit donc une tournure traditionnelle inspirée par les doctrines orientales.

### Traditions spirituelles d'Orient et d'Occident

#### Rencontre décisive de toute une vie

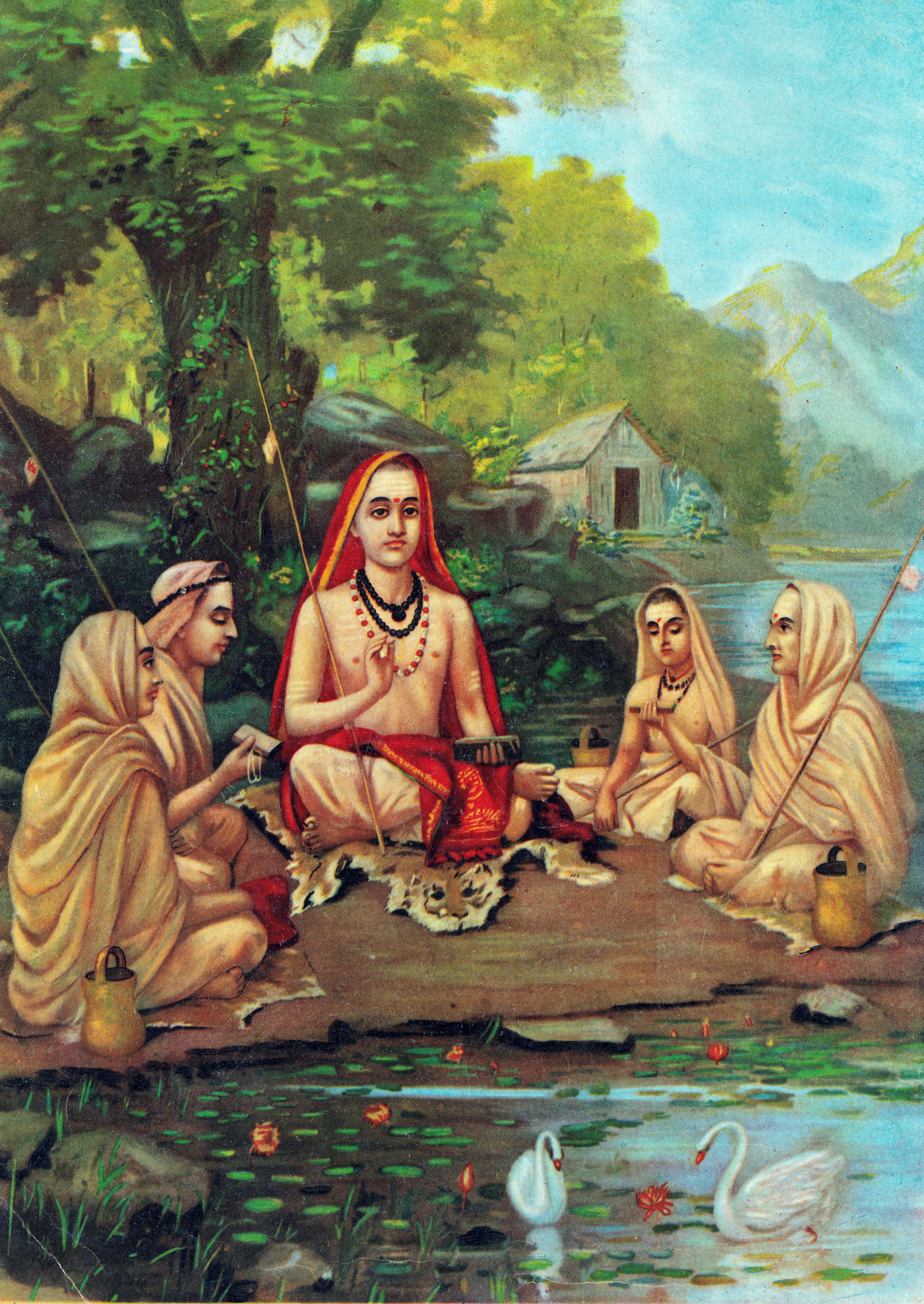
Peinture représentant Adi Shankara en train d'enseigner. Entre 20 et 23 ans, Guénon rencontra un maître hindou de l’Advaïta védanta dans la formulation d'Adi Shankara. Les commentateurs considèrent que cette rencontre transforma complètement sa personnalité et lui apporta toutes ses certitudes : possibilité d'une connaissance supra-rationnelle (spirituelle), unité des traditions dont le message fut formulé dès le début de l'humanité (la Sanâtana Dharma de l'hindouisme), le non-dualisme d'Adi Shankara comme l'expression la plus pure de la « vérité », etc. Dès ses premiers articles à 23 ans, toutes ses idées apparaissent comme déjà cristallisées.

À partir de novembre 1909, Guénon, alors qu'il n'avait que vingt-trois ans, publia sous son pseudonyme de Palingénius une série d'articles intitulés Le Démiurge qui démontrait sa maîtrise de la métaphysique orientale et, en particulier, des textes d'Adi Shankara,,. Il publia en 1910-1912 sous forme d’articles, toujours dans La Gnose, une grande partie du Symbolisme de la Croix et de L'homme et son devenir selon le Vêdânta. D'autre part, on sait par sa correspondance, qu’il réalisa une première rédaction (non publiée) des États multiples de l'être en 1915,. L'homme et son devenir selon le Vêdânta, Le Symbolisme de la Croix et Les États multiples de l'être sont considérées comme les trois œuvres capitales de Guénon et ont donc été en grande partie rédigées alors qu'il avait moins de trente ans et bien avant leur publication sous la forme de livres. En outre, il publia d'autres articles dans La Gnose, entre 1910 et 1912, sur le néospiritualisme contemporain, les principes du calcul infinitésimal, les erreurs du spiritisme et des articles sur Dante et la franc-maçonnerie. C'est donc la plus grande partie de son œuvre qui transparaît alors qu'il est encore extrêmement jeune, sous une forme qui ne va quasiment pas évoluer par la suite,,,. Comme l'a demandé son premier biographe, Paul Charcornac : « que s'était-il donc passé ? ».
Guénon n'a rien écrit sur ceux qui l'ont formé. En revanche, il a assuré de façon catégorique à son entourage (par exemple à Paul Chacornac, Jean Reyor, André Préau et Frans Vreede) qu'il n'avait pas étudié les doctrines orientales et les langues orientales de façon livresque et leur affirma qu'il tenait sa connaissance des doctrines de l'Inde, du soufisme et du taoïsme directement de l'enseignement oral d'Orientaux,. La plupart des biographes reconnaissent que la rencontre qui marqua le plus sa vie et son œuvre est celle d'Hindous dont l'un, au moins, a joué le rôle d'instructeur si ce n'est de maître spirituel. Cette rencontre eut lieu très tôt durant la période 1904-1909, probablement dès son arrivée dans le monde occultiste si ce n'est avant,,,,,. En particulier, André Préau et Paul Chacornac se souvenaient d'avoir vu dans l'appartement de Guénon à Paris, rue Saint-Louis-en-l'Île, un tableau qualifié de médiocre figurant une femme de brahmane que Guénon leur dit être celle de la femme de son « Guru »,. Aussi, différents témoins relatent que Guénon portait à une main une « bague » ou une  « chevalière » gravée du monosyllabe AUM, qui pourrait être en rapport avec son ou ses maîtres et qu'il garda jusqu'à la fin de sa vie,. Il n'a jamais révélé le nom de ce « Guru », même dans sa correspondance avec son ami Ananda Coomaraswamy qui était pourtant hindou lui-même. Mais il s'agissait forcément d'un maître de l’Advaïta védanta dans la lignée d'Adi Shankara : Guénon considéra toujours l'hindouisme comme la tradition la plus proche de la Tradition primordiale (identifiée explicitement par Guénon au Sanâtana Dharma de l'hindouisme) et la doctrine d'Adi Shankara comme la formulation la plus pure de la métaphysique,. Selon Jean-Pierre Laurant, la présentation qu'il fit de la doctrine de Shankara dans L'homme et son devenir selon le Vêdânta « confirme la qualité du maître qui eut sur lui l'influence déterminante ». De l'importance donnée au Sâmkhya dans sa présentation du Vêdânta, les spécialistes ont reconnu une reformulation provenant d'une école tardive du Vêdânta de Shankara, soit celle de Vallabha, soit celle de Vijnanabhikshu. Le maître hindou appartenait donc probablement à l'une de ces branches. Ainsi Jean-Pierre Laurant écrivit que « toute sa vie, René Guénon affirma avoir fondé ses certitudes sur les communications d'un maître hindou du Vêdânta, autour de 1906, autour de sa vingtième année». Plusieurs auteurs pensent que Guénon a traversé une transformation spirituelle très importante durant la période 1904-1909 sans faire nécessairement référence à l'individualité du maître hindou qui a été volontairement gardée secrète par Guénon,,,. Sa famille retrouva dans ses affaires personnelles après sa mort « des poèmes de remerciements à des maîtres hindous ».
En ce qui concerne le taoïsme, les informations sont un peu plus précises : Guénon prit connaissance de la métaphysique extrême-orientale grâce à Matgioi avec qui il fut en étroit contact durant la période de La Gnose (1909-1912),. Guénon débuta son article La religion et les religions (La Gnose septembre-octobre 1910) par une citation de Matgioi qu'il appela « notre maître et collaborateur ». Matgioi, de son vrai nom Georges-Albert Puyou de Pouvourville, fut initié au taoïsme au Tonkin (en octobre 1890) par un chef de village : le Tong-Song-Luat (le Maître des Sentences). Matgioi publia La Voie métaphysique en 1905 et La Voie rationnelle en 1907 où il donna une traduction du Tao-të king de Lao Tseu. René Guénon déclara que Matgioi fut le premier en Europe à présenter sérieusement la métaphysique chinoise. Paul Chacornac émit l'hypothèse que Guénon aurait aussi reçu une transmission directe du taoïsme via le fils cadet du Maître des Sentences, Nguyen Van Cang, qui vint en France avec Matgioi et demeura un moment à Paris (en particulier il collabora à La Voie),,.

#### Découverte du soufisme
En ce qui concerne le soufisme, Guénon fut en contact avec de nombreux maîtres orientaux mais probablement pas avant son arrivée au Caire en 1930. Même durant son séjour à Sétif, en Algérie, en 1917 où il fut envoyé pour y enseigner, il ne parla pas de contacts avec des Orientaux,. Guénon découvrit probablement des textes soufis par l'intermédiaire de Léon Champrenaud qui, comme Matgioi, s'était détaché des courants occultistes de Papus pour s'intéresser aux doctrines orientales et plus particulièrement, dans son cas, au soufisme. Il se convertira à l'islam comme Guénon. Plus important, en 1910, Guénon entra en contact avec le peintre suédois Ivan Aguéli (1869-1917), qualifié d'« aventurier hors du commun » par Jean-Pierre Laurant,. Très doué pour apprendre les langues, Aguéli s'est consacré à l'étude des traditions orientales et a beaucoup voyagé jusqu'aux Indes,. Au Caire où il passa plusieurs années à étudier à l'université al-Azhar, le Sheikh Abder-Rahman Elish El-Kebir de la tarîqa shâdhilite l'initia au soufisme sous le nom d'Abdul-Hâdi (au plus tard en 1907) et le fit moqaddem (c'est-à-dire habilité à recevoir des disciples et leur transmettre l'initiation). C'est donc très probablement Abdul-Hâdi (il travaillait à La Gnose dès 1910) qui donna l'initiation (« baraka ») soufie à René Guénon sous le nom d'Abdel Wâhed Yahiâ (« serviteur de l'Unique »).

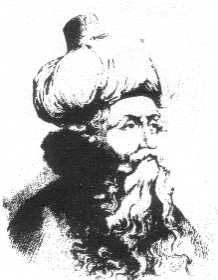
Dessin représentant Ibn Arabi. Guénon fut initié au soufisme et découvrit la pensée d'Ibn Arabi en 1910. Bien que les formulations soient très différentes, Guénon prétendit toujours voir une unité complète entre la doctrine du maître andalou et celle d'Adi Shankara.

La date de 1912 qui apparaît dans de nombreux ouvrages depuis Chacornac comme étant l'année du rattachement initiatique de Guénon au soufisme est erronée. L'erreur est due au fait que Guénon a donné son année de naissance en tant que musulman dans la dédicace au texte du Symbolisme de la Croix en utilisant le calendrier hégirien : 1329 H. Mais cette année ne correspond pas à l'année 1912 comme le pensait Chacornac. Les auteurs musulmans comme Michel Vâlsan et Charles-André Gilis ont rectifié l'erreur puisque l'année 1329 H « correspond en effet à une période située toute entière en 1911 » (précisément du 2 janvier au 21 décembre 1911). En fait, cette date doit être avancée de plusieurs mois car dans une lettre adressée à Tony Grangler (le médecin personnel de Guénon) publiée par Michel Chazottes, Guénon indique qu'il a été rattaché au soufisme dès 1910 (Guénon a souligné la date),. Guénon a donc été initié en 1910 au soufisme par Ivan Aguéli, donc l'année même où ils se sont rencontrés. Guénon a d'ailleurs commencé à écrire les premiers articles qui formeront la base du Symbolisme de la Croix peu de temps après (début 1911), cet ouvrage étant en grande partie basé sur des enseignements soufis,. La date 1329 H indiquée dans la dédicace du Symbolisme de la Croix correspond donc à la première année (du calendrier musulman) complète que Guénon a passé en tant que musulman. Guénon était donc relié spirituellement au Sheikh Abder-Rahman Elish El-Kebir. C'est d'ailleurs à lui que Guénon dédia en 1931 son Symbolisme de la Croix, en ces termes :

« À la mémoire vénérée de Esh-Sheikh Abder-Rahmân Elîsh El-Kebir, El-Alim, El-Malki, El-Maghribi à qui est due la première idée de ce livre. Meçr El-Qâhirah 1329-1349 H. »

René Guénon expliqua à Michel Vâlsan que Sheikh Abder-Rahman Elish El-Kebir fut un représentant très important de l'islam, tant du point de vue ésotérique qu'exotérique. Il fut le Cheikh d’une branche shâdhilite, une organisation initiatique (tarîqa) fondée au XIIIe siècle (VIIe siècle de l'Hégire) par le sheikh Abû-l-Hasan ash-Shâdhilî, une des plus grandes figures spirituelles de l’islam, qui fut, dans l'ordre ésotérique, le « pôle » (« qutb ») de son temps, ce terme désignant une fonction initiatique d'un ordre très élevé. Dans le domaine « exotérique » (« religieux » dans le cadre musulman), il fut le chef du madhhab mâleki à l'université al-Azhar. Les termes madhhab mâleki indiquent « une des quatre écoles juridiques sur lesquelles repose l'ordre exotérique de l'islam», l'université al-Azhar étant qualifiée de « la plus grande université de l'ordre islamique » par Michel Vâlsan.
Ivan Aguéli comme le Sheikh Abder-Rahman Elish El-Kebir avait un intérêt majeur pour l'œuvre d'Ibn Arabi considéré comme « le plus grand maître » dans certaines branches du soufisme et dont l'œuvre allait servir de principal fondement doctrinal (avec celle de Shankara) - via une transmission spirituelle directe - à celle de Guénon,. Ivan Aguéli fit connaître, par ses traductions, dès 1910, de nombreux textes de l'école d'Ibn Arabi à Guénon,. René Guénon envisagea en 1908 puis en 1911 avec Léon Champrenaud de se rendre en Égypte pour y trouver et traduire des textes soufis mais le projet n'eut pas de suite,.
Par sa découverte des doctrines orientales et par les transmissions initiatiques correspondantes qu'il reçut, René Guénon prit conscience de l'abîme qui séparait ces traditions des groupements occultistes et gnostiques. Il en arriva à la certitude que l'esprit traditionnel était conservé essentiellement en Orient. Le rejet fut « brutal » : d'après Jean-Pierre Laurant, « il ne soufflait mot à ceux qui le fréquentèrent ensuite » de son passage dans les milieux occultistes et gnostiques. Il écrivit, par exemple, plus tard à Nöelle Maurice-Denis Boulet n'être entré dans le mouvement gnostique que pour le détruire.
Jean-Pierre Laurant a montré, néanmoins, dans Le sens caché dans l'œuvre de René Guénon, que ce dernier a réutilisé beaucoup d'informations provenant d'auteurs de la tradition occultiste - comme Frédéric de Rougemont, Georg Friedrich Creuzer, Frédéric Portal, Alexandre Saint-Yves d'Alveydre, Sédir, Eugène Aroux, Éliphas Lévi ou Antoine Fabre d'Olivet - surtout pour y chercher des éléments de comparaison (en particulier dans le cadre du symbolisme) avec la tradition occidentale et en se basant sur des connaissances doctrinales que ces auteurs occultistes n’avaient pas. L'idée d'une tradition unique se retrouve chez certains auteurs depuis la Renaissance jusqu'à Antoine Fabre d’Olivet ou Alexandre Saint-Yves d'Alveydre,. Mais, d’une part ces auteurs n’y voyaient souvent qu’une « religion primitive » préfigurant le christianisme, et d’autre part Guénon reformula cette notion à la lumière de traditions authentiques et toujours vivantes : La Tradition primordiale fait référence au Sanâtana Dharma de l'hindouisme ou à certains enseignements d'Ibn Arabi. Plus précisément, de par sa connaissance directe de l'hindouisme, du taoïsme et du soufisme, Guénon constata que ces traditions énonçaient les mêmes grands principes métaphysiques. Il y vit la preuve qu'il y a bien un fond identique à toutes les grandes traditions de l'humanité. Il écrivit, en effet, dès son premier ouvrage : « Tout ce que nous venons de dire [sur la métaphysique] est applicable, sans aucune restriction, à n'importe laquelle des doctrines traditionnelles de l'Orient, malgré de grandes différences de forme qui peuvent dissimuler l'identité du fond à un observateur superficiel : cette conception de la métaphysique est vraie à la fois du taoïsme, de la doctrine hindoue, et aussi de l'aspect profond et extra-religieux de l'Islamisme [le soufisme] ».
De son expérience des milieux occultistes, il va réaliser que les contrefaçons de la spiritualité sont très nombreuses et qu'il devait les dénoncer pour « que d'autres [...] évitent de s'engager dans des voies sans issues ». Sa dénonciation de toutes formes de néo-spiritualisme, qui n'avaient héritées (d'après lui) d'aucune influence spirituelle authentique, avait débuté par certains articles publiés dans La Gnose et allait aboutir à la publication de livres tels que Le Théosophisme, histoire d'une pseudo-religion ou L'Erreur spirite. Il avait eu comme projet d'écrire un livre contre l'occultisme lui-même mais jugea l'entreprise inutile constatant le fort déclin de ce mouvement après la Première Guerre mondiale. Les seules institutions traditionnelles occidentales qui allaient encore l'intéresser étaient la franc-maçonnerie (avec le compagnonnage) et l'Église catholique. D'après lui, ce sont les deux seules institutions qui ont encore gardé une base traditionnelle (spirituelle) authentique en Occident bien que sous une forme amoindrie par rapport aux traditions orientales : base exotérique (ou religieuse) pour l'Église catholique, base ésotérique (ou initiatique) pour la franc-maçonnerie.

#### Milieux maçonniques

René Guénon considérait que la franc-maçonnerie et le compagnonnage étaient les deux dernières organisations authentiquement initiatiques en Occident. Il fut lui-même maçon. Guénon détailla la signification du symbole ci-dessus, en particulier, il expliqua que les symboles de l'équerre et du compas prouvent que la maçonnerie dérivait d'une ancienne corporation,,,,.

Au début du XXe siècle, la franc-maçonnerie officielle s'affairait à des tâches très étrangères aux buts traditionnels originels de l'Ordre tels que Guénon allait les concevoir (voir ci-dessous) : le Grand Orient de France avait supprimé au XIXe siècle toute référence au Grand Architecte de l'Univers et l'obligation de croire en Dieu. Une partie de la franc-maçonnerie combattait l'Église catholique. Seul Oswald Wirth essayait au sein de cette franc-maçonnerie officielle de faire revivre la pratique du symbolisme. Papus se présentait alors comme le dirigeant de la franc-maçonnerie « spiritualiste » (souvent irrégulière) en opposition aux positions modernistes de la franc-maçonnerie officielle. Guénon avait été admis dans deux de ces loges maçonniques du milieu papusien dont la Loge symbolique Humanidad du Rite National Espagnol qui devait changer d'obédience et devenir une Loge du Rite égyptien de Memphis-Misraïm,,.
Après son exclusion des milieux papusiens en 1909 et donc de la Loge Humanidad, il avait rencontré Oswald Wirth qui essaya de le faire rentrer dans des loges « régulières », en particulier sa loge « Travail et vrais amis fidèles » de la Grande Loge symbolique écossaise (entre février et juin 1911). Ce fut un échec. Il fut finalement admis, probablement avec le soutien d'Oswald Wirth, à la Loge régulière Thebah de la Grande Loge de France (Rite écossais ancien et accepté),,,. Les auteurs parlent souvent d'une admission en 1912,,, mais des auteurs francs-maçons comme Jean Baylot et Jean Ursin parlent d'une admission dès 1910. Toujours est-il qu'il prit la parole dès le 4 avril 1912 ce « qui suppose un délai puisqu'un apprenti au premier grade n'a pas le droit de parole » (ce qui va peut-être dans le sens d'une admission avant 1912). Ses premiers articles sur la franc-maçonnerie dans La Gnose datent de 1910 et s'inscrivent déjà dans le cadre du retour à l'étude du symbolisme d'Oswald Wirth. Une conférence du « Frère » Guénon dans sa Loge fut publiée dès janvier 1913 dans le journal Le Symbolisme d'Oswald Wirth et contient « une remarquable mise au point sur la nature du symbole et le rapport entre les formes et l'objet du travail initiatique intérieur ». « Probablement déçu par l'atmosphère des Loges», il ne devait pas y rester longtemps en activité : il aurait été radié en 1914 et peut-être même 1913 par défaut de paiement de sa cotisation. Cependant, la franc-maçonnerie devait toujours garder une bonne place dans ses préoccupations et il devait conserver des relations avec des membres de différentes obédiences toute sa vie,. Alors qu'il avait rejeté les mouvements occultistes et gnostiques, Guénon devait maintenir toute sa vie que la franc-maçonnerie est la seule organisation initiatique authentique qui demeure en Occident (avec le compagnonnage).
Il s'agit, en fait, d'après Guénon, des organisations qui ont hérité des formes initiatiques basées essentiellement sur l’exercice d’un métier, formes provenant du Moyen Âge européen (comme les constructeurs).
Il dissout l'Ordre du Temple rénové en 1911 (sous l'ordre « des Maîtres ») et en février 1912, La Gnose cesse de paraître : tous les ponts avec les milieux occultistes sont coupés. Très proche de sa mère et de sa tante (Mme Duru), il se rendait souvent dans sa famille. En juillet 1912 il se maria avec Berthe Loury, l'assistante de sa tante, institutrice à Montlivault proche de Blois. Un mariage religieux fut célébré, essentiel dans cette famille catholique très pratiquante,. Le jeune couple s'installa au 51 rue Saint-Louis-en-L'Île. La tante vint habiter avec eux et une nièce, Françoise Bélile, les rejoignit bientôt. Le couple n'ayant pas d'enfants, ils élevèrent Françoise comme leur propre fille. Toute la période qui va suivre (jusqu'en 1927) va apparaître comme un retour de Guénon au catholicisme, toutes ces femmes étant très pratiquantes. « Ce retour de Guénon au Catholicisme » avait provoqué une rupture avec ses anciens amis Matgioi et Champrenaud très antireligieux. En fait, ses rapports avec l'église catholique furent très complexes et ont été étudiés en détail par Marie-France James dans Ésotérisme et christianisme autour de René Guénon. S'il avait été très pratiquant durant sa jeunesse, il avait arrêté toute pratique catholique lorsqu’il était dans les milieux occultistes, milieux très anticléricaux. De plus, il était désormais franc-maçon et soufi, ce dont il ne dit rien à son entourage (y compris à sa femme). D'autre part, s'il accompagnait bien sa femme régulièrement aux offices religieux, il s'abstenait des sacrements (d'après Marie-France James), ce qui provoqua les inquiétudes de sa tante,. Ses lecteurs vont croire qu'il est un auteur catholique qui est, par ailleurs, un très bon connaisseur des doctrines orientales et de la franc-maçonnerie : ce sera probablement le cas d'Abel Clarin de la Rive avec qui il va travailler à La France antimaçonnique.

#### Participation àLa France antimaçonnique
À partir de 1912 et jusqu'en 1927, sa conduite d'après Jean-Pierre Laurant fut « dictée par l'opportunité d'autant plus que ses grands choix spirituels étaient faits ». Persuadé qu'il avait une « mission de « redressement [spirituel] de l'Occident», il se tourna naturellement vers la principale institution (en espérant s'y appuyer) où se trouvent, en Occident, d'après lui, « les restes d'esprit traditionnel qui survivent encore » : l'Église catholique. Cela explique une situation en apparence contradictoire : « la collaboration effective du maçon Guénon à La France antimaçonnique de juillet 1913 à juillet 1914 ».
Au début de la Troisième République, l'Église catholique était sur la défensive et affrontait la franc-maçonnerie.
C'est dans ce climat que l'une des plus extraordinaires impostures du XIXe siècle prit naissance : l'affaire Léo Taxil. De 1887 à 1895, Léo Taxil avait été le rédacteur en chef de La France chrétienne, organe du Conseil antimaçonnique de France et persuada nombre de catholiques que la franc-maçonnerie était une secte satanique. Un autre adversaire de la maçonnerie Abel Clarin de La Rive avait tout d'abord cru à l'authenticité de la version de Léo Taxil pour, finalement, confondre Léo Taxil de mystification (Taxil préféra prendre les devants et avoua avoir tout inventé lors d'une conférence publique en avril 1897). Clarin de La Rive prit la direction de La France chrétienne (en 1896) qui changea de nom et devint plus tard La France antimaçonnique. Les catholiques étant très échaudés par le dénouement de l'affaire Léo Taxil, des dissensions au sein du mouvement antimaçonnique étaient apparus. Certains, comme Ernest Jouin, qui fonda la revue internationale des sociétés secrètes, n'admirent jamais véritablement qu'il y ait eu mystification et continuèrent à croire en l'existence d'un complot (judéo-)maçonnique à caractère satanique. D'autres, comme Clarin de La Rive, ne voulaient plus entendre parler de version satanisante et considéraient « comme Guénon et dans la ligne de Joseph de Maistre, que la maçonnerie était une forme déviée et corrompue de la tradition éternelle ». Il fallait dénoncer la « déviation » de la maçonnerie avec plus de rigueur, étudier son symbolisme et son évolution, montrer ses incohérences actuelles. D'autre part, Clarin de La Rive s'intéressait aux traditions orientales (les « petites églises ») en particulier à l'islam. Tout cela explique que Clarin de la Rive accorda un vif intérêt aux écrits de Guénon dans La Gnose. Clarin de la Rive reproduira intégralement dans son journal plusieurs articles de Guénon-Palingénius publiés dans La Gnose en 1910-1911.
Lorsque La Gnose disparut en 1912, Guénon, sous le pseudonyme : Le Sphinx, devint un collaborateur régulier de La France antimaçonnique sur les questions du symbolisme et de hauts grades maçonniques en 1913 et 1914. Clarin de la Rive voulait utiliser la très grande érudition de Guénon sur la franc-maçonnerie et son évolution. Les deux étaient d'accord pour combattre les francs-maçons politiciens et leurs idées modernistes au nom de l'authentique franc-maçonnerie présentée comme originellement conforme au catholicisme. Pour Guénon, et bien que ce ne fût probablement pas l'objectif de Clarin de la Rive, du moins d’après Marie-France James (David Bisson écrit, au contraire, que leur objectif commun était de créer un courant catholique favorable à la franc-maçonnerie « traditionnelle »), cela ouvrait une occasion de premier plan pour réhabiliter la franc-maçonnerie auprès du public catholique. Dans son projet de redressement spirituel de l'Occident, une tradition occidentale complète se devait d'avoir une base « exotérique » pour tous (sous la forme de la religion catholique) et une dimension ésotérique (initiatique) pour son élite spirituelle, qu'elle pouvait retrouver en partie dans une franc-maçonnerie retournée à sa vocation originelle. C'est ce qu'explique Chacornac pour justifier la collaboration de Guénon à La France antimaçonnique :
« 
À cause de son caractère initiatique, il convenait de rendre à la maçonnerie son vrai visage, défiguré par la mystification taxilienne ; à cause de leur politique et de leur modernisme, il fallait combattre les maçons contemporains, infidèles à la vocation initiatique, pour que la maçonnerie puisse redevenir effectivement ce qu'elle n'a jamais cessé d'être virtuellement.
 »
Il publia une série d'articles sur le rite écossais rectifié, la stricte observance templière, etc. Il entreprit une polémique au sujet des « supérieurs inconnus » de la franc-maçonnerie avec Charles Nicoullaud et Gustave Bord, les rédacteurs de la Revue internationale des sociétés secrètes. Il devait être tout au long de sa vie un grand polémiste. Les supérieurs inconnus font référence aux chefs des différentes branches maçonniques du XVIIIe siècle qui auraient été à l'origine d'une entente continuelle entre ces différentes branches, l'identité précise de ces chefs étant inconnue,. Gustave Bord en avait conclu que ces supérieurs inconnus n'existaient pas « en chair et en os » et n'étaient qu'un produit de l'imagination. Charles Nicoullaud avait abondé dans son sens mais avança que ces supérieurs inconnus vivaient dans l'« astral », c'est-à-dire qu'ils correspondaient à une force surnaturelle (psychique ou subtile au sens de Guénon). Le Sphinx (Guénon) devait leur rétorquer qu'ils se trompaient et que la question des supérieurs inconnus se posait dans toutes les organisations initiatiques. Les rédacteurs de la Revue internationale des sociétés secrètes lui demandant des explications, Le Sphinx expliqua qu'il s'agissait bien d'êtres « en chair et en os » mais ayant transcendé leur individualité les comparant avec certains êtres délivrés que l'on rencontre en Inde et au comte de Saint-Germain. Il faisait, en fait, implicitement référence à la doctrine des états multiples de l'être, inspirée de Shankara, qu'il développera plus tard.
La polémique portait sur des points techniques et était assez violente et, d'après Marie-France James, « le pauvre lecteur de La France antimaçonnique [...] ne savait plus ou donner de la tête ». Mais elle portait, en fait, sur un point essentiel : les rédacteurs de la revue internationale des sociétés secrètes pensaient que la franc-maçonnerie du XVIIIe siècle avait été inspirée par une force psychique surnaturelle d'ordre satanique alors que Guénon y voyait, au contraire, un « principe transcendant d'ordre métaphysique » comme pour toute organisation réellement initiatique. Il cherchera toujours à convaincre une « certaine élite » à aspirer à atteindre ce « niveau des supérieurs inconnus ». La polémique s'arrêta, les deux camps se renvoyant l'accusation d'être des « anti-maçons fort étranges, ».
De l'époque taxilienne, Clarin de la Rive avait réuni une importante documentation qui lui avait permis de démasquer la mystification de Taxil. Il la communiqua à Guénon, et celui-ci s'en servit non seulement pour déterminer qui agissait dans l'entourage de Taxil, mais aussi pour dénoncer les origines « suspectes » des milieux qui prirent position progressivement pour la « défense de l'Occident » et contre « le complot judéo-maçonnique ». Des documents fournis par Clarin de la Rive, il en retira la conviction qu'il existait bien des groupes satanistes, « mais que ce n'était pas dans la maçonnerie [...] qu'il fallait les chercher ». Cela l'amènera à développer plus tard la notion de « contre-tradition ». Chacornac l'explique en ces termes :
« 
Il acquit la certitude qu'il y avait, de par le monde, des groupes qui s'efforçaient consciemment de jeter le discrédit sur tout ce qui subsiste d'organisations traditionnelles qu'elles soient de caractère religieux [comme l'Église catholique ou le Judaisme] ou de caractère initiatique [comme la franc-maçonnerie ou la kabbale juive] ; que ces groupes pouvaient avoir des agents dans la maçonnerie, comme dans un autre milieu [comme l'église catholique], sans que l'on puisse pour autant assimiler la maçonnerie à une organisation subversive.
 »
Guénon pensait que la revue internationale des sociétés secrètes, avec qui il eut de violentes polémiques, était infiltrée par ces groupes et que Charles Nicoullaud était un « contre-initié »,,.

#### Amitiés catholiques

Guénon considérait l'Église catholique comme la principale institution traditionnelle en Occident. Il chercha longtemps à s'appuyer sur elle pour faire revivre la spiritualité en Occident.

À La France antimaçonnique, Guénon rencontra un indien de religion Sikh, Hiran Singh, qui lui transmit une grande part de la documentation sur la Société théosophique qu'il utilisera dans Le Théosophisme, histoire d'une pseudo-religion. La confiance entre Guénon et Clarin de la Rive était telle que ce dernier avait envisagé que Guénon soit son successeur à la tête de la revue à la rentrée 1914, mais Clarin de la Rive mourut prématurément et la guerre éclata.
À l'automne 1914, en compagnie de Pierre Germain un ami de l’église Gnostique qui avait retrouvé la foi lors d’un pèlerinage à Lourdes, René Guénon, réformé pour ses problèmes de santé en 1906, s’inscrivit en troisième année de licence de philosophie en Sorbonne. Sa licence obtenue, il entreprit un diplôme d'études supérieures de philosophie des sciences avec le professeur Gaston Milhaud à qui il présentera (en 1916) comme mémoire un travail qui sera à l'origine de son livre publié en 1946 : Les principes du calcul infinitésimal,. Les travaux pratiques amenèrent Guénon à faire un exposé sur la métaphysique orientale, une première version de sa conférence publique donnée à la Sorbonne en 1925 et publiée en 1939 (La Métaphysique orientale). Une jeune étudiante de la Sorbonne de 19 ans, Noëlle Maurice-Denis, la fille du peintre Maurice Denis, fut grandement impressionnée par l'exposé,. Elle fréquentait aussi l'Institut catholique de Paris. Noëlle Maurice-Denis et Pierre Germain firent un exposé, à leur tour, basés sur les principes de la cosmologie thomiste. Très rapidement, les trois étudiants devinrent de grands amis, discutant métaphysique. En 1916, Noëlle Maurice-Denis introduisit Guénon auprès de Jacques Maritain et du Père Emile Peillaube, alors doyen de la Faculté de philosophie de l'Institut catholique de Paris et fondateur de la Revue de philosophie d'inspiration thomiste. À partir de 1919, René Guénon y donnera quelques « comptes rendus » et articles présentant sa critique du théosophisme.
Dans les années qui vont suivre, comme l’a expliqué Jean-Pierre Laurant, « la pièce maîtresse de la stratégie guénonienne » pour dialoguer avec l'Église catholique va être son débat avec Jacques Maritain et ses amis néo-thomistes, les « identifiants » à l'institution romaine.
Pierre Germain révéla le passé néognostique et maçon de Guénon à Noëlle Maurice-Denis au cours de l'été 1916 et lui transmit les articles de Palingénius dans La Gnose. En revanche, les deux ignoraient tout de la confirmation de Guénon à la Grande Loge de France (la loge Thebah) ainsi que de son initiation soufie. Noëlle Maurice-Denis écrira en 1962 que « pour nous catholiques, c'est naturellement l'aspect maçon qui nous inquiétait le plus » et qu'à l'époque il ne jurait que par la métaphysique hindoue et qu'il était difficile de savoir dans quelle mesure il avait évolué. De plus, depuis son mariage, il apparaissait comme « un jeune bourgeois » dégagé de tout anticléricalisme et « réconcilié en partie avec un certain esprit religieux »,.
À partir de 1916, Guénon commença de longues correspondances avec Maritain, Noëlle Maurice-Denis et Pierre Germain qui l'aidèrent à préciser ses positions et son vocabulaire. Les questions de vocabulaire étaient très importantes pour lui, il cherchait dans la tradition occidentale des termes équivalents à ceux des langues sacrées orientales comme le sanskrit. Maritain lui proposa de publier son mémoire sur Les principes du calcul infinitésimal dans la revue Revue de philosophie, ce qu'il refusa car il voulait le publier en volume. Guénon chercha, en décembre 1916, à faire publier dans cette revue un texte sur la notion d'Infini avec le soutien de Noëlle Maurice-Denis et du Père Émile Peillaube, mais cette fois-ci c'est Maritain qui s'y opposa. Moins d'un an s'était écoulé entre la première rencontre entre Guénon et Maritain et ce dernier s'était déjà forgé une opinion négative sur la pensée de Guénon (sans que ce dernier s'en rende tout de suite pleinement compte).
En 1916, Guénon enseigna au collège de Saint-Germain-en-Laye et, à l'automne 1917, il fut muté à Sétif puis à Blois, en 1918, d'où il envoya plusieurs lettres à Noëlle Maurice-Denis, exposant les imperfections inhérentes selon lui à la scholastique et au thomisme, doctrines qui, par leurs limitations à la seule ontologie, s'interdisaient les conceptions véritablement illimitées de la pure métaphysique orientale : c'est durant l'échange qu'il introduisit le concept de « Non-Être » (en fait repris du taoïsme). D'autre part, Guénon commença à expliquer que, selon lui, la mystique chrétienne, depuis la Renaissance, était une réalisation incomplète, demeurant dans les limites de l'individuel, tandis que la réalisation des hindous lui apparaissait « absolue, ». Il avait envisagé, dans une lettre à Pierre Germain de 1916, l'existence au Moyen Âge, d'« un enseignement plus complet et plus profond, et cela est assez vraisemblable si l'on considère que la Somme n'était dans l'esprit de son auteur qu'un traité à l'usage des étudiants ». « Rien n'est inconcevable en soi » écrivit-il à Noëlle Maurice-Denis en 1917 s'opposant à toute vision limitée de la connaissance. En Orient, la connaissance est identique à l'Infini, toute conception de l'intelligence comme une émanation limitée de l'Infini est une déformation typique des doctrines orientales par les grecs.

### 1918-1927: reconstruire une élite spirituelle en Occident

#### Premières publications et premières ruptures

##### Entrée sur la scène intellectuelle
L'armistice du 11 novembre 1918 marqua la fin de la « Grande Guerre ». Comme l'a expliqué Xavier Accart, « après la Première Guerre mondiale, Guénon résolut d'entrer sur la scène intellectuelle ». Comme sa référence demeurait la société traditionnelle occidentale du Moyen Âge, il chercha à intervenir dans ses deux résidus : l'université laïcisée et ceux qui enseignaient la scolastique, les néo-thomistes alors proches de l’Action française. Cette attitude n'allait pas de soi, pourquoi Guénon décida-t-il de « s'exposer ainsi et à présenter à un large public un point de vue qui n'était, selon lui, accessible qu'à une « élite »» ? C'est qu'il pensait probablement que le choc de « la Grande Guerre » offrait un terrain favorable à la réception de ses idées. La guerre avait remis en doute très gravement les fondements de la civilisation occidentale et la foi dans le Progrès et la Raison. D'autre part, il pensait qu'une des caractéristiques du monde moderne est le fait que les gens ne sont plus à la place correspondant à leur vocation,. Il écrivit : « la difficulté [...] est d'atteindre ceux qui peuvent le comprendre, car il y en a sûrement, et dans les milieux les plus divers ». Il fallait donc publier des livres en les diffusant le plus possible.
En 1919, il échoua à l'oral de l'agrégation de philosophie sur un sujet qui ne « l'intéressait nullement » : une leçon de morale sur le sacrifice,. Il se réinstalla à Paris et, en décembre 1919, il fut mis au courant du projet de la Revue universelle autour de Jacques Bainville et Henri Massis. Jacques Maritain devait assumer la chronique de philosophie. Il s'agissait d'une revue royaliste et catholique dont la ligne éditoriale était proche de celle de l'Action française. Pierre Germain et Noëlle Maurice-Denis souhaitaient y collaborer et Guénon déclara qu'il le ferait aussi « très volontiers ». Toujours sur la défensive face à la troisième république, beaucoup de catholiques étaient proches de l'Action française (avant sa condamnation par la Papauté en 1926) sans pour autant adhérer à toutes les thèses de Charles Maurras qui était, à l'époque, agnostique,. Guénon ne devait rien publier dans la Revue universelle et le refus d'un de ses articles par Henri Massis en 1921 le mit en colère.

##### Doctrines hindoues comme référence ultime pour la spiritualité

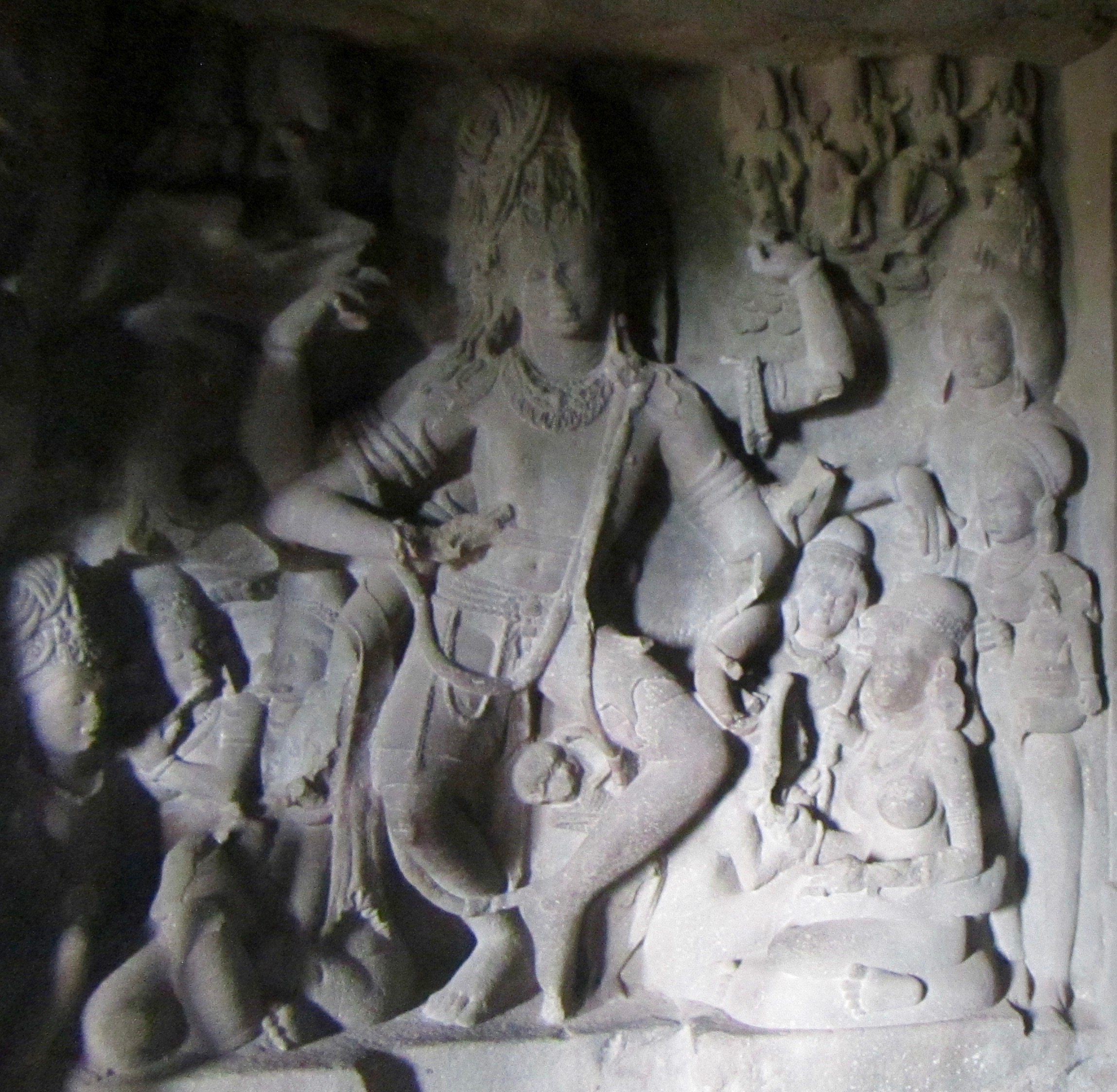
Shiva dansant (Nataraja),, dynasties Kalachuri ou Rashtrakuta, Ellorâ. Guénon déclare dans l'Introduction aux doctrines hindoues que la tradition hindoue est celle qui est la plus proche de la Tradition primordiale. Il considère le Shivaïsme comme plus élevé que le Vishnouisme car il « conduit plus directement à la réalisation métaphysique pure ». À un niveau superficiel, Shiva est le destructeur, mais à un niveau plus élevé, il est le transformateur, celui qui permet d'aller au-delà de la forme : il détruit la manifestation pour atteindre la non-manifestation. Son troisième œil réduit tout en cendres et rend le sens de l'éternité, c'est-à-dire permet d'atteindre le non-temps, première étape sur le chemin spirituel.

Pendant la période 1919-1920, Guénon rédigea son premier ouvrage, Introduction générale à l'étude des doctrines hindoues, qui présentait les grandes lignes de ce qu'il considérait être « La Tradition » et une description des doctrines hindoues présentées comme la tradition la plus proche de la Tradition primordiale. Les doctrines hindoues étaient présentées, pour la période actuelle du cycle de l'humanité, comme la référence qui permettait, par comparaison de vérifier l'orthodoxie des autres traditions spirituelles. L’importance centrale donnée aux traditions hindoues révèle l’impact majeur qu’a eu sur Guénon le maître hindou du Vêdânta qu’il rencontra lorsqu’il avait 20-23 ans. Suivant les conseils de son ancien professeur, Gaston Milhaud, il décida de présenter son travail pour une thèse de doctorat. Il obtint l'accord écrit de l'indologue Sylvain Lévi mais ce dernier critiqua l'absence de méthode historique et la notion de Tradition primordiale dans son rapport pour accorder la soutenance qui fut refusée par le doyen de la Sorbonne,. Comme l'a résumé Jean-Marc Vivenza, la vraie raison qui explique le refus de la thèse, raison qui synthétise tous les autres arguments, est le fait qu'il ne s'agissait pas d'un travail académique mais d'un livre écrit par un « pieux hindou orthodoxe » adepte de l’Advaïta védanta dans la formulation d'Adi Shankara : Guénon répétait ce que son « maître hindou » lui avait enseigné. En particulier, il écrivit que les Védas étaient « infaillibles ». Sylvain Lévi, très intéressé par le sujet, mais ne pouvant pas valider un travail académique remplaçant l'infaillibilité pontificale par celle des Védas, était prêt à accepter la thèse mais à la condition expresse que Guénon « arrondisse les angles ». Il lui demanda de remplacer systématiquement des phrases comme « les Védas sont l'expression de la vérité » par « les hindous pensent que les Védas sont l'expression de la vérité », etc. Mais Guénon refusa toute concession.
La publication de ce livre lui valut une reconnaissance rapide dans les milieux parisiens. René Grousset dans son Histoire de la philosophie orientale (1923) se référait déjà à l'œuvre de Guénon comme à un « classique ». André Malraux dira beaucoup plus tard que l'Introduction générale à l'étude des doctrines hindoues fut, « à sa date, un livre capital » (il lira d'ailleurs tous les livres de Guénon).

##### Réactions négatives des milieux néo-thomistes
En revanche, Guénon fut très déçu par la réaction de ses amis néo-thomistes,. En effet, Noëlle Maurice-Denis publia un compte rendu du livre dans Revue universelle (la nouvelle revue proche de l'Action française où Guénon avait voulu collaborer) le 15 juillet 1921, dans le cadre de la rubrique philosophique confiée à Jacques Maritain. Le compte rendu de dix pages avait fait l'objet d'une discussion entre Maurice-Denis et Maritain. Ce dernier voulut qu'apparaisse clairement que « la métaphysique de Guénon soit radicalement inconciliable avec la foi » et écrivit lui-même la dernière phrase, ce qu'ignora, semble-t-il, toujours Guénon : « R. Guénon voudrait que l'Occident dégénéré allât demander à l'Orient des leçons de métaphysique et d'intellectualité. C'est seulement au contraire dans sa propre tradition et dans la religion du Christ, que l'Occident trouvera la force de se réformer lui-même [...] Il faut bien avouer que le remède proposé par M. Guénon, - c'est-à-dire, à parler franc, une rénovation hindouiste de l'antique Gnose, mère des hérésies, - ne serait propre qu'à aggraver le mal ».
Le compte rendu révéla les divergences de fond qui séparaient Guénon des néo-thomistes. Ces derniers ne pouvaient accepter (i) l'idée d'une tradition primordiale, dans laquelle le christianisme n'apparaissait que comme l'une des branches traditionnelles parmi d'autres ; (ii) la distinction entre ésotérisme et exotérisme qui faisait de la religion chrétienne que la partie extérieure d'une tradition occidentale dont l'ésotérisme chrétien constituait le cœur, ésotérisme qui semblait avoir complètement disparu ; (iii) le fait que le néo-thomisme ne dépassait pas l'ontologie et n'atteignait pas la métaphysique pure. D'après Guénon, ce compte rendu fit un tort immense à son œuvre. Il fut d'autant plus touché qu'il avait été écrit par son ancienne amie. Il fut particulièrement mécontent de la dernière phrase (en fait de Maritain) qui semblait assimiler la voie de sagesse préconisée par Guénon aux hérésies gnostiques et qui lui sembla être un contresens complet, ce qu'il reprocha vivement à Maurice-Denis et Maritain. Les  hérésies gnostiques sont dualistes et considèrent le monde matériel comme fondamentalement mauvais alors que pour Guénon, la doctrine traditionnelle est fondamentalement non-dualiste et le monde est considéré comme un symbole sacré du Principe. Le Démiurge, présenté comme le créateur maléfique du monde dans le Gnosticisme, n'est même « pas un être » mais un « reflet ténébreux et inversé de l'Être, le principe de la manifestation [représenté par le Dieu créateur dans les monothéismes]» écrivit Guénon dans son premier article de 1909. D'autre part, Les  hérésies gnostiques font jouer un rôle important à la magie que Guénon considère, au contraire, comme une entrave au développement spirituel,. À ce sujet il avait écrit beaucoup plus tôt, en 1911: « nous ne sommes point des néo-gnostiques (…) et, quant à ceux (s’il en subsiste) qui prétendent s’en tenir au seul gnosticisme gréco-alexandrin, ils ne nous intéressent aucunement ». Jacques Maritain, lorsqu'il deviendra ambassadeur de France au Vatican après la Seconde Guerre mondiale, demandera la mise à l'Index de l'œuvre de Guénon, demande qui n'aboutira pas à cause du refus de Pie XII et du soutien du cardinal Tisserant.
Mais ces milieux qui réunissaient les tenants du néothomisme et de l'Action française étaient très divers. Si Henri Massis était encore plus fermé que Maritain (ce qui explique que Guénon ne réussit pas à publier l'article qu'il avait soumis à la Revue universelle la même année), Léon Daudet et Gonzague Truc accueillirent très favorablement ce premier ouvrage,.
Cependant, Maritain « voyant surtout l'intérêt de publier la critique guénonienne du néo-spiritualisme » accepta de publier le second livre de Guénon : Le Théosophisme, histoire d'une pseudo-religion dans la Nouvelle Librairie nationale la maison d'édition liée à l'Action française dont Maritain était le directeur. À ses amis qui s'étonnèrent qu'il acceptât d'éditer un livre de l'auteur de l'Introduction générale à l'étude des doctrines hindoues (et que certains considéraient comme encore plus dangereux que Mme Blavatsky, la fondatrice de la Société théosophique !), Maritain répliqua qu'il n'avait accepté le livre « non à cause de Guénon, mais à cause de la valeur de son livre » et qu'il avait pris garde qu'aucune idée de Guénon ne filtrât,. D'autre part, Maritain considérait avoir clairement condamné Guénon dans la Revue universelle (à travers le compte rendu de Noëlle Maurice-Denis). Cet ouvrage était susceptible de plaire aux milieux catholiques conservateurs et cultivés : on y dénonçait, notamment, les antécédents révolutionnaires et anti-chrétiens d'Annie Besant, présidente en exercice de la société théosophiste, ainsi que, plus généralement, la prétention de l'organisation à renverser les religions établies, et notamment le christianisme. Cette fois-ci, après la publication, les « éloges pleuvent de tous les côtés » en particulier du côté catholique. Noëlle Maurice-Denis publia un nouveau compte rendu du livre dans Revue universelle très favorable. Guénon avait exigé qu'elle ajoute un rectificatif sur son compte rendu de l'Introduction générale à l'étude des doctrines hindoues, ce qu'elle fit en se défendant d'avoir voulu assimiler la voie intellectuelle de Guénon (assimilable au terme occidental de Gnose, d'après Guénon) aux hérésies gnostiques.
Dans la foulée, Guénon publia L'erreur spirite chez Marcel-Rivière en 1923 pour dénoncer le spiritisme. Moins contraint qu'à la Nouvelle Librairie nationale, Guénon put développer de nombreux points doctrinaux sur des questions à la fois métaphysiques et cosmologiques : comme l'écrivit Chacornac : « Les chapitres sur L'explication des phénomènes, Immortalité et survivance, Les représentations et la survie, La communication avec les morts, La réincarnation, La question du satanisme, sont à ranger parmi les pièces maîtresses de l'œuvre guénonienne ». Là encore, les critiques furent très favorables, les catholiques prenant cependant des distances avec certains points doctrinaux.

#### Répondre aux «Appels de l'Orient» en Occident
La reconnaissance que lui valurent ses premiers livres permit à René Guénon de publier très facilement son quatrième livre chez Payot : Orient et Occident. Cet ouvrage toucha pour la première fois le grand public car il s'inscrivit dans une nouvelle controverse sur la valeur de la civilisation occidentale opposant les partisans de La défense de l'Occident et le courant des Appels de l'Orient,. La Première Guerre mondiale donnait l'impression d'une décadence accélérée de l'Occident. Parmi les témoignages les plus représentatifs de cette inquiétude, on trouve Le stupide XIXe siècle de Léon Daudet (1922) et Notre temps de Gonzague Truc (1925). Pour redresser intellectuellement l'Occident, un premier courant, associant les néo-thomistes autour de Jacques Maritain, qui se proclama alors Antimoderne (1922), et une grande partie de l'Action française avec des figures comme Jacques Bainville qui publia L'avenir de la civilisation en 1922, prônait un retour au catholicisme via le Néothomisme. Un autre courant prônait un appel aux doctrines de l'Orient. Ce courant semble avoir pris naissance dans les milieux néo-spiritualistes français et touchait des figures telles que Maurice Maeterlinck, qui publia Le grand secret en 1921, ou Romain Rolland,. Un débat public commença en 1924 dans différents journaux comme la revue du groupe Philosophies avec un article de Jean Caves (alias Jean Grenier) sur « Le nihilisme européen et les appels de l'orient » et les Cahiers du mois qui consacrèrent un fort volume aux Appels de l'Orient. René Grousset, qui venait de publier Réveil de l'Asie en 1923, observait dans un article du 21 juin 1924 dans Les Nouvelles littéraires avec enthousiasme la formation d'une humanité totale. C'est dans ce contexte que fut publié en juillet 1924 Orient et Occident qui eut tout de suite une réception de premier plan,.

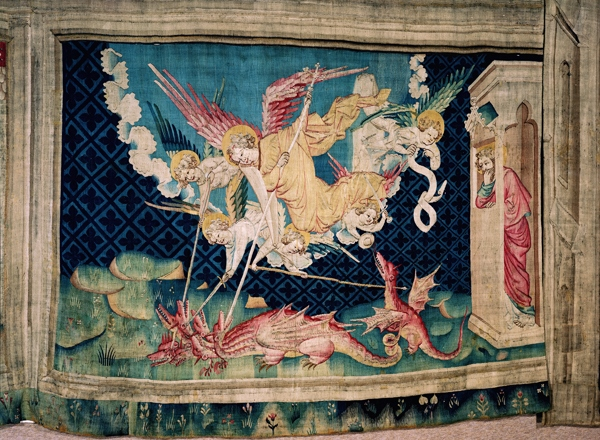
Saint Michel terrassant le dragon, Tenture de l'Apocalypse d'Angers. Le dragon représente Satan. Guénon voyait dans la descente du cycle de l'humanité, l'action de Satan. Guénon identifia explicitement la fin du cycle de l'humanité, identifiée au monde moderne, dans la doctrine des cycles des doctrines orientales avec l'apocalypse de saint Jean,.

Dans Orient et Occident, Guénon présenta la civilisation occidentale comme une véritable monstruosité qui ne s'était développée que dans un sens purement matériel. Elle s'opposait désormais aux civilisations orientales toujours dépositaires de la vraie « intellectualité » (c'est-à-dire de la connaissance spirituelle). Si rien n'était changé, l'Occident se dirigeait vers une catastrophe inévitable. Il n'y avait aucun clivage de nature entre l'Orient et l'Occident, c'était seulement cette dernière qui avait dévié de sa propre tradition (le christianisme) depuis la Renaissance et s'était séparée des autres civilisations traditionnelles,. Il présenta les points d'entente possibles entre l'Orient et l'Occident car un rapprochement lui semblait toujours possible et souhaitable. Il fallait que les occidentaux abandonnent leurs nouvelles « idoles » : les illusions du progrès, de la science, de la vie. Il appela à la mise en place d'une élite spirituelle occidentale pour un redressement de l'Occident et qui s'appuierait sur les élites orientales toujours existantes en reconnaissant les principes métaphysiques communs des différentes civilisations traditionnelles. L'élite constituerait une « arche » d'entente entre les peuples. La solution la plus favorable restait que l'Occident retourne à sa forme traditionnelle originelle, le christianisme latin, plutôt qu'une conversion à des traditions orientales,,.
Les réactions furent très diverses. Jean Grenier, qui avait lancé le débat sur les Appels de l'Orient livra un compte rendu positif et Guénon lui écrivit « qu'ils étaient d'accord sur l'essentiel ». Le livre marqua la rupture définitive de Guénon avec Jacques Maritain et Henri Massis. Ce dernier publia La défense de l'Occident en 1927 où il développa la thèse inverse : la nécessité de défendre l'Occident des influences orientales (associées paradoxalement à l'Allemagne « cette Inde de l'Europe » car le mythe indo-germain battait son plein outre-Rhin). En réponse, Guénon le prit « violemment » à partie dans le dernier chapitre de La Crise du monde moderne qu'il publia peu de temps après. Mais, une nouvelle fois, des dissensions se révélèrent dans le camp conservateur : Léon Daudet publia, au contraire, en page de couverture du journal L'Action française un compte rendu dithyrambique le 14 juillet 1924,, : il fit un parallèle avec son stupide XIXe siècle, déclarant « il ressort [...] que l'Occident est menacé plus du dedans, je veux dire de sa débilité mentale, que du dehors », concluant « retenez le nom de Guénon». La critique littéraire de Léon Daudet dans L'Action française avait un impact très important dans la vie littéraire de l'époque qui dépassait largement l'audience des milieux conservateurs et était très lue par « beaucoup de jeunes révolutionnaires ». Daudet fut le découvreur de Proust et devait reconnaître plus tard Bernanos et Céline. Gonzague Truc fut de nouveau très enthousiaste et devint son principal « conseiller en matière éditoriale » dans les années suivantes.
Orient et Occident toucha des publics très différents, parfois situés très à gauche. Ce furent les grandes tendances de la réception de l'ensemble de l'œuvre de Guénon qui commencèrent à se révéler : ces tendances ont été décrites en détail par Xavier Accart dans René Guénon ou le renversement des clartés. Si les conservateurs comme Léon Daudet retinrent surtout la critique du monde moderne et de la démocratie, la vision de l'universalité de Guénon présentant les différentes traditions spirituelles comme les formes d'une même vérité intéressa ceux qui cherchaient une entente supranationale entre les peuples (en particulier au niveau européen) et qui voulaient reconsidérer la colonisation sous la forme d'une association et pas seulement sous la forme d'une domination. Entre autres, l'œuvre de Guénon commença à intéresser dans l'entourage de Romain Rolland et de la revue Europe, phénomène qui allait s'accentuer par la suite. Enfin, l'idée d'une connaissance supra-rationnelle, omniprésente chez Guénon, inspira les milieux artistiques d'avant-garde qui cherchaient à aller au-delà de la pensée rationnelle, en particulier, le mouvement surréaliste : ainsi Antonin Artaud « fut passionné par Orient et Occident ».

#### Un homme diaphane dans les milieux parisiens
Il faisait désormais partie des milieux intellectuels parisiens. Bien qu'il eût probablement peu de goût pour la vie mondaine (il allait vivre très isolé à partir de 1930), il se rendait souvent dans les divers lieux de la vie intellectuelle de la capitale et recevait régulièrement chez lui,,. Xavier Accart écrivit que son « action de présence » joua un rôle important dans la réception de son œuvre. Ses interlocuteurs étaient frappés par sa « culture générale, philosophique et métaphysique». Guénon était, en outre, polyglotte : en plus des langues orientales, il parlait le latin, le grec, l'hébreu, l'anglais, l'italien, l'espagnol, le russe et le polonais. Il réexpliquait, dans leur propre langue, à de jeunes chrétiens, musulmans, hindous et israélites la tradition de leurs ancêtres dont ils n'avaient qu'une faible connaissance. Plus important, beaucoup étaient frappés par sa manière d'être. Gonzague Truc déclara : « Il a été, dans l'espèce douée de la parole, un de ces êtres infiniment rares qui ne disent jamais je ». Il semblait toujours calme, d'humeur égale, toujours bienveillant sans jamais un mot blessant avec ceux qui le contredisaient. Pierre Naville décrivit « un ton si paisible, proche et lointain tout ensemble, de cet homme qui vivait dans cet ailleurs ». Pour ses lecteurs, il semblait déjà incarner cette « élite » qu'il appelait de ses vœux et décrite à la fin d'Orient et Occident : désindividualisée face à la vérité, détachée des émotions. Ses interlocuteurs virent la différence avec la force de conviction beaucoup plus passionnée des auteurs catholiques et l'exaltation des surréalistes. Guénon sera toujours décrit comme un homme « diaphane ». Cette transparence renvoie à l’expérience spirituelle vécue lors de sa rencontre avec son maître hindou, lors de sa vingtième année.
En 1924 parut aussi en France Bêtes, Hommes et Dieux de Ferdynand Ossendowski. Ce dernier y décrivait son périple à travers une grande partie de l'Asie en particulier la Sibérie, la Mongolie et le Tibet. En Mongolie, il avait rencontré le troisième « Bouddha vivant », le Bogdo Khan (dans l'ordre hiérarchique du bouddhisme vajrayāna de l'époque, le premier était le dalaï-lama et le deuxième le tashi-lama). Ossendowski parlait dans son livre d'un mystérieux « Roi du monde » qui dirigeait les affaires spirituelles de l'humanité depuis une contrée inaccessible pour les hommes ordinaires : l'Agarttha. Le livre fut un énorme succès et accentua les débats sur les Appels de l'Orient. Le critique littéraire Frédéric Lefèvre organisa une table ronde radiodiffusée à ce sujet avec Ossendowski et les trois personnes jugées les plus compétentes pour discuter de ce récit mêlant Asie et spiritualité : Jacques Maritain, René Grousset et René Guénon. La discussion n'apporta rien de nouveau à part que l'on apprit que le Bogdo Khan était un ivrogne, ce qui ne choqua pas du tout Guénon qui déclara que « cela n'avait aucune importance ». Le débat se résuma en « une passe d'armes » entre Guénon et Maritain. Le premier défendit les doctrines intellectuelles de l'Orient détachées de toute sentimentalité, le deuxième lui opposa la voie chrétienne fondée sur la charité. La discussion fut publiée dans Les Nouvelles littéraires qui avait alors un grand tirage et où, pour la première fois, le grand public put découvrir le visage de Guénon pris en photo.

#### Présentation de la «Doctrine»

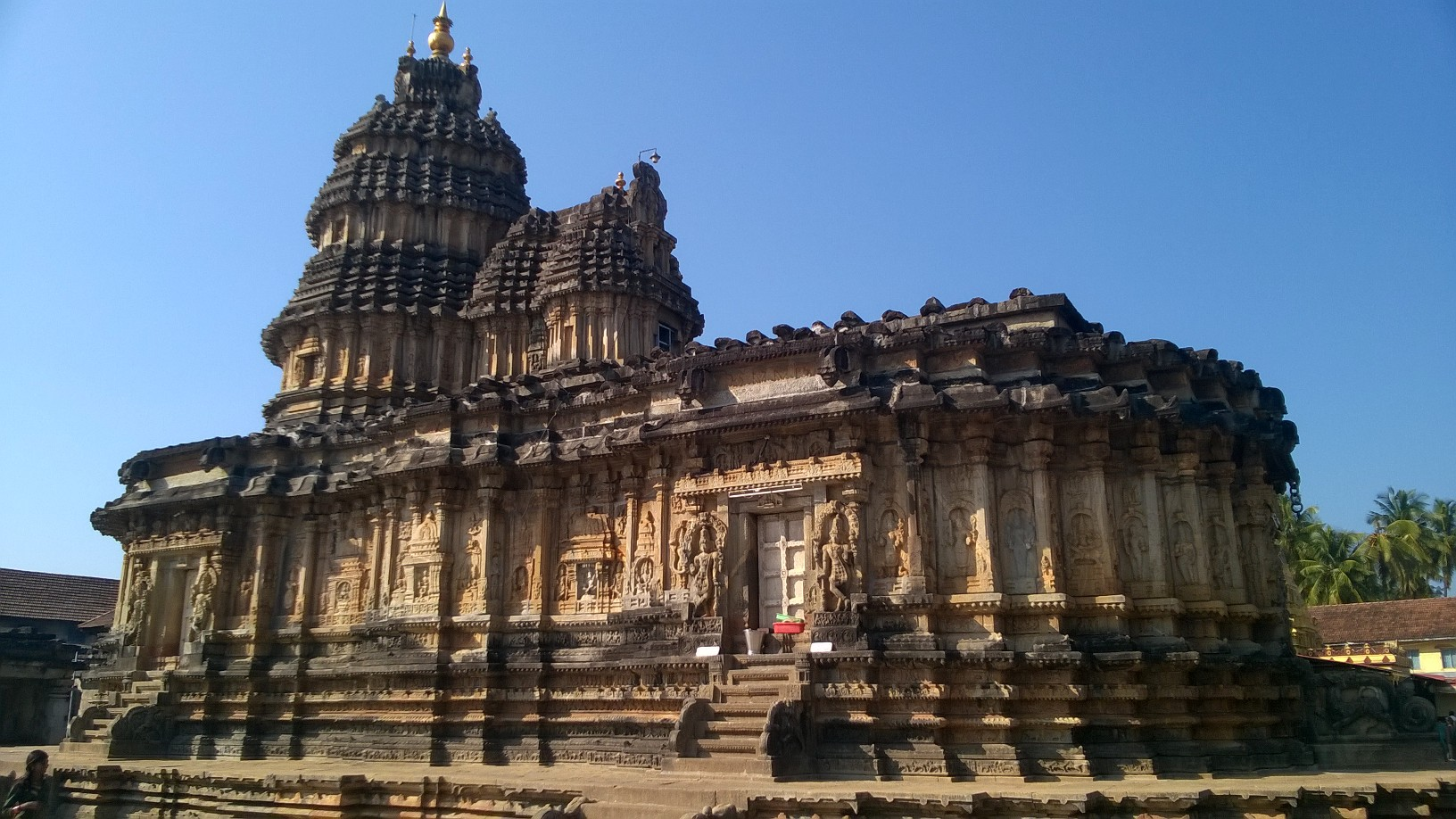
Temple de Shringeri dans l'état du Karnataka où Adi Shankara fonda son premier Mahta (monastère de la tradition Dashanami Sampradaya) au VIIIe siècle. Le temple date de 1342 de l'époque du royaume de Vijayanagara. Guénon exposa dans L'homme et son devenir selon le Vêdânta la doctrine de Shankara qu'il considérait comme la formulation la plus pure de la métaphysique.

Certains commençaient à lui reprocher d'avoir parlé longuement de la décadence de la civilisation occidentale, de principes métaphysiques conservés intégralement en Orient, mais d’avoir omis d’exposer « ces formidables secrets dont il [était] question dans tous ses livres [...] [ces] doctrines traditionnelles de l'Inde qui illumineraient [leur] entendement » comme l'écrivit Jean Ballard en 1925. Guénon publia donc sa première œuvre capitale la même année : L'homme et son devenir selon le Vêdânta chez Bossard dont le directeur littéraire était son ami Gonzague Truc. Pour exposer la métaphysique, qu'il considérait comme universelle, Guénon choisit encore une fois de partir du Vêdânta selon la formulation d'Adi Shankara qu'il considérait, depuis sa rencontre avec son maître hindou, comme la référence absolue.
Il y décrivit une partie de la doctrine du Vêdânta selon la formulation d'Adi Shankara se concentrant sur l'être humain : sa constitution, ses états, son avenir posthume, le but de l'existence étant présenté comme l'identité avec le Soi (Âtmâ), le principe transcendant de l'être, identique au Brahma. Le Yogi « délivré » est appelé jîvan-mukta et est désigné sous le nom de « l'Homme universel » dans le soufisme,. Le livre fut très bien accueilli et fit l'objet de nombreux comptes rendus élogieux dans la presse, parfois dans des journaux à très grand tirage,. Guénon fut présenté comme « notre seul métaphysicien indianiste » et le livre comme faisant « date dans notre connaissance de l'Orient ». L'universitaire Michel Hulin, spécialiste de la philosophie indienne écrivit, beaucoup plus tard, en 2001, que L'Homme et son devenir selon le Vedânta reste l'« une des interprétations les plus rigoureuses et profondes de la doctrine shankarienne ».

#### Les surréalistes veulent que Guénon les rejoigne
Son œuvre touchait des milieux de plus en plus variés, parfois opposés à sa première base éditoriale. Les surréalistes furent très intéressés par L'homme et son devenir selon le Vêdânta, surtout par le Chapitre XIII sur « l'état de rêve ». Il avait écrit que les perceptions à l'état de veille avaient un caractère illusoire et que celles de l'état de rêve étaient plus étendues et permettaient de s'affranchir de certaines conditions limitatives de la modalité corporelle, ce qui touchait au cœur des préoccupations des surréalistes. Guénon écrivit que le monde n'était que le symbole d'une réalité supérieure : d'après Xavier Accart, les surréalistes se demandèrent si la « Tradition » dont parlait Guénon ne pouvait pas les conduire « au surréel postulé, espéré, entrevu, mieux que toutes les révolutions tournées vers un avenir encore assez imprévisibles ». André Breton, Antonin Artaud, Michel Leiris et Pierre Naville décidèrent de proposer à Guénon de rejoindre leur mouvement et c'est Naville qui fut envoyé en « émissaire ».
Il fut reçu par Guénon dans son appartement. Naville, à l'époque un jeune insurgé provocateur et anticlérical, fut très impressionné, « ébranlé », par ce professeur de philosophie décrit par tous comme vieille France. Naville écrivit bien plus tard : « [il] me fit aussitôt mesurer tout ce qui subsistait de factice et d'artificiel, autant que d'exalté, dans nos aspirations surréalistes ; n'était-il pas déjà, quant à lui, en possession de quelque chose que nous désespérions de pouvoir atteindre ? » Naville lui parla de leurs expériences d'écriture automatique, de leur travail sur les rêves, et de leur intérêt pour l'inconscient de Freud. Tout cela rappelait à Guénon sa période occultiste (en particulier l'écriture automatique) et le néo-spiritualisme. D'autre part, il devait identifier, plus tard, dans ses livres l'inconscient freudien au subconscient et rejeter toute interprétation psychanalytique des données traditionnelles comme une interprétation du supérieur par l'inférieur,. Il déclina l'offre de participer au mouvement surréaliste tout en laissant la porte entr'ouverte.
Les surréalistes furent très déçus et Breton devait écrire bien plus tard que l'évolution du surréalisme aurait été différente si Guénon avait accepté. Beaucoup se tournèrent peu après vers le communisme que Guénon avait déjà condamné dans Orient et Occident mais le rapport à la Tradition allait devenir une ligne de fracture dans les milieux surréalistes ou proches du surréalisme, : l'œuvre de Guénon allait avoir un impact durable sur Raymond Queneau, René Daumal et Antonin Artaud ainsi que sur les membres de la revue Le Grand jeu. En Italie, son œuvre allait avoir une influence majeure sur Julius Evola et le détourner de son ancienne période dadaïste et de son intérêt pour le surréalisme, même si Evola allait finalement suivre une voie très différente de Guénon,.

#### À la recherche des survivances de l'ésotérisme chrétien

##### Dante et la Fede Santa
Guénon avait commencé à exposer la métaphysique telle qu'il la concevait mais pas encore les moyens pour arriver à la réalisation spirituelle correspondante. Il développa
donc progressivement une théorie de l'initiation et du symbolisme. La première étape fut la publication d'un petit livre L'Ésotérisme de Dante en 1925. L'ouvrage eut
moins d'impact car publié à un tirage limité chez Ch. Bosse,.
Il y décrivit une signification initiatique dans l'œuvre de Dante, en particulier dans la Divine comédie. Il y esquissa aussi une histoire de l'ésotérisme chrétien depuis la fin du Moyen Âge telle qu'il la concevait.
Il s'était vu fermer les portes des deux milieux qui représentaient, pour lui, les résidus de l'intellectualité occidentale du Moyen Âge : l'université et les néo-thomistes qui dispensaient encore l'enseignement scolastique. En ce qui concerne le néo-thomisme, il s'était fait une raison et avait statué que de toute façon le Thomisme n'était qu'un courant, parmi d'autres, dans le Catholicisme. D'autre part, il déclara que le néo-thomisme n'est, en plus, qu'une interprétation limitée de la pensée de saint Thomas d'Aquin se focalisant sur la somme théologique alors que saint Thomas l'avait présentée comme un manuel pour débutants. Il ne s'était pas privé de l'écrire à Jacques Maritain et Noëlle Maurice-Denis. Il reprit ces arguments dans d'autres publications pour critiquer les néo-thomistes,. Mais son œuvre touchait de plus en plus de gens et il disposait d'autres relais y compris au sein de l'Église catholique : cela l'amena à collaborer, par exemple, à un recueil de vies de saints en 1926 où participèrent Étienne Gilson, Jacques Maritain et Georges Bernanos. Guénon fut responsable de l'article sur saint Bernard de Clairvaux (l'article sera publié sous forme de plaquette indépendante en 1929). La vie de ce dernier avait beaucoup d'aspects qui intéressaient Guénon : il donna une règle pour l'ordre du Temple, il fut un pur contemplatif plaçant la contemplation au-dessus de la raison et il soutint la primauté de l'autorité pontificale sur celles des rois et des empereurs.

##### Collaboration àRegnabit
Plus important, les études du symbolisme dans L'Ésotérisme de Dante et les références au symbolisme du cœur dans L'homme et son devenir selon le Vêdânta avaient intéressé le père Felix Anizan qui avait fondé la revue catholique Regnabit organe de la « Société du rayonnement intellectuel du Sacré-Cœur ». Cette dernière se focalisait sur le sens intellectuel de la dévotion au Sacré-Cœur qui s'était beaucoup développée depuis le XIXe siècle,,, et était patronnée par quinze cardinaux, archevêques ou évêques,. Malgré ces soutiens, le projet du père Anizan était suspect dans certains milieux ecclésiastiques, y compris dans l'ordre monastique (la congrégation missionnaire « Marie-Immaculée ») dont il était oblat. Toujours est-il que le père Anizan était représentatif de courants catholiques, très différents des néothomistes, qui étaient intéressés par une étude approfondie de la signification des symboles chrétiens, y compris dans leur dimension ésotérique. Il proposa à Guénon de participer à sa Société et d'écrire des articles pour Regnabit, ce que Guénon accepta. Il prit l'affaire très au sérieux : non seulement il publia de nombreux articles entre 1925 et 1927 mais il participa aux journées de la Société des 6 et 7 mai 1926 où il donna une conférence sur « la Réforme de la mentalité moderne » et cosigna un appel « Aux écrivains et aux artistes » : les signataires appelaient à replacer la religion au centre de l'ordre social (c'était l'époque de la politique anticléricale d'Édouard Herriot).
Un tel investissement pouvait apparaître surprenant : pourquoi Guénon, qui évoluait alors au cœur du monde intellectuel parisien, se concentra-t-il sur une revue beaucoup plus confidentielle ? C'est que, comme l'a expliqué Xavier Accart, Guénon ne se considérait justement pas comme un intellectuel mais comme un « clerc », au sens d'un membre du clergé, comme un brahmane tout en haut dans le système des castes hindou, système qui lui servit toujours de référence. Il se situait à contre-courant de la tendance de l'époque où les intellectuels s'engageaient, au contraire, de plus en plus dans l'action politique, en particulier dans les courants communistes et fascistes. Cette tendance fut dénoncée par Julien Benda, que Guénon connaissait personnellement, dans La trahison des clercs, dont la publication fut « l'évènement littéraire de l'hiver 1927-1928 ». Il fit référence à cet ouvrage au début d'Autorité spirituelle et pouvoir temporel publié en 1929 déclarant qu'il y avait « des considérations fort intéressantes et justes à bien des égards ». Benda y défendit la supériorité de la connaissance sur l'action et la trahison des intellectuels modernes qui avilissaient leur fonction en s'engageant dans la politique et en « cherchant des triomphes immédiats et terrestres ». La position de Benda, l'amena, comme Guénon, à frapper à droite comme à gauche les intellectuels qui s'engageaient dans l'action . Le refus de tout engagement politique et de toute interprétation politique de son œuvre fut toujours un leitmotiv de Guénon,. Toutefois Guénon critiqua Benda qu'il jugea trop rationaliste.
Pour Guénon, la fonction du clerc n'était pas seulement de détenir une connaissance rationnelle pure de tout utilitarisme et dépassionnée (comme Benda le pensait) mais, surtout et avant tout, de conserver et de transmettre la connaissance supra-rationnelle qui permettait d'atteindre la réalisation spirituelle. Dans ce contexte, le projet de la « Société du rayonnement intellectuel du Sacré-Cœur » l’intéressa au plus haut point : il s'agissait de revenir au symbolisme traditionnel, le symbolisme étant, pour Guénon, le moyen permettant d'aborder et d'enseigner les vérités d'ordre supérieur, celles relevant de la métaphysique. Le cœur (et a fortiori le cœur du Christ dans le Christianisme) est, de plus, symboliquement, le siège de cette connaissance supra-rationnelle. La participation de Guénon à Regnabit fut donc naturelle. En outre, elle révéla que, selon Guénon, le redressement spirituel de l'Occident devait toujours prendre appui sur l'Église catholique : il y vit une occasion d'y reformer, de l'intérieur, une « élite » spirituelle,,.
Dans Regnabit, il se concentra, non sur le langage métaphysique comme dans ses correspondances avec Jacques Maritain et Noëlle Maurice Denis, mais sur le langage symbolique. Il commença à écrire toute une série d'articles qu'il continuera dans les revues Le Voile d'Isis et Études traditionnelles sur l'universalité dans les différentes traditions spirituelles de certains symboles : le cœur, le centre, l'axe, mais aussi le vase, la coupe, le livre, la fleur, etc. S'il fit souvent référence au Christianisme, ses comparaisons avec les autres traditions visaient à justifier l'existence d'une Tradition primordiale depuis l'origine de l'humanité précédant le Christianisme. Toutes ces études sur le symbolisme eurent un impact majeur sur l'historien des religions Mircea Eliade,, qui déclara en 1932 que Guénon était « l'homme le plus intelligent du XXe siècle ». Eliade approfondit l’œuvre de Guénon, en particulier "L’introduction aux doctrines hindoues" et "L’homme et son devenir selon le Vêdânta", durant son séjour en Inde en 1929-1931. Après-guerre, Guénon se félicitera qu'Eliade reprenne la thèse de l'universalité de ces symboles qu'il développera plus particulièrement dans son Traité d'histoire des religions publié en 1949 et préfacé par Georges Dumézil,,.

##### Rencontre de Louis Charbonneau-Lassay

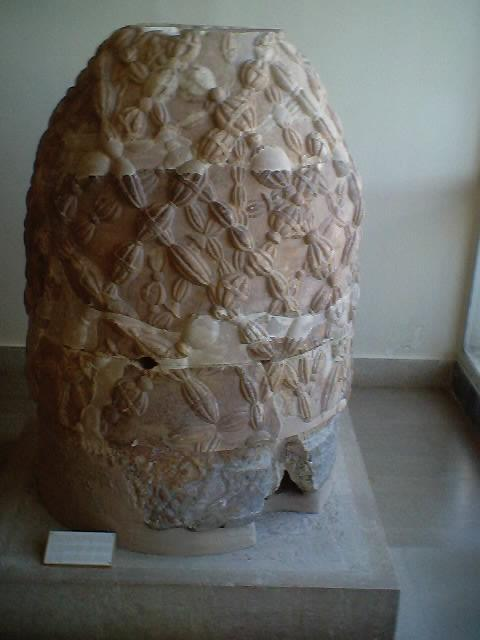
Copie romaine de l'omphalos de Delphes, musée archéologique de Delphes. Lorsqu'il collabora à la revue Regnabit, Guénon écrivit un article sur l'omphalos lié à l'idée de centre spirituel. L'omphalos signifie proprement « ombilic » et désigne, en effet, tout ce qui est centre, en particulier le moyeu d'une roue. L'omphalos était généralement une pierre sacrée (bétyle) qui symbolisait l'« habitacle divin (Beth-el en hébreu) ». En Grèce, le principal omphalos était à Delphes qui était le centre du monde grecque, siège de l'amphictyonie et était placé dans l’adyton du temple oraculaire d’Apollon où l'oracle communiquait avec les Dieux.

La collaboration à Regnabit permit surtout à Guénon de devenir plus proche de Louis Charbonneau-Lassay, un symboliste chrétien, déjà célèbre à l'époque, et dont l'œuvre principale Le Bestiaire du Christ publié en 1940 est une référence en matière d'emblématique christique. Guénon l'avait rencontré en 1924 et c'est probablement lui qui avait présenté Guénon au père Anizan,. La pensée de Guénon s'était cristallisée très tôt mais Charbonneau-Lassay fut l'une des deux seules personnes avec Ananda Coomaraswamy qui allait avoir encore une influence intellectuelle sur Guénon après sa jeunesse. Les travaux de Charbonneau-Lassay sur l'iconographie chrétienne antique et médiévale allaient, en effet, avoir une influence profonde et durable sur lui,, : Il fournit à Guénon, jusqu'à sa mort en 1946, la plupart de ses références en matière de symbolisme chrétien.
Charbonneau Lassay naquit à Loudun en 1871, y vécut et y mourut en
décembre 1946. Il fut professeur dans l'enseignement libre, il devint l'un des
meilleurs spécialistes en archéologie du Bas-Poitou. Guénon cherchait les restes de l'enseignement ésotérique chrétien du Moyen Âge. Il avait écrit dans Orient et Occident : « s'il y avait encore, en Occident, des individualités mêmes isolées, ayant conservé intact le dépôt de la tradition purement intellectuelle qui a dû exister au Moyen Âge, tout serait grandement simplifié; mais c'est à ces individualités d'affirmer leur existence et de produire leurs titres, ». Or, justement, Charbonneau Lassay réussit à retrouver et à faire renaître deux groupes ésotériques Chrétiens du Moyen Âge,. D'après Georges Tamos, l'un des collaborateurs de Guénon au Voile d'Isis, Charbonneau Lassay réussit à retrouver deux confréries chrétiennes à caractère initiatique : « l'une presque spécifiquement ascétique, l'autre chevaleresque (il s'agit de l'Estoile Internelle et [de la Fraternité] des Chevaliers et des Dames du Divin Paraclet ». Ces petits groupes étaient restés très fermés mais avaient conservé les rites et les symboles hérités du Moyen Âge.
Charbonneau-Lassay en reçut l'investiture (vers 1926) du chanoine de la cathédrale de Poitiers, Théophile Barbot,. Les actes constitutifs remontaient au XVe siècle. Charbonneau-Lassay ne révéla l'existence de ces deux organisations que très progressivement. Sous l'influence de Jean Reyor, le plus fidèle collaborateur de Guénon aux Études traditionnelles, il finit par restaurer ces organisations en 1938,. Guénon, mis au courant, reconnut l'orthodoxie de ces organisations, et cela donna l'espoir, dans les milieux proches de Guénon, qu'une élite spirituelle au sein du Catholicisme pouvait se recréer. Mais le caractère très fermé et surtout l'aspect apparemment lacunaire de ce qui avait été transmis amenèrent à la « mise en sommeil » des organisations en 1951,. Certains auteurs ont remis en cause l'authenticité de ces organisations, écrivant qu'elles auraient été inventées par Charbonneau-Lassay pour empêcher une hémorragie des lecteurs chrétiens de Guénon vers le soufisme,.
Quoi qu'il en soit, la collaboration de Guénon à Regnabit se termina très mal. L'entreprise du père Anizan était de toute façon mal vue dans certains milieux ecclésiastiques et cette situation ne s'améliora pas avec la participation de Guénon. La collaboration de ce dernier avec les Catholiques reposait sur un malentendu, comme l'a expliqué Marie-France James : ces derniers le présentaient encore comme « un catholique pratiquant » dans leurs comptes rendus. Mais ce qu'il proposait n'était pas seulement une entente entre l'Orient et l'Occident. Il ne s'agissait plus d'apporter la Révélation judéo-chrétienne aux « gentils » des colonies, c'étaient ces derniers qui devaient redresser et compléter la tradition spirituelle occidentale. D'autre part, il ne s'agissait pas de donner un sens transcendant à la « tradition primitive » à la lumière de Révélation chrétienne, c'était, au contraire, la Tradition primordiale transmise à l'humanité dès son origine qui justifiait l'orthodoxie du judéo-christianisme. Tout cela était déjà présent, au moins implicitement, dès l'Introduction aux doctrines hindoues, mais cela devenait de plus en plus évident.
En 1927, le père Anizan poussé par sa hiérarchie exigea que Guénon reconnaisse la primauté de Jésus-Christ et qu'il prouve l'existence de ces centres spirituels orientaux qui semblaient concurrencer le centre romain,. Guénon qui ne dissimula jamais sa perspective refusa catégoriquement,. Il y vit une fermeture de Rome définitive à tout ésotérisme et la fin de tout espoir d'un redressement spirituel de l'Occident sur une base catholique car seule la perspective ésotérique permettait de dépasser les contradictions apparentes entre les différentes traditions spirituelles,. Guénon pensa toujours que c'était le groupe des néo-thomistes guidé par Maritain qui était intervenu pour l'évincer de Regnabit,. Il écrivit amèrement à Charbonneau-Lassay : « le Catholicisme est la seule chose, dans le monde occidental actuel, à laquelle j'ai témoigné de la sympathie et que j'ai déclarée respectable, et les catholiques sont aussi, jusqu'ici, les seuls qui m'ont adressé des injures et des menaces ». Il resta, néanmoins, en contact avec certains catholiques, non seulement Charbonneau-Lassay mais aussi le père Anizan qui dut arrêter Regnabit en 1929 sous la pression de sa hiérarchie.

### 1927-1929 ou la «période charnière»

#### Révéler l'unité des traditions spirituelles de l'humanité
Avec 1927 débuta ce que Xavier Accart a appelé la « période charnière» (1927-1931) dans la vie de Guénon. Ses nouvelles publications, Le Roi du monde et La Crise du monde moderne firent l'objet de nombreuses critiques. D'autre part, il dut surmonter de graves problèmes dans sa vie personnelle, en particulier la maladie de sa femme qui conduisit au décès de cette dernière en janvier 1928. Tout cela l’affecta profondément. Il quitta progressivement le monde intellectuel parisien pour vivre une vie spirituelle isolée au Caire. Le retour de Raymond Poincaré au pouvoir en 1926, la stabilité financière et économique qui devait culminer en 1930, le contexte international plus détendu (depuis les accords de Locarno) redonnèrent confiance aux Français,. Les milieux conservateurs nationalistes se détournèrent de son œuvre, ce qui explique les nombreuses critiques qu'il allait essuyer durant cette période,. En revanche, paradoxalement, plusieurs personnalités internationalistes, en particulier dans l'entourage de Romain Rolland, qui souhaitaient une union européenne et un dialogue avec l'Orient se rapprochèrent de lui,. Sa première publication en 1927 fut Le Roi du monde, son ouvrage « le plus intrigant ».
Le point de départ était le livre Bêtes, Hommes et Dieux de Ferdynand Ossendowski qui parlait de ce mystérieux « Roi du monde » qui dirigeait les affaires spirituelles de l'humanité depuis une contrée inaccessible (souterraine) pour les hommes ordinaires : l'Agarttha. Guénon exposa dans le Roi du monde la notion de tradition primordiale : la Vérité unique qui sous-tend, d'après lui, toutes les traditions spirituelles du cycle de l'humanité,,. Il écrivit que le titre de Roi du monde s'applique, en fait, au Manu de l'hindouisme, le principe qui est le « Législateur primordial et universel » qui formule la loi (Dharma) « propre aux conditions de notre monde ou de notre cycle d'existence »,. D'après Guénon, le Roi du monde se retrouve dans de nombreuses traditions sous différents noms,. D'autre part, il déclara que toutes les traditions parlent de « Terre saintes » et toutes ces Terres sont des images d'une « Terre sacrée » par excellence prototype des autres. L'Agarttha est l'un des noms de cette Terre sacrée. L'Agarttha est parfois décrite comme « souterraine » car la connaissance sacrée est devenue difficile d'accès pour les hommes du Kali-Yuga. Guénon reconnut en conclusion qu’il avait exposé publiquement « des choses d’un caractère quelque peu inaccoutumé », sous-entendu qu’il dévoilait des informations normalement réservées à des initiés. Il rajouta que « quelques-uns seront peut-être tentés de nous le reprocher ». Son entourage comprit que ceux qui pouvaient lui reprocher d'en avoir trop dit ne pouvaient être que les « instructeurs hindous » qui avaient joué un rôle si important dans sa formation,. La publication du livre conduisit à une rupture entre lui et l'une de ses sources orientales, peut-être son mystérieux guru hindou, contrarié que son ancien disciple révèle au grand public des secrets initiatiques qu'il lui avait révélés,,,.
La publication du livre fut le point de départ d'un grand changement dans la vie de Guénon : le début de la « période charnière » (1927-1930). Après une période de relatif succès, les critiques se déchaînèrent de tous les côtés et les problèmes s'accumulèrent dans sa vie,,. La publication du livre fut surtout l'un des facteurs qui contribuèrent à son rejet par les universitaires.

#### Réquisitoire contre le monde moderne
Les critiques s'amplifièrent avec la publication de La crise du monde moderne quelques mois plus tard. L'audience de ce livre fut bien plus grande que pour les ouvrages précédents. L'ouvrage fut commandé par Gonzague Truc pour la maison d'édition dont il était le directeur, Bossard, et fut écrit très vite.
Il reprit et approfondit dans l'ouvrage sa critique du monde occidental. Il émit une critique virulente contre Henri Massis qui venait de publier Défense de l'Occident. À travers Massis, c'est le nationalisme que Guénon rejeta complètement. Le nationalisme apparaissait comme un pur produit de la modernité. La thèse déplut aux nationalistes et même Charles Maurras critiqua publiquement Guénon. D'autre part, le livre déplut aussi à l'Église catholique que Guénon interpellait dans son livre. Le père Anizan devait avouer à Guénon en 1928 que c'est bien la publication de La crise du monde moderne qui précipita son éviction de Regnabit.
À cela s'ajoutèrent plusieurs drames familiaux. Tout d'abord la maladie de sa femme en 1927 qui mourut en janvier en 1928 et qui le laissa en état de « loque » d'après son médecin et ami, le Dr Grangier. Sa tante, Mme Duru, dont il était très proche et qui vivait toujours avec lui, mourut quelques mois plus tard. Il restait seul avec sa nièce, Françoise Bélile, qu'il avait élevée comme sa fille. Mais le cours Saint-Louis-en-l'Île, où elle était scolarisée et où Guénon enseignait, jugea la situation inconvenante (une adolescente vivante seule avec son oncle): ils renvoyèrent la fille. La direction du Lycée catholique en profita pour se débarrasser de cet enseignant peu orthodoxe. La Mère de Françoise exigea son retour et comme Guénon refusa, ce fut par la force qu'elle vint la récupérer. Guénon prétendit qu'elle avait monté Françoise contre lui en jouant sur les sentiments religieux de la fille (en présentant l'oncle comme un homme hérétique). Françoise devint, en effet, plus tard religieuse. Entre le renvoi de Regnabit et du cours Saint-Louis-en-l'Île, le départ forcé de sa nièce et les nombreuses critiques sur ses dernières publications, Guénon se persuada que les catholiques avaient ourdi un complot contre lui pour l'empêcher d'exposer ce qu'il considérait comme « la Vérité ».
À cela s'ajoutèrent des problèmes de santé. Il fut plus convaincu que jamais qu'il était l'objet d'« attaques psychiques » de ses ennemis néo-spiritualistes: ceux de la Revue internationale des sociétés secrètes qu'il considérait comme « un nid de sorciers » et de certains milieux occultistes. Il prétendit à son entourage (vers 1928-1929) avoir été attaqué par des animaux noirs dont un ours dont il portait au cou la trace de morsure. Jusqu'alors, il avait toujours été très entouré par des femmes : sa mère (morte en 1917), sa tante, sa femme, sa nièce. Il déclara ne pouvoir vivre sans une compagne. Il transmit par le Dr Grangier une demande de mariage qui fut refusée. Il fit la rencontre de Mary Shillito, riche veuve d'Assan Farid Dina, qui se prit de passion pour son œuvre et décida de devenir son mécène. Ils séjournèrent ensemble en Alsace et en Savoie en 1929. C'est avec elle que Guénon partit au Caire en 1930.

#### Essai d'une «Union Intellectuelle pour l'Entente entre les Peuples»
Si les nationalistes se détournèrent de son œuvre, celle-ci intéressa de plus en plus les internationalistes de droite comme de gauche. En effet, le concept d'universalité que l'on trouvait chez Guénon en particulier dans La crise du monde moderne dépendait, comme l'a expliqué Xavier Accart, « d'une idée de l'unité entre les peuples ». Or, depuis la fin de la Première Guerre mondiale, de nombreuses revues et associations s'étaient développées surtout en Suisse et plus particulièrement à Genève pour promouvoir une union européenne sous l'égide de la Société des Nations.

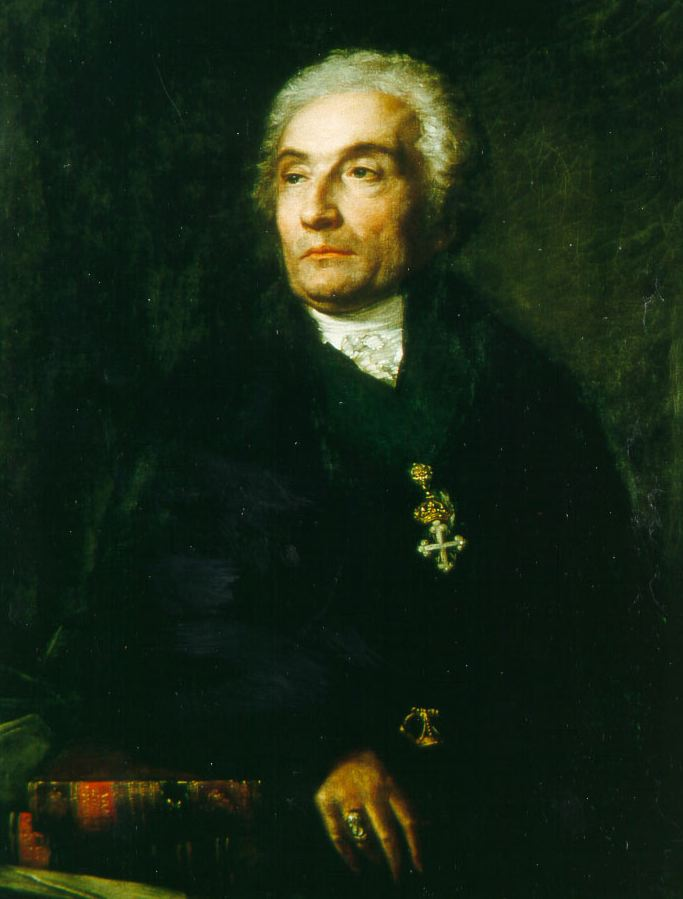
Dans l'histoire des idées, Guénon se situe dans la lignée de Joseph de Maistre,. Figure majeure de la contre-révolution, de Maistre plaçait l'autorité spirituelle au-dessus de tout (ultramontanisme). Il chercha à constituer une élite spirituelle dépositaire de la connaissance sacrée sur les bases de la franc-maçonnerie chrétienne. Cependant la perspective du savoyard était théologique et celle de Guénon plus métaphysique. Guénon écrivit, d'autre part, que les connaissances de de Maistre sur les moyens de transmissions initiatiques dans la maçonnerie étaient limitées.

Il expliqua de façon récurrente qu'une union ne pouvait se baser que sur une restauration de la vraie « Intellectualité » qui, seule, pouvait transcender les différences entre les cultures. Cette idée intéressa le Docteur René Allendy, un psychanalyste qui fonda en 1922 un « Groupe d'Études philosophiques et scientifiques pour l'examen des Idées nouvelles ». Il cherchait à faire des ponts entre des domaines très divers de la connaissance (comme la psychanalyse et la pensée orientale). L'initiative prit de l'importance et le groupe tenait séance à la Sorbonne. Le groupe était lié à la revue Vers l'Unité fondée à Genève par Mme Théodore Darel à la suite de la création de la Société des Nations pour faire tomber les barrières entre les peuples. En 1925, le siège de la revue fut transféré à Paris et avait pour objectif affiché de promouvoir au rapprochement entre l'Orient et l'Occident,. Dans ce contexte, il participa aux séances du groupe du Docteur Allendy et c'est ainsi qu'il donna sa conférence publique sur « la Métaphysique orientale » le 17 décembre 1925 à la Sorbonne qui fut publiée sous forme de livre en 1939.
Il présenta, en 1927-1928, dans deux articles de Vers l'Unité, sa conception de l'union européenne, et, plus généralement, de l'union entre les peuples à construire. Sa participation s'articula entièrement sur la recherche d'une unité spirituelle de l'Europe dont le point d'orgue fut la publication en 1929 d'Autorité spirituelle et pouvoir temporel. Il renvoya dos à dos les nationalistes et les internationalises. Il parla d'unité supranationale qui devait avoir « des bases proprement traditionnelles ». Face aux nationalismes des pays démocratiques et à la montée des régimes totalitaires, il opposa l'autorité spirituelle représentée par la Papauté en Occident. Il cita le traité de Dante De Monarchia pour affirmer la primauté du Pape sur l'Empereur, (ce rapprochement fut souvent critiqué car Dante était justement gibelin et donc partisan de l'empereur). Dans l'histoire des idées européennes, il se situa dans la lignée de Joseph de Maistre avec qui il avait de nombreux points communs,: (i) une vision décadentielle de l'histoire, cette dernière étant guidée par des forces spirituelles ; (ii) la suprématie de l'autorité spirituelle sur le pouvoir temporel et donc de la Papauté en Europe sur tout pouvoir politique (ultramontanisme), ce qui impliquait une condamnation du nationalisme et du protestantisme ; (iii) enfin la nécessité, au cœur de l'autorité spirituelle, d'une élite spirituelle dépositaire de la connaissance sacrée : de Maistre avait été franc-maçon comme Guénon. Il n'était donc pas étonnant que son premier article dans Vers l'Unité concernât « Un projet de Joseph de Maistre pour l'union entre les peuples » qui avait eu pour but de reconstituer une élite spirituelle en Europe sur les bases de la franc-maçonnerie chrétienne.
Jean Reyor émit l'hypothèse qu'il y avait peut-être eu un lien initiatique entre Guénon et de Maistre via la franc-maçonnerie.
Il s'inspira, en effet, de ce projet pour fonder en 1925 une véritable association qui fut nommée « Union intellectuelle pour l'entente entre les peuples », dirigée par un comité de douze membres. L'existence de cette association resta très secrète. Ce n'est que beaucoup plus tard que son ami Frans Vreede, le directeur du Centre d'Études néerlandaises à la Sorbonne qui obtint un poste de bibliothécaire pour Guénon dans son centre, qui en révéla l'existence. D'après Vreede, l'association fut dissoute après le départ de Guénon au Caire mais les membres continuèrent à rester en fort contact par « correspondance mondiale ». D'autre part, il ne voulut pas s'arrêter aux niveaux européen et chrétien: une fois réalisée l'unité de la Chrétienté en Europe, il fallait s'élever « au niveau du Catholicisme, au vrai sens de ce mot » c'est-à-dire une unité universelle fondée sur la vérité spirituelle qui faisait le fond commun de toutes les traditions.
L'initiative de Guénon n'était pas isolée. Le groupe des Veilleurs, incluant les poètes Oscar Vladislas de Lubicz-Milosz et Nicolas Beauduin et le peintre Albert Gleizes, qui avaient ressenti le besoin de se tourner vers la spiritualité pendant la Première Guerre mondiale, constitua un groupe ésotérique en 1928-29 sous les conseils de Guénon. L'objectif était aussi de retrouver une unité européenne sur la base du Christianisme. Son œuvre exerça une grande influence sur Oscar Vladislas de Lubicz-Milosz et encore plus sur la peinture d'Albert Gleizes à partir de 1930.
Le point d'orgue de sa collaboration avec ces milieux fut la publication d'Autorité spirituelle et pouvoir temporel en 1929 chez J. Vrin. Là encore, le livre était d'actualité car l'agnosticisme affiché par certains leaders de l'Action française et surtout de Charles Maurras conduisit à la condamnation de l'Action française par la Papauté en 1926. La tension augmenta pour atteindre son paroxysme au moment de la publication du livre. Malgré ses nombreuses déceptions avec les catholiques, Guénon prit nettement position pour l'Église catholique.
En ce qui concerne le contexte de l'époque, la conclusion était claire : l'Action française, en refusant de se soumettre à la Papauté, prouvait qu'elle n'avait aucune conscience des rapports hiérarchiques dans une civilisation traditionnelle telle que l'entendait Guénon. L'ouvrage ne le réconcilia pas avec les catholiques et le brouilla définitivement avec les membres de l'Action française.

#### Un réseau international de collaborateurs
Rejeté par les leaders de l'Action française à cause de sa critique du nationalisme et par les milieux conservateurs catholiques pour sa défense de l'Orient, il devenait l'allié objectif de milieux inattendus : les milieux progressistes autour de la revue Europe et de Romain Rolland. Ce dernier était, depuis ses prises de positions pacifistes pendant la Première Guerre mondiale, en effet, l'« ennemi juré » d'Henri Massis que Guénon avait violemment pris à partie dans La crise du monde moderne. Ces milieux souhaitaient surmonter les oppositions entre les nations en Europe sur une base culturelle (une « Europe des artistes et des penseurs »). De plus, ils étaient pour un rapprochement culturel avec l'Orient, en particulier avec l'Inde. Romain Rolland s'intéressa à Tagore, Gandhi, Râmakrishna et Vivekananda. Jean Herbert expliqua, plus tard, que la connaissance de l'Inde jusqu'en 1920 se limitait aux « déformations » de la société théosophique et aux travaux des orientalistes, comme Sylvain Lévi, qui se concentraient surtout sur la linguistique : il déclara que ce sont « ces deux hommes de génie » (Guénon et Rolland) qui permirent de sortir de cette impasse et firent connaître « l'esprit de l'Inde » aux Français entre 1920 et 1925 par des voies en apparence contradictoires.
Cependant, de grandes différences demeuraient : Romain Rolland et ses amis affichaient des sympathies marxistes. Ceci conduisit Guénon à refuser de publier aux éditions Rieder, proche de ces milieux. D'autre part, il considérait que Tagore (tout en reconnaissant que c'était un grand poète) et Gandhi étaient des indiens
occidentalisés. Il se méfiait aussi de Vivekananda qui avait essayé de vulgariser et d'adapter à la mentalité occidentale le message de Ramakrishna. Seul ce dernier était considéré par Guénon comme un « illustre » maître spirituel dans la pure tradition hindoue.

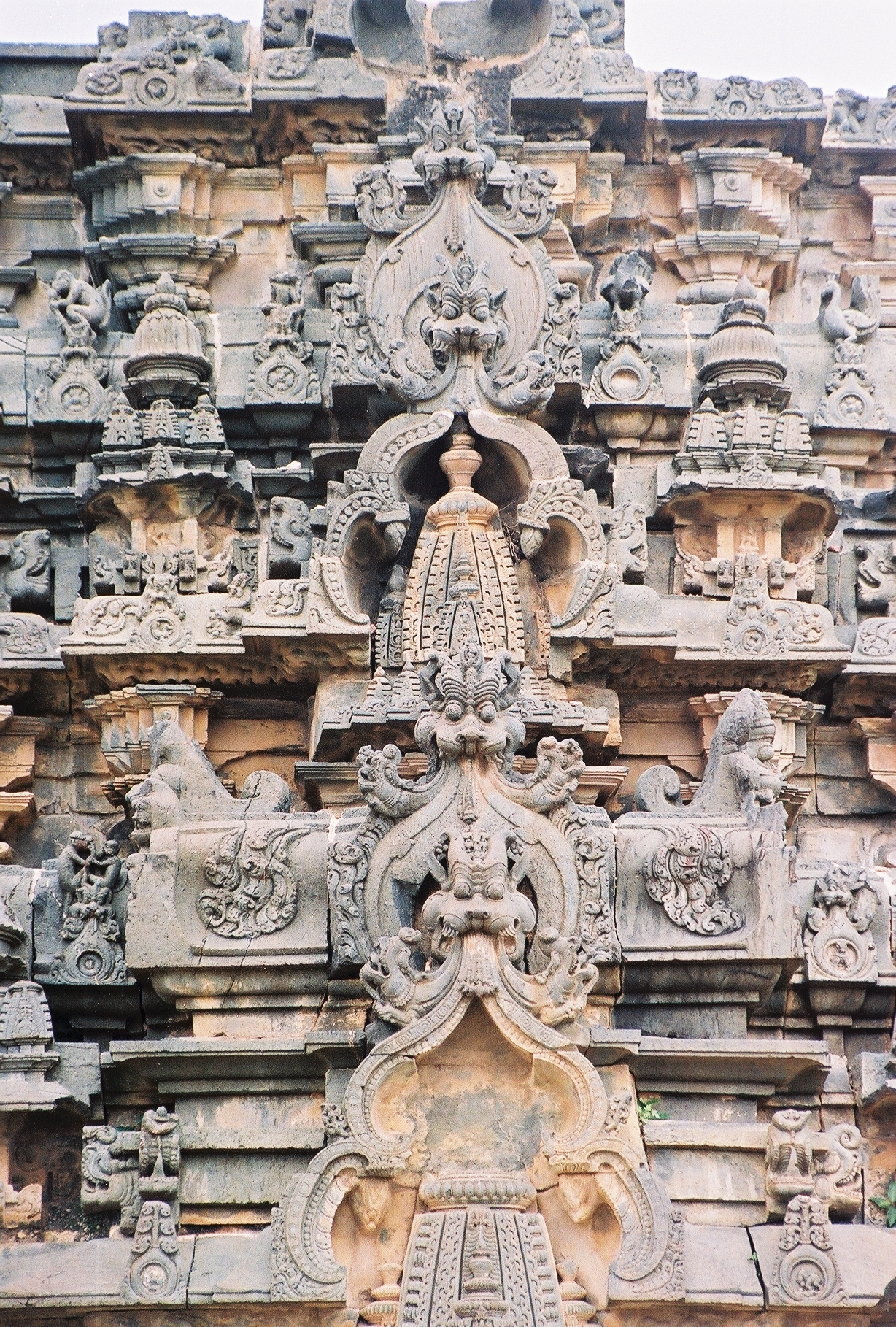
Kirtimukha (littéralement « visage glorieux », sous la forme de monstres la bouche grande ouverte) au temple Kasivisvesvara à Lakkundi dans le Karnataka, dynastie des Chalukya occidentaux, XIe siècle. À la suite d'une publication d'Ananda Coomaraswamy de 1939, Guénon publia un article sur le symbolisme des Kâla-mukha ou Kîrtu-mukha,. À partir de 1935, Ananda Coomaraswamy lui fournit une documentation iconographique considérable qui lui permit d'aborder la signification de nombreux symboles.

L'intérêt des milieux « rollandistes » pour son œuvre ne fut donc pas massif. Néanmoins, plusieurs collaborateurs de la revue Europe étudièrent ses livres (c'est ce que Xavier Accart a appelé la « réception paradoxale de l'œuvre de Guénon ») : François Bonjean, Émile Dermenghem, qui chercha à concilier ses préoccupations sociales avec la pensée traditionnelle de Guénon, et plus encore Luc Benoist dont la vie fut transformée par ce dernier.
De façon inattendue, c'est dans ce milieu qu’il allait réaliser son plus important « ralliement » : Ananda Coomaraswamy, un proche de Tagore et de Rolland. Coomaraswamy naquit à Colombo d'un notable local de l'ethnie tamoule et d'une mère anglaise. Après de brillantes études scientifiques en Grande-Bretagne, il devint directeur des recherches minéralogiques de l'île de Ceylan. Il fut fortement influencé par les idées socialistes de William Morris et s'intéressa à la philosophie occidentale, en particulier à Nietzsche. Mais il ressentit, de plus en plus, un besoin de se tourner vers la culture hindoue de ses ancêtres. Sa connaissance des arts traditionnels devint encyclopédique et on lui proposa le poste de conservateur du département des arts de l'islam et du Moyen-Orient du prestigieux Musée des Beaux-arts de Boston, poste qu'il accepta. Il multiplia les publications sur les arts traditionnels (iconographie bouddhiste, histoire de l'art indonésien, l'art des Indiens d'Amérique, etc.), les exégèses des textes anciens (il maîtrisait une trentaine de langues et dialectes). Il devint rapidement une véritable autorité sur le plan universitaire. Il resta cependant profondément insatisfait car il n'arrivait pas à trouver l'unité derrière toutes ses cultures, unité qu'il pressentait. Pour trouver une réponse, il étudia de nombreux auteurs du transcendantalisme américain : Ralph Waldo Emerson, Henry David Thoreau ou Walt Whitman. Mais c'est la découverte de l'œuvre de Guénon en 1930 qui lui donna la solution et transforma toute sa vie. Il prit contact avec Guénon le 24 juin 1935 et adopta sa perspective traditionnelle tout en retournant sur le plan personnel à l'hindouisme,.
La proximité, marquée par un profond respect réciproque, entre les deux auteurs fut telle que Coomaraswamy est parfois décrit comme le « frère spirituel » de Guénon. C'est la seule personne, avec Charbonneau Lassay, que Guénon appelait « notre illustre collaborateur, ».
Il fournit, dès lors, à travers ses publications, une documentation considérable à Guénon sur le symbolisme de nombreuses traditions ainsi que sur les doctrines et les termes hindous,. Il s'intéressa beaucoup, suivant en cela Guénon, au folklore qu'il voyait comme un moyen de transmettre des connaissances traditionnelles sur des temps très longs. Très respecté sur le plan académique, ses travaux se présentant sous un aspect plus « scientifique » que ceux de Guénon, il joua un rôle majeur dans la diffusion des idées de ce dernier dans le monde anglo-saxon, tout particulièrement dans les milieux universitaires. D'autre part, son intérêt pour l'art (qui n'inspirait pas beaucoup Guénon) attira des auteurs tels que Mircea Eliade ou Jacques Masui. La confiance de Guénon en son ami hindou fut telle que ce dernier réussit, par ses nombreuses études, à le faire changer d'avis sur la doctrine du Bouddha Shakyamuni. Bien que Guénon affichât depuis sa jeunesse un grand respect pour certaines traditions qui se réclament du bouddhisme, surtout pour la tradition tibétaine, il était persuadé, influencé par les interprétations occidentales du bouddhisme, que Shakyamuni avait développé une pensée hétérodoxe en opposition à l'hindouisme. Certaines branches avaient été réformées tardivement et étaient redevenues orthodoxes par l'influence d'autres traditions (le Shivaïsme hindou pour la bouddhisme
tibétain ou le taoïsme en Chine). À la suite des études de Coomaraswamy (poussé par Marco Pallis qui voulait traduire les livres de Guénon en anglais mais n'était pas d'accord sur son rejet du bouddhisme), il reconnut que le bouddhisme était, dès son origine, une tradition spirituelle orthodoxe et reconnut ouvertement s'être trompé,. Il changea, en conséquence, de nombreux passages de ses livres dans les rééditions
après la Seconde Guerre mondiale, en particulier le chapitre concernant le bouddhisme dans l'Introduction générale aux doctrines hindoues.
Ces exemples n'étaient pas isolés. Bien que son essai de créer un sursaut spirituel en Occident tournât à l'échec et qu'il se sentît rejeté par les milieux catholiques, il faisait des émules partout : le Dr Grangier nota en décembre 1927 qu’il avait « une correspondance invraisemblable de quantité, des disciples v[enaient] à lui, sans qu'il les quémande, sa notoriété augmentait ». Il refusa toujours d'être un maître spirituel et d'avoir des disciples. Cependant, nombreux allaient être les lecteurs chez qui son œuvre provoqua « à un moment de la vie, [...] un choc salutaire » (l'expression est d'Henry Corbin). Ils n'adhéraient pas nécessairement à l'ensemble de son œuvre et parfois s'en détournèrent, mais ils retournèrent à leur tradition d'origine ou s'engagèrent dans une autre pour consacrer le reste de leur vie à une quête spirituelle : dans le monde occultiste ou l'église gnostique qu'il avait traversé, chez les conservateurs catholiques ou de l'Action française, dans les cercles artistiques d'avant-garde proches du surréalisme ou du cubisme, dans les milieux internationalistes de droite comme de gauche, puis en terre d'islam et même parmi ses élèves dans les lycées catholiques où il enseigna.
Il enseigna, par exemple, en 1918 au Lycée de Blois où il avait fait sa scolarité. Très mauvais enseignant, il se contentait de dicter ses notes : c'est probablement à partir de ces dernières que fut rédigé vers 1917-1918 le livre Psychologie attribué à Guénon et publié en 2001 chez Archè. Au lycée de Blois, les élèves s'ennuyant à mourir, le relançaient continuellement sur « ses marottes orientales » écoutant avec grand intérêt les mystères de l'Orient et des civilisations traditionnelles. Jean Collin, l'un des élèves, rapporta plus tard qu'il affichait ouvertement « un souverain mépris pour l'histoire et la philosophie officielle » mais ne critiquait jamais l'Église catholique et éludait toute question sur l'antisémitisme (ces milieux catholiques étaient souvent antijudaïques à l'époque). En 1922, il reprit l'enseignement de la philosophie à Paris au lycée des Francs-Bourgeois tenu par les frères des écoles chrétiennes. Son cours à nouveau entièrement dicté suscita la contestation de la vingtaine d'élèves. Il leur rétorqua qu'il n'y avait rien de valable dans les manuels et qu'il avait des œuvres en chantier « d'un intérêt bien supérieur ». Le cours se transforma alors en une description de la vie spirituelle du Moyen Âge. Les élèves fascinés par cet enseignant « aux petits travers physiques » et « aux bizarreries de langage » écoutèrent avec passion la description du compagnonnage, la signification symbolique de la quête du Graal et de la chevalerie, l'histoire des templiers, etc. Le programme officiel fut d'autant plus sabré (tout particulièrement le cours de morale). Le directeur, s'en rendant compte, fut effrayé surtout lorsqu'il réalisa que l'enseignant expliquait aux élèves que la franc-maçonnerie n'était pas une « assemblée de suppôts de Satan » mais une branche plus ou moins déviée des congrégations médiévales. Convoqué par le directeur pour s'expliquer sur ses convictions religieuses, Guénon qui ne cacha jamais ses idées, fut renvoyé sur le champ avec interdiction de revoir ses élèves. La classe, presque au complet, vint, néanmoins, écouter avec fierté leur ancien enseignant lors de sa conférence à la Sorbonne en 1925. Certains, comme Marcel Colas, qui rapporta ces anecdotes, allaient le suivre le reste de leur vie.
À partir de 1929, il put disposer d'une tribune indépendante dévouée à sa cause. En effet, le libraire Paul Chacornac, que Guénon avait déjà rencontré en 1922, et son frère avaient récupéré la revue Le voile d'Isis, une revue fondée par Papus en 1890 qui avait eu beaucoup de succès dans le milieu occultiste de la Belle Époque. Les frères Chacornac avaient réussi à faire de leur librairie et de la revue un centre regroupant de nombreuses personnalités intéressées par l'ésotérisme (au sens large) : Albert Gleizes, Oscar Vladislas de Lubicz-Milosz, Jean Marquès-Rivière, Victor-Émile Michelet, etc. Mais la revue périclitait progressivement. Jean Reyor et Georges Tamos, proches de Chacornac, furent chargés de proposer la direction à Guénon. Celui-ci accepta de collaborer, à condition que les articles à caractère occultiste disparaissent, mais refusa toute fonction et c'est Georges Tamos qui devint rédacteur en chef. Guénon rencontra ainsi Jean Reyor (de son vrai nom Marcel Clavelle) qui allait devenir son plus fidèle collaborateur jusqu'à sa mort. Progressivement, et à la suite de crises dues à des questions doctrinales pendant la période 1929-1931, les rédacteurs qui ne suivaient pas la ligne de pensée de Guénon quittèrent la revue: par exemple, Jean Marquès-Rivière qui attaqua la franc-maçonnerie, ce qui déplut fortement à Guénon, ou Georges Tamos qui reprocha à Guénon sa trop grande proximité avec l'Orient. C'est Jean Reyor qui reprit la direction de la revue en 1931, cette dernière fut rebaptisée en 1936 les Études traditionnelles pour couper tout lien avec l'occultisme et indiquer que la revue ne se concentrait que sur l'étude des doctrines traditionnelle. La revue devint ainsi une tribune permanente entièrement destinée à la diffusion de sa pensée. D'autres collaborateurs comme André Préau, dont la maîtrise parfaite de l'Allemand lui permit de diffuser la pensée de Martin Heidegger après guerre et René Allar rejoignirent l'équipe. Ils faisaient partie des « premiers guénoniens » de stricte observance » d'après Reyor.

### Un soufi en Égypte

#### 1930: le départ pour Le Caire

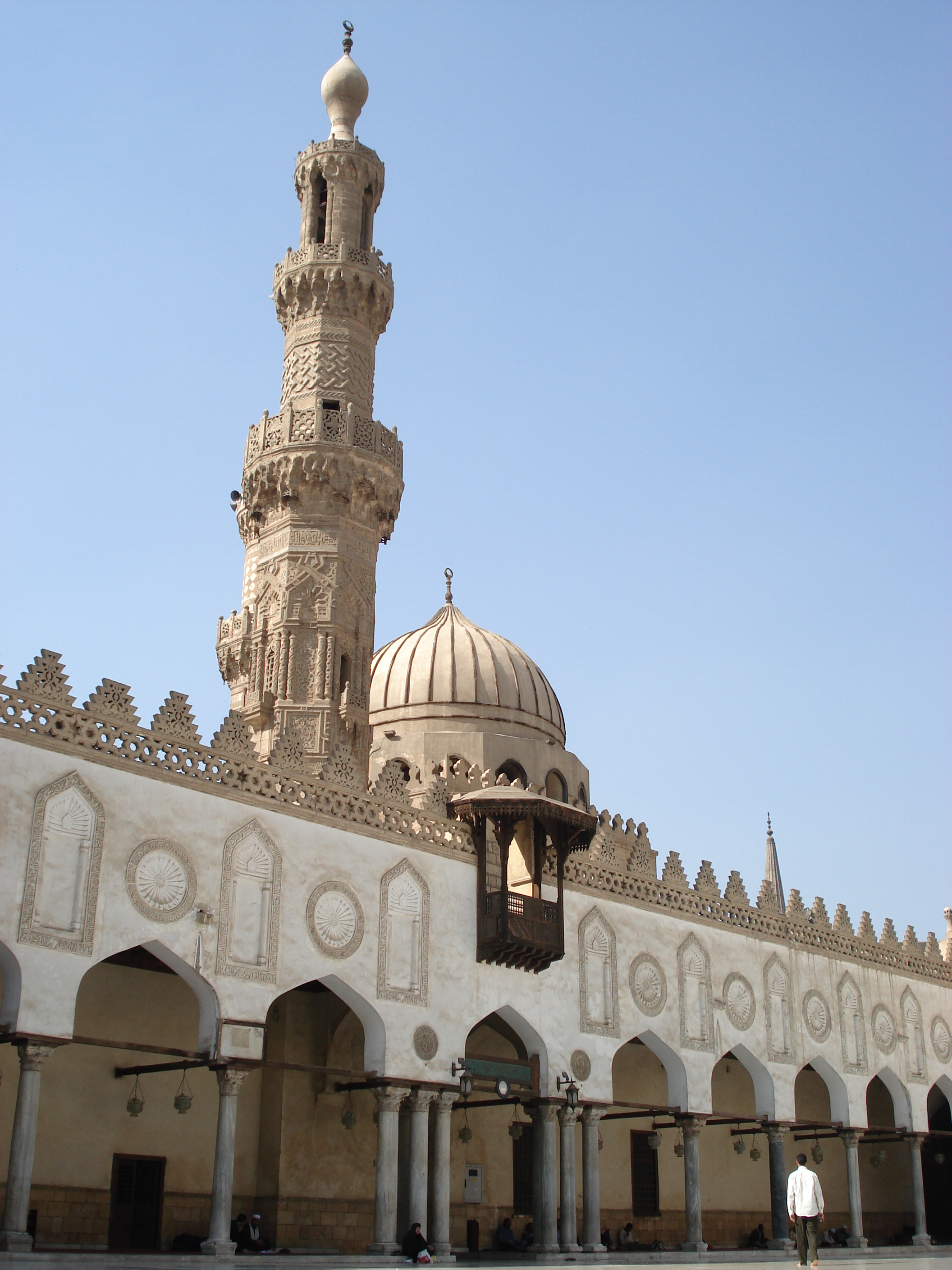
Minaret de l'université al-Azhar au Caire

René Guénon découvrit très jeune les doctrines orientales par des transmissions directes. Il considéra qu'il avait pour mission d'essayer de redresser spirituellement l'Occident. Pour cela il développa deux stratégies: constituer une élite intellectuelle s'appuyant sur des groupes restreints, à travers, par exemple, sa collaboration à Regnabit et la création de L'Union Intellectuelle pour l'Entente entre les Peuples; et transformer la mentalité générale, en décrivant, par des publications touchant un large public, les principes de la métaphysique et la situation de dégénérescence spirituelle du monde moderne,. Il chercha à s'appuyer sur l'Église catholique, considérée comme la dernière institution traditionnelle en Occident, interpellant directement sa hiérarchie dans Orient et Occident et La crise du monde moderne. À la fin des années 1920, il ne pouvait que constater son échec : les catholiques refusèrent que leur tradition n'apparaisse plus que comme une branche de la grande Tradition primordiale et ne voulurent pas être mis « sous tutelle » orientale. C'est dans ces conditions qu'il quitta la France le 5 mars 1930 pour se rendre au Caire avec Mary Shillito. Cette dernière voulait utiliser sa fortune pour soutenir l'œuvre de Guénon : un accord fut passé et la maison Didier et Richard de Grenoble qui devait abriter dans une nouvelle collection L'Anneau d'or (c'est Guénon qui avait choisi ce nom et y tenait beaucoup) la plupart de ses publications ainsi que des traductions de textes ésotériques de différentes traditions. Le voyage au Caire devait durer trois mois et avait pour but de trouver des textes ésotériques soufis,.
Les trois mois écoulés, Mary Shillito, décrite par Jean-Pierre Laurant comme « assez primesautière et portant à l'ésotérisme un intérêt bien superficiel », partit seule et coupa les ponts avec Guénon. Elle épousa un compositeur ésotérisant, Ernest Britt, peu de temps après. Elle décida de fonder une maison d'édition qu'elle confia à un ami de son nouveau mari : le Dr Rouhier. Ce dernier créa donc la librairie Véga qui hérita des droits sur la plupart des livres de Guénon. Le Dr Rouhier, comme Ernest Britt, appartenaient à un groupe occultiste, le Très Grand Lunaire, hostile à Guénon. Ce dernier se retrouva donc seul au Caire avec ses livres, temporairement, dans les mains de ses ennemis. Il annonça à plusieurs reprises à ses amis qu'il allait rentrer mais il ne rentrait jamais jusqu'à ce qu'il annonce à Chacornac que son retour était reporté sine die,. Pourquoi décida-t-il de rester au Caire ? L'Égypte était redevenue indépendante depuis 1922 et la ville était en pleine modernisation. La communauté francophone était très active et la langue française omniprésente. Mais le monde traditionnel égyptien était toujours vivant et Guénon vit probablement s'ouvrir l'occasion de réaliser enfin « une vie traditionnelle unifiée ». Il écrivit en 1930 : « je me trouve plus ”chez moi“ ici qu'en Europe ».
En effet, la vie de Guénon se transforma totalement : il se fondit définitivement dans le monde musulman. Il chercha tout d'abord à rencontrer le Sheikh Abder-Rahman Elish El-Kebir, le maître de la lignée spirituelle soufie à laquelle il était affilié, mais celui-ci venait juste de décéder et il ne put que se recueillir sur sa tombe. Il vécut, pendant sept ans, en divers endroits dans les quartiers médiévaux judéo-islamiques autour du Khân al-Khalili et de l'université al-Azhar, l'un des centres intellectuels les plus importants du monde musulman sunnite. Son intégration dans le monde musulman se fit rapidement : certains lettrés envisagèrent la traduction de ses livres en arabe et il cofonda avec deux égyptiens une revue arabe: Al-Maarifah (littéralement « La Connaissance » ou « La Gnose ») où il écrivit (en arabe) des articles, dès 1931. Il rencontra le Cheikh Salâma Râdi, alors devenu le « pôle » (« Qutb », la plus haute autorité depuis la mort de Abder-Rahman Elish El-Kebir) de la branche shâdhilite à laquelle appartenait Guénon. Ils échangèrent sur les questions spirituelles et plusieurs témoignages attestent que Guénon devint son disciple. Lorsqu'il rencontra le Cheikh Salâma Râdi pour la première fois, il reconnut « la main » miraculeuse qui l'aurait sauvé d'un trou dans lequel il était tombé lorsqu'il était adolescent lors d'un orage dans une forêt proche de Blois. À ce propos, dans les très rares confidences qu'il fit sur sa vie spirituelle, il sembla révéler qu'il avait eu des accès directs à la connaissance spirituelle en dehors des transmissions initiatiques régulières. Il écrivit, en effet, à Ananda Coomaraswamy en 1936 et 1938, avoir un lien personnel avec Al-Khidr, le maître des « isolés » (Afrâd) dans le soufisme, qui accèdent à une connaissance du « Principe » en l'absence d'un maître vivant,. Alors que sa pratique religieuse n'était pas claire depuis son initiation soufie (en tout cas il ne pratiquait pas les rites religieux musulmans), il prononça ouvertement la shahâda en 1930 entre les mains du Cheikh Salâma Râdi : « il n'ya de dieu que Dieu, que Muhammad est l'Envoyé de Dieu et que Salâma Râdi est un Saint de Dieu » (Salâma Râdi déclara que la dernière partie de la phrase était inutile),.
Habillé du costume traditionnel depuis longtemps abandonné par les élites cultivées égyptiennes, il apprit rapidement à parler l'arabe dialectal couramment,. Il pratiqua désormais les rites musulmans, la prière semblant jouer un rôle très important dans sa vie ; une salle lui servira d'oratoire personnel dans la maison qu'il acheta en 1937,. On ne sait que peu de choses sur sa pratique soufie : il participa rarement à des pratiques de groupe (sauf au début avec le Cheikh Salâma Râdi) et semblait très familier avec la pratique du Dhikr,. Il vécut, dans un premier temps, dans des conditions matérielles précaires, ne disposant que des faibles revenus provenant de ses droits d'auteur mais un jeune Anglais, Adrian Paterson, l'assista pour régler ses tâches quotidiennes. Cet état de précarité matérielle ne sembla pas affecter Guénon. Bien au contraire, X. Accart voit même un « lyrisme » inattendu apparaître dans les articles qu'il écrivit en 1930. C'est le cas, en particulier, dans l'article d'octobre 1930 du Voile d'Isis sur la « pauvreté » (El-faqru en arabe) spirituelle, où il développa la notion de pauvreté ou enfance évangélique, l'article semblant renvoyer à sa situation personnelle,. Il ne demanda pas d'aide matérielle à ses amis ou ses admirateurs alors que certains étaient riches et l'aidèrent par la suite, surpris qu'il n'ait rien demandé avant,. À part pour ses lecteurs occidentaux, René Guénon avait disparu remplacé par Abdel Wâhed Yahia son nom d'initié soufi. Il data même ses lettres dans le calendrier hégirien. Il évita la communauté francophone, pourtant très active sur le plan culturel, sauf Valentine de Saint-Point avec qui il se lia d'amitié.
Guénon reçut une forme de reconnaissance spirituelle, au moins de la part de certaines branches soufies : on l'appelait le « cheik » (maître) Abdel Wâhed Yahia même s'il refusa toujours d'avoir des disciples et ne dirigea aucune tariqa. Le témoignage le plus significatif vint d'Abdel-Halim Mahmoud, une autorité musulmane tant sur le point religieux qu'ésotérique,: il dirigea l'université al-Azhar de 1973 à 1978. Ce dernier rencontra Guénon en 1940 et écrivit, beaucoup plus tard, quatre livres sur quatre « Amis de Dieu » : le fondateur de sa tariqa et son principal disciple ; et deux contemporains: son maître spirituel et René Guénon (paru en France en 2007 : René Guénon, Un soufi d'Occident). Il le décrivit, comme les trois autres personnages, comme « Celui qui connaît par Dieu ». Abdel-Halim Mahmoud enseigna l'œuvre de Guénon à l'université al-Azhar et assista à sa cérémonie mortuaire en 1951.

#### Désengagement du politique face à la montée du totalitarisme

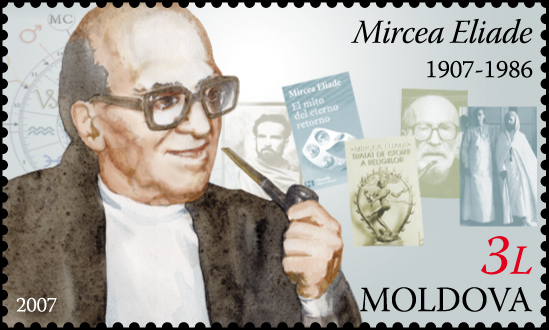
Les publications de Guénon en particulier ses nombreux articles sur le symbolisme eurent un impact important sur l'historien des religions Mircea Eliade,,. Ce dernier approfondit les œuvres de Guénon lors de son séjour en Inde en 1928-1931. Son Traité d'histoire des religions publié en 1949 et préfacé par Georges Dumézil est structuré autour de symboles fondamentaux dont la plupart proviennent des lectures d'Eliade des articles de Guénon. Ce dernier se félicita que l'historien des religions reprenne l'universalité des symboles qu'il avait auparavant exposée,. Eliade a volontairement évité le plus possible de citer Guénon pour protéger sa carrière académique. Le fait qu'il ne citait pas sa principale source d'inspiration fit d'ailleurs l'objet de plaisanteries dans son entourage. Sur le timbre ci-dessus, Guénon apparaît (deuxième en partant de la droite).

Pour le monde intellectuel français, Guénon avait complètement disparu. Il écrivait régulièrement pour le Voile d'Isis mais le nombre d'abonnés de la revue n'était que de 500 environ. D'autre part, Guénon se concentra plus sur les aspects doctrinaux qui n'intéressaient qu'un public beaucoup plus limité. Par ailleurs, même ses amis et collaborateurs n'avaient pas toujours des informations claires sur sa situation. Il en suivit une certaine confusion : des journalistes se mirent à faire des reportages pleins d'affabulations sur son compte. On raconta qu'il voyageait partout. Même un roman-feuilleton, écrit par l'écrivain Pierre Mariel dans Le Temps, le mit en scène suivant un parcours initiatique dans un orient d'opérette, excitant la haine contre les Occidentaux,. Des rumeurs qu'il serait revenu à Paris se propagèrent, certains témoignant l'avoir rencontré à Paris. En effet, il semble bien que quelqu'un se fit passer pour lui. Guénon très agacé et même inquiet dut faire plusieurs mises au point.
De fait, Guénon n'était plus « d'actualité » : contrairement aux années 1920, il était à contresens des grandes tendances qui se développaient en Europe. La situation économique et internationale s'était très aggravée, l'arrivée d'Hitler au pouvoir en 1933 donna le coup de grâce à la société des nations. Beaucoup s'engagèrent dans la politique, l’idéologie envahissant tout. Or, comme l'ont montré Xavier Accart et David Bisson, Guénon, qui ne croyait plus en un redressement spirituel possible de l'Occident sans une catastrophe, prôna désormais ouvertement un désengagement total de la sphère socio-politique : l'« élite » qu'il cherchait à créer devait désormais se concentrer uniquement sur la recherche de la connaissance spirituelle (ce qui était en cohérence avec sa trajectoire personnelle),,.
Beaucoup de ses propres lecteurs se retrouvèrent à contre-courant, souhaitant agir sur le plan politique.
Guénon fut parfois poussé à s'exprimer à contrecœur sur ce sujet : il demanda, d'abord, à ses lecteurs, en 1933, de ne lui poser aucune question sur la politique,
domaine qu'il déclara « ignorer » et qui lui était « absolument étranger ». En 1935, il écrivit désavouer, par avance,
toute interprétation politique de son œuvre.
Dans Orient et Occident, en 1924, il avait déjà expliqué qu'une action politique de l'« élite » qu'il souhaitait
créer était « la plus fâcheuse de toutes les éventualités, et la plus contraire au but proposé ».
Il déconseilla à son collaborateur Luc Benoist de s'engager dans le parti socialiste lors
de l'arrivée du Front populaire au pouvoir.
Il fit de même avec Vasile Lovinescou et la Garde de Fer.
Lovinescou diffusait alors son œuvre en Roumanie (Lovinescou devait s'engager néanmoins dans cette garde de fer).
La notion de « Tradition » telle qu'il l'avait développée
fut reprise par de nombreux auteurs, en particulier dans les milieux conservateurs. Mais cette notion
faisait désormais l'objet de réinterprétations dans un sens très différent voire contradictoire sur
certains aspects.
L'exemple le plus typique fut Julius Evola qui se mit à traduire et présenter en italien une grande partie de l'œuvre de Guénon dans les années 1930. Evola
voulut, au contraire de Guénon, concilier
la Tradition et l'action politique.
De la même façon, Carl Schmitt reprit certaines thèses guénoniennes comme l'influence de forces occultes
ou l'interprétation symbolique de l'histoire humaine dans son ouvrage
Le Léviathan dans la doctrine de l'État de Hobbes. Sens et échec d'un symbole politique, publié en 1938
Il devait parler de Guénon (en 1942) comme de « l'homme le plus intéressant en vie aujourd'hui ».
Léon de Poncins citait souvent La crise du monde moderne pour soutenir l'idée d'un complot guidant le monde moderne.
S'il partageait bien une idée de complot de l'évolution du monde moderne avec ces
auteurs, Guénon « refus[a] d'y voir la marque de tel ou tel groupe d'individus ».
« Aucune catégorie de population » n'était à l'origine de ce complot,,.
Pour cette raison, il fut amené à critiquer le racisme,,,
l'antisémitisme,, et l'antimaçonnisme
de certains de ses lecteurs tels que Julius Evola et Léon de Poncins.
Guénon prit clairement position en publiant l'article Tradition et traditionalisme, en octobre 1936.
Il écrivit que le seul point commun qu'il avait avec les courants réactionnaires, qui se réclamaient des
valeurs du passé, était sa critique du monde moderne, donc « quelque chose de purement négatif ».
Il ne voyait dans ces courants que des mouvements « traditionalistes » sans base doctrinale et sans rattachement
initiatique véritable, ce qui ne pouvait conduire qu'à une parodie et il était préférable
de ne rien faire que de se lancer dans ces entreprises.
À ce propos, il déclara, dans sa correspondance privée, voir des contre-initiés (dont Aleister Crowley)
à l'origine de la carrière d'Hitler et une certaine franc-maçonnerie noire dans celle de Mussolini.
D'une façon générale, il voyait des forces de la contre-tradition à l'œuvre dans la politique
internationale, en particulier lors de l'invasion de l'Éthiopie par l'Italie.
Il expliqua, en effet, dans Le Règne de la quantité et les signes des temps que la contre-tradition
cherchait toujours à s'emparer des anciens centres sacrés et l'Éthiopie était un très ancien centre spirituel.
C'est pourquoi il se concentra, dans les années 1930, sur le développement d'une base doctrinale
solide et proposa à ses lecteurs la voie initiatique comme chemin spirituel.
C'est par son action de présence, liée à ce que Guénon appela « la théorie du geste », comparable au rôle des ordres
contemplatifs dans le domaine religieux,
et par la force de la vérité,
qu'une élite spirituelle pouvait agir. Cette action s'opposait à « la force brutale », la « propagande » et l'action politique dans les régimes
modernes.

#### Accomplissement doctrinal

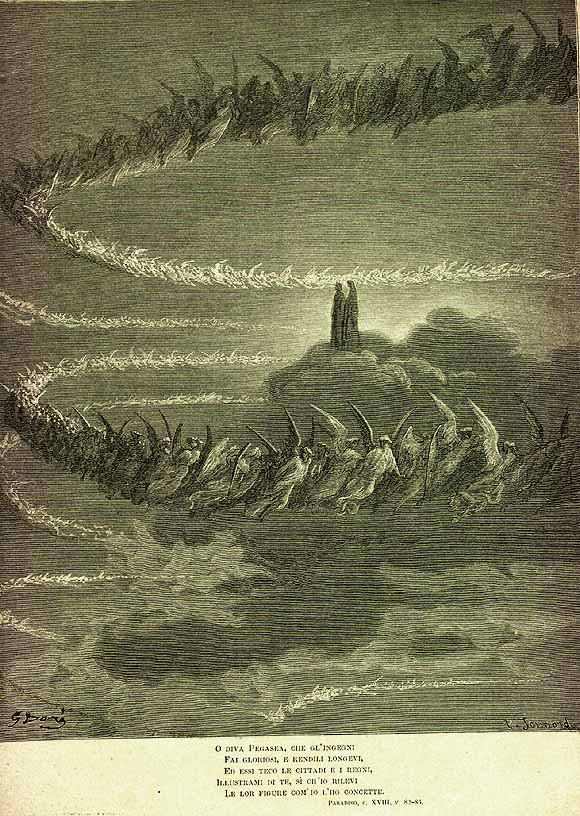
Dante et Béatrice, dans la Divine comédie, entourés d'anges au Paradis. D'après Guénon, les états angéliques de la théologie correspondent aux états supérieurs de l'être de la métaphysique décrits dans Les États multiples de l'être et Le Symbolisme de la Croix.

Les années 1931-1941 vont se caractériser par un renforcement de son édifice doctrinal avec la publication de ses deux livres les plus importants, avec L'homme et son devenir selon le Vêdânta,,: Le Symbolisme de la Croix (1931) et Les États multiples de l'être (1932) ainsi que d'une exposition du chemin initiatique à travers de nombreux articles publiés sous forme de deux livres plus tard dont Aperçus sur l'Initiation (1946) et Initiation et Réalisation spirituelle (publié en 1952 après sa mort).
Le Symbolisme de la Croix reprend les notions doctrinales de L'homme et son devenir selon le Vêdânta uni au langage symbolique, centré ici sur le symbolisme de la Croix. Guénon explique que la métaphysique se réfère à l’inexprimable et s'exprime avant tout en mode symbolique. Alors que le langage ordinaire est essentiellement analytique, discursif et fait appel à la raison, le symbolisme est essentiellement synthétique et permet d'aborder ce qui est « supra-rationnel » et fait appel à l'intuition intellectuelle,. D'après Guénon, la Croix est le symbole de l'être délivré dont il était question à la fin de L'homme et son devenir selon le Vêdânta (jîvan-mukta) qui est désigné sous le nom de « l'Homme universel » dans le soufisme,. C'est en raison de cette signification symbolique, que le Christ est mort sur la croix, sans que cela ne diminue la signification historique de cet évènement.
Guénon va ensuite publier son livre le plus important, le seul consacré à la « Métaphysique intégrale » : Les États multiples de l'être. Il y présente la doctrine qui joue un rôle « axial » dans la réalisation métaphysique de l'être humain. Il qualifie cette doctrine de « tout à fait fondamentale » : c’est la théorie des états multiples de l'être.
Guénon exposa donc, tout d'abord, les grands principes métaphysiques qui sous-tendent son œuvre. Mais cette métaphysique demeurait, pour l'instant, purement théorique. Or la métaphysique, ou ce qu'il appelait « la Tradition », n'a de sens que si elle mène à une réalisation effective. La Tradition est, avant tout, un « état d'être » à retrouver. S'étant détourné de toute action politique, Guénon se devait d'expliquer à ses lecteurs ce qu'il fallait faire. Il écrivit donc plusieurs articles considérés comme fondamentaux dans le Voile d'Isis exposants le « chemin initiatique » comme but de l'existence de « l'homme de Tradition ». Ces articles furent rassemblés, plus tard, sous la forme de deux livres dont Aperçus sur l'Initiation (1946) et Initiation et Réalisation spirituelle (publié en 1952 après sa mort). Les articles les plus importants de 1932 correspondent aux chapitres IV, V et VIII d'Aperçus sur l'Initiation.

#### «L'ermite de Duqqi»

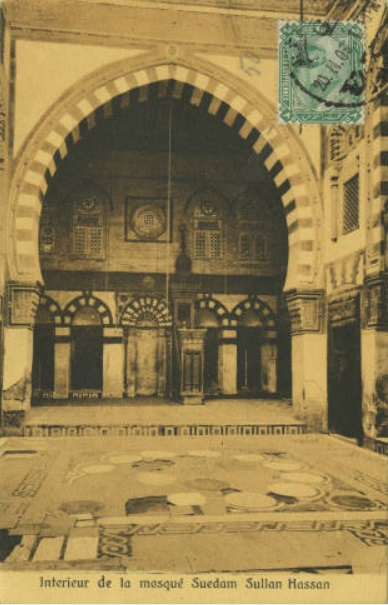
Intérieur de la mosquée Seyidna el Hussein au Caire qui abriterait la tête de Al-Hussein ibn Ali et où Guénon rencontra son futur beau-père, un matin quand il y priait.

Le Symbolisme de la Croix et Les États multiples de l'être furent publiés dans de très mauvaises conditions : la maison d'édition appartenait à ses ennemis qui firent le moins de publicité possible. Les ventes furent médiocres. D'autre part, Guénon ne publia plus de livre jusqu'en 1945 bien qu'il ait plusieurs projets en tête. Son influence devint de plus en plus « souterraine » d'autant plus que certains intellectuels français, en particulier chez les néothomistes et les universitaires, profitèrent de l'absence de Guénon pour essayer d'enterrer son œuvre. Ils semblèrent faire exprès de ne plus y faire référence : c'est ce qui sera souvent dénoncé par les admirateurs de Guénon comme « la conspiration du silence ». Il est possible que le relatif anonymat dans lequel il tomba soit aussi, en partie, dû au caractère de plus en plus doctrinal de ses publications aux antipodes du « tourbillon des idéologies politiques » qui s'emparait alors des intellectuels européens face à une situation internationale de plus en plus inquiétante : Guénon condamna toute réforme se cantonnant au politique alors que l'environnement était justement de plus en plus politisé. Si Guénon ne put écrire de livre pendant une certaine période c'est qu'il était fort occupé : sa stratégie était stabilisée définitivement. Son objectif n'était plus d'essayer de redresser spirituellement l'Occident (ce qu'il jugeait désormais irréaliste) mais de s'adresser à un nombre plus réduit de lecteurs pour réactualiser des groupes initiatiques et pour les pousser à suivre un chemin spirituel pour s'extraire de l'influence du monde moderne. Pour cela il disposait de deux outils : la revue Le Voile d'Isis/Études traditionnelles qui était désormais entièrement dévouée à sa cause et pour laquelle il écrivait deux articles par mois et un véritable « empire épistolaire » : Guénon maintenait, en effet, des centaines de correspondances régulières avec des correspondants dans de nombreux pays. Cette correspondance, à laquelle il tenait beaucoup (il disait se faire un devoir de répondre à tout le monde sauf aux lettres « complètement folles »,), lui prenait un temps considérable et explique qu'il ne trouva pas le temps d'écrire les livres qu'il avait planifiés avant 1940.
Il rencontra un matin à l'aube alors qu'il priait, comme chaque jour, à la mosquée Seyidna el Hussein devant le mausolée abritant la tête de Al-Hussein ibn Ali, le Sheikh Mohammad Ibrahim dont il devint très proche. Guénon épousa sa fille cadette en 1934 dont il aura quatre enfants,. En 1937, grâce à la générosité d'un admirateur anglais, John Levy, le couple devint propriétaire d'une petite villa, la « villa Fatma » du nom de l'épouse, dans le quartier moderne de Duqqi à l'ouest du Caire. Guénon ne sortait quasiment jamais et refusait souvent les visiteurs occidentaux (l'adresse restait secrète). On parla de « l'ermite de Duqqi ». Il passait le plus clair de son temps à travailler dans son bureau et à prier dans son oratoire. Dans les deux salles, on voyait des écritures portant des prières musulmanes, une photo du sheikh Abder-Rahman Elîsh El-Kebîr (dans le bureau) et un svastika en calligraphie arabe dans l'oratoire.

#### Réception dans les années 1930: recherche d'un «nouvel humanisme»
Bien qu'il fût absent d'Europe, son influence plus « souterraine » demeurait forte. Hors de France, certains de ses lecteurs s'engagèrent dans des mouvements fascistes tels que Julius Evola en Italie ou Mircea Eliade en Roumanie. Xavier Accart a montré qu'en France, la situation fut très différente : ses lecteurs constituaient un réseau d'intellectuels essayant de retourner aux valeurs spirituelles ouvrant une voie s'opposant à la fois au communisme mais aussi à l'Action française, qui, elle, se rapprochait de l'Italie fasciste. Plusieurs articles et numéros spéciaux lui furent consacrés dans des revues importantes comme Les Cahiers du Sud où André Préau écrivit un article sur Leopold Ziegler (de), un philosophe allemand catholique et antinazi, qui fit une présentation de l'œuvre de Guénon, à laquelle il adhérait dans les grandes lignes, dans les pays germanophones (il fut d'ailleurs quasiment le seul durant cette période),. Certains cherchèrent à faire des liens entre, d'une part, les arts et les sciences et, d'autre part, la pensée traditionnelle telle que la décrivait Guénon. Plusieurs articles furent publiés dans les Études traditionnelles, en particulier par Ananda Coomaraswamy, sur la doctrine traditionnelle de l'art et de l'artisanat. Ce thème eut beaucoup d'écho, par exemple chez Mircea Eliade ou Jacques Masui : le thème de l'art touchait un public plus large que la métaphysique pure et on a souvent reproché à Guénon son manque de sensibilité artistique. La peinture d'Albert Gleizes fut très influencée par l'œuvre de Guénon : les deux hommes échangèrent des lettres sur l'art. Influencé par Guénon qui prônait l'abandon de la sphère politique et une action basée sur la théorie du geste, c'est-à-dire, l'action par les rituels sacrés, Gleizes s'installa à la campagne conseillant ses amis de retourner aux activités agricoles et à l'artisanat dans une perspective sacrée. Surtout cette théorie du geste joua un rôle important dans la conception du théâtre d'Antonin Artaud : certains passages du théâtre et son double sont des références à l'œuvre de Guénon. Le voyage d'Artaud au Mexique en 1936 et son essai d'y susciter une « révolution traditionnelle » suivent de près sa lecture d'articles de Guénon sur l'Amérique centrale.

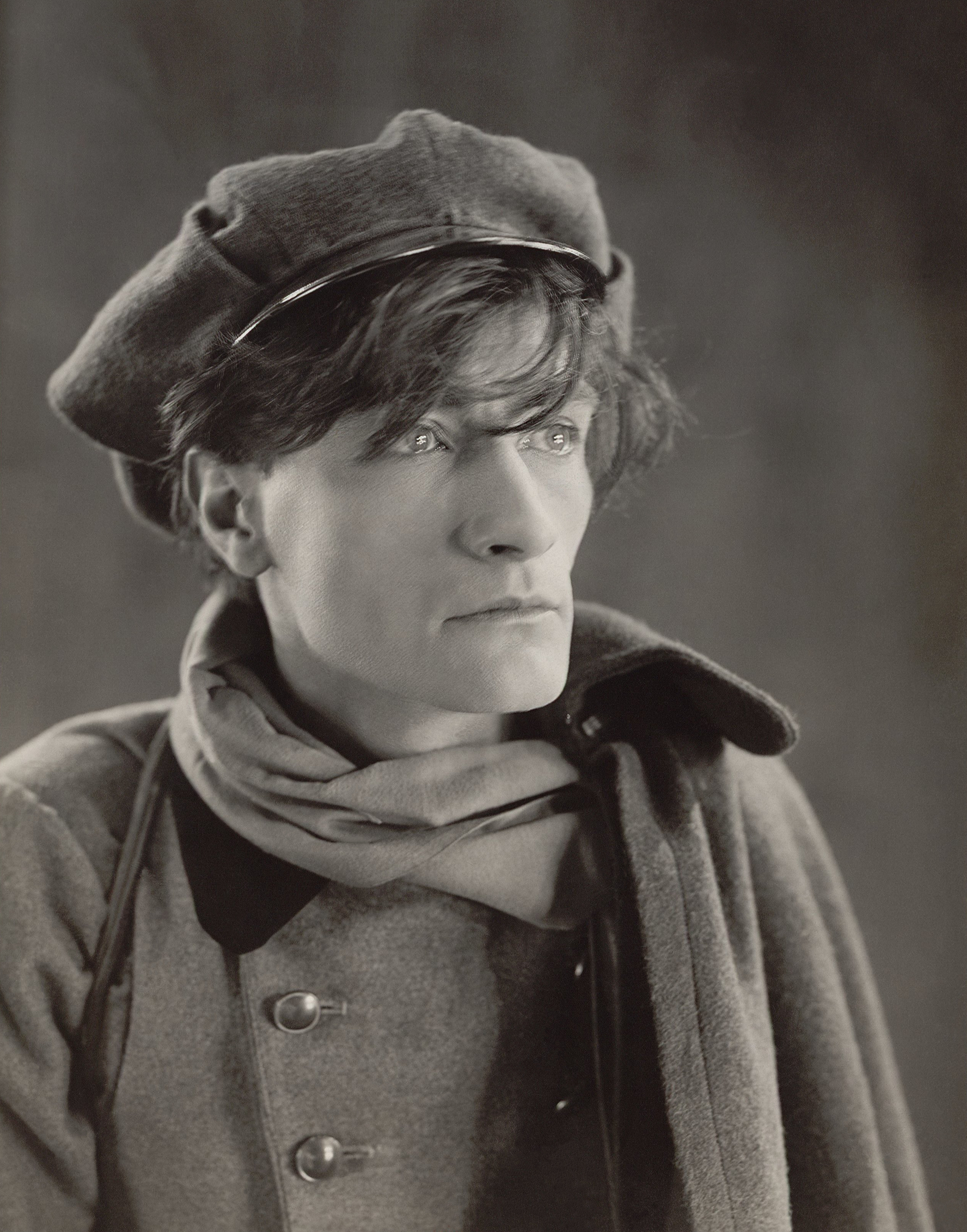
Le théâtre d'Antonin Artaud fut fortement inspiré par l'œuvre de Guénon en particulier par sa théorie du geste : certains passages du théâtre et son double sont des références à l'œuvre de Guénon. Le voyage d'Artaud au Mexique en 1936 et son essai d'y susciter une « révolution traditionnelle » suivent de près sa lecture d'articles de Guénon sur l'Amérique centrale.

De façon plus surprenante (plus surprenante car Guénon s'était opposé frontalement à la science moderne), certains auteurs, en particulier autour du Mercure de France, comme Ludovic de Gaigneron ou Jean Fiolle, cherchèrent à faire des ponts entre la science et la pensée traditionnelle. En particulier, Gaigneron crut voir un écho de la non-dualité sujet objet dans les découvertes récentes de la mécanique quantique où l'objet de la mesure dépendait de l'opérateur (problème de la mesure quantique). Bien que réticent au départ, Guénon se félicita que ses arguments donnassent « d'heureux résultats » dans certains milieux scientifiques. René Daumal parlait de la nécessité de retourner à une « science sacrée » au sens de Guénon, c'est-à-dire une science dont les buts ne sont pas uniquement utilitaires mais qui permet à l'homme de le relier à son principe transcendant. Plus généralement, Xavier Accart a montré que c'est tout un courant intellectuel français qui apparut inspiré par l'œuvre de Guénon, parfois associée à celle de Charles Péguy, qui chercha à définir un « nouvel humanisme » pour faire face aux menaces des régimes totalitaires. Guénon avait condamné l'humanisme et la Renaissance en tant qu'individualisme niant tout principe transcendant suprahumain. Mais il n'avait pas échappé à ses lecteurs que Guénon avait écrit que l'homme était beaucoup moins et beaucoup plus que les modernes ne le pensaient : il était beaucoup moins car les modernes faisaient de l'individualité humaine la fin de toute chose, mais il était beaucoup plus car cet être humain, dans ses états supérieurs, était infiniment plus que cette simple individualité. Il avait, d'autre part, écrit que l'homme jouait un rôle central dans son monde en tant que « médiateur » vers le transcendant, point qu'il développera beaucoup dans La Grande Triade en 1946. Il s'agissait donc de redéfinir un humanisme mais où l'homme n'était plus coupé de ses racines spirituelles : Gleizes parla d'Homocentrisme qui fut le titre de l'un de ses livres. Il ne s'agissait pas, comme Guénon l'avait expliqué, de revenir en arrière mais de revenir au principe spirituel ce qui, d'après Guénon, supposait une adaptation : il écrivit que même l'industrie moderne n'était pas, en soi, incompatible avec le monde traditionnel. Il fallait donc bien désolidariser le spirituel du réactionnaire et en cela les lecteurs français de Guénon s'opposaient aux réactionnaires de l'époque incarnés par Charles Maurras et l'Action française. Comme Guénon n'avait pas donné de cadre précis au régime politique qu'il fallait construire, des auteurs comme François Bonjean, installé au Maroc, Raymond Queneau et Émile Dermenghem cherchèrent à concilier certains acquis de la république en particulier sur le plan social, tout en essayant de redonner un sens spirituel à la société : Raymond Queneau parla de « démocratie vraie », Dermenghem distingua la « tradition vivante » de la « tradition pourrie », cette dernière se caractérisant par la continuité de certains privilèges ou coutumes qui n'ont plus de sens spirituel mais servent à justifier des injustices sociales. Guénon avait bien dénoncé, en particulier dans un article, Rites et cérémonies, toutes ces coutumes insignifiantes, ces habitudes « secondaires » que l'on observait en Orient et qui n'avaient plus de sens spirituel. Xavier Accart écrivit que Guénon se garda de ces formalismes et qu'il n'est pas anodin que sa femme ne portât pas le voile.
Tout ce courant de pensée s'opposait à l'Action française sur un autre point : le refus de soutenir l'Italie fasciste et le désir de se tourner vers l'Orient. Certains, en particulier autour des Cahiers du Sud installés à Marseille et de Jean Ballard, voulaient définir les « principes d'un humanisme méditerranéen ». Pour ces groupes, Guénon pouvait apparaître comme « un passeur entre les mondes, un artisan de paix entre des peuples qui se haïssaient faute de se connaître ». Ils condamnèrent, comme Guénon, l'invasion de l'Éthiopie par l'Italie fasciste alors que l'Action française écrivit une lettre publique de soutien à l'Italie. D'une façon générale, d'après Accart, dans la France des années 1930, les idées de Guénon ont été reçues surtout par des écrivains issus de milieux politiquement classés à gauche (mais ayant refusé le communisme, incompatible avec la pensée de Guénon).
D'autre part, l'œuvre de Guénon poussa certains lecteurs à partir en Inde comme Jean Herbert. D'autres comme Arthur Osborne (en) ou Henri Hartung devinrent disciples de Ramana Maharshi, pour qui Guénon avait la plus haute opinion. Ils parlèrent de Guénon à Ramana Maharshi, qui, d'après Hartung, appelait Guénon « the great sufi. ». D'autres allèrent en Afrique du Nord, alors partie de l'Empire français, pour y chercher des initiations soufies : le plus important fut Frithjof Schuon qui, encore jeune, avait été bouleversé par la lecture de Guénon. Schuon fut initié à Mostaganem en 1933 par le Cheikh Ahmad al-Alawi et devint moqaddem (c'est-à-dire habilité à recevoir des disciples et leur transmettre l'initiation) en 1935,. En 1936, Schuon fonda une branche d'une confrérie soufie (tariqa) en Europe, dans un premier temps à Bâle, Lausanne et Amiens,. Son initiative fut très soutenue par Guénon, et Schuon put apparaître, jusqu'à leur quasi-rupture pour des raisons doctrinales sur les sacrements chrétiens en 1949, comme le principal successeur de Guénon. Schuon rendit visite à Guénon au Caire en 1938 et 1939,. Les premiers groupes initiatiques « guénoniens » soufis apparurent donc, Schuon jouant le rôle de maître spirituel ou « cheikh » (il se considéra cheikh à la suite de la mort de son propre maître et d'un rêve partagé par certains de ses disciples),. Michel Vâlsan, diplomate roumain à Paris, rejoint ce groupe soufi. Il va jouer un rôle important dans la succession de Guénon car après la quasi-rupture entre Schuon et Guénon, Vâlsan resta fidèle à ce dernier et prit la direction de la branche parisienne de la tariqa.

#### Fin d'un monde, fin d'un cycle

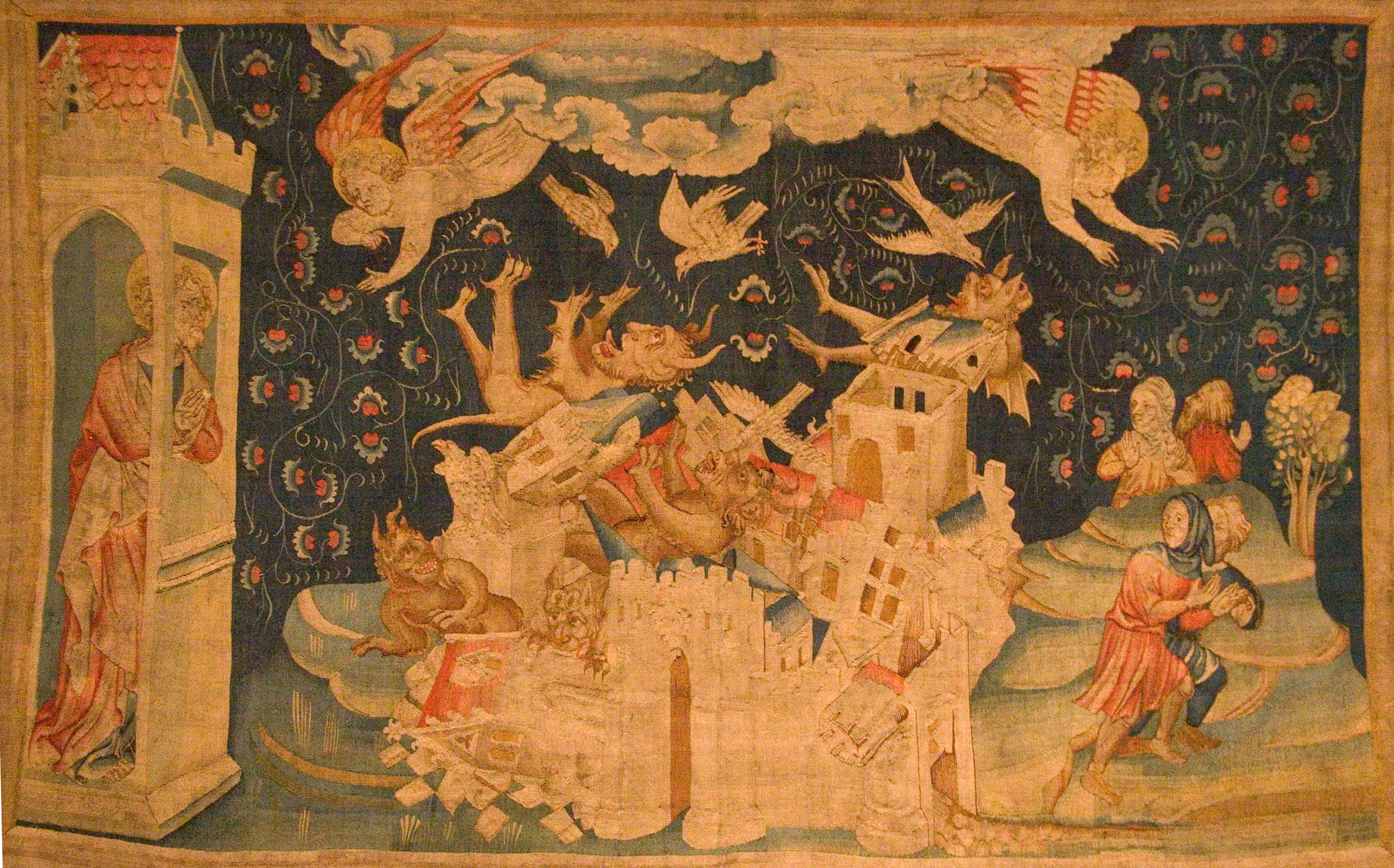
La chute de Babylone envahie par les démons dans l'Apocalypse symbolise l'annonce le jugement des sociétés et des nations. Guénon écrivit Le Règne de la Quantité et les Signes des Temps pendant la guerre, annonçant la fin du cycle de l'humanité. Le livre est inspiré de l'Apocalypse et des textes orientaux sur la fin du cycle. Tenture de l'Apocalypse d'Angers.

Après l'occupation de la France par l'Allemagne, Guénon se retrouva presque coupé de tout lien avec l'Europe. Ne devant plus écrire deux articles par mois pour les Études traditionnelles, et voyant sa correspondance rompue sauf avec certains pays comme les États-Unis, Guénon trouva enfin le temps d'écrire ses derniers ouvrages et de réunir certains articles qui seront publiés sous forme de recueil après la guerre. Il fut épargné de tous les événements internationaux puisque les armées italiennes et allemandes furent battues devant le Caire.
Guénon n'a pas écrit une seule ligne sur la Seconde Guerre mondiale. Cependant, son ouvrage Le règne de la quantité et les signes des temps, qu'il a rédigé pendant la guerre, peut être considéré comme son explication de la guerre qu'il place dans la perspective globale du cycle de l'humanité. Le Règne de la Quantité et les Signes des Temps est considérée comme l'œuvre maîtresse de Guénon concernant l'histoire de l'humanité et l'explication du développement du monde moderne placées dans une perspective cosmique. Il reprend de nombreux thèmes de La crise du monde moderne et d'Orient et Occident mais sous une forme beaucoup plus « doctrinale ».
Guénon s'inspira de la doctrine hindoue des cycles et des textes apocalyptiques : l'humanité, présentement dans la dernière phase du Kali Yuga ("l'âge sombre"), est attirée par le pôle substantiel inférieur du monde corporel, ce qui entraîne « le règne de la quantité » et l'éloignement du pôle spirituel. Guénon présenta d'autre part les « signes des temps » annonçant la fin du cycle. Le caractère apocalyptique du livre rentra en résonance avec les atrocités vécues pendant la guerre et l'explosion des premières bombes atomiques : l'ouvrage, publié en 1945 avec le fort soutien de Jean Paulhan chez Gallimard, fut un tel succès qu'il fut épuisé en deux mois et réédité deux fois rapidement.

#### Pendant l'Occupation: un «ferment de la résistance spirituelle»
Pendant la guerre, Guénon fut beaucoup lu. Son œuvre servit de « ferment de la résistance spirituelle » dans la France défaite. Par exemple, René Daumal, Max-Paul Fouchet et Simone Weil se plongèrent dans l'étude de ses livres. De jeunes écrivains, « las du divorce entre les mots et les choses et assoiffés d'expérience » furent particulièrement intéressés par l'idée, omniprésente chez Guénon, de la possibilité d'une connaissance supra-rationnelle. Henri Bosco introduisit de plus en plus de symboles dans une perspective guénonienne dans ses livres. Cela est particulièrement clair dans Le Mas Théotime publié en 1945. La lecture de Guénon pendant la guerre détourna Jean Paulhan d'un rationalisme étroit. Sa lecture de deux articles de Guénon (publiés avant la guerre mais que Paulhan se procura durant cette dernière) : L'esprit est-il dans le corps ou le corps dans l'esprit? (juin 1939) et surtout Le don des langues (juillet 1939) lui firent réaliser qu'il y avait une forme de « pensée » en amont de toute expression susceptible de dépasser les limites des mots pour décrire la réalité : c'est ce qu'il appellera le « renversement des clartés », c'est-à-dire le rejet de Descartes (la clarté vient de l'analyse) au profit d'une intuition intellectuelle qui appréhende la totalité. Dégoûté par la collaboration, Pierre Drieu la Rochelle se passionna pour l'œuvre de Guénon dans l'ultime partie de sa vie, regrettant amèrement de ne pas avoir rencontré Guénon plus tôt : la certitude d'une Tradition unique derrière toutes les religions lui apporta un certain réconfort avant son suicide en 1945. Contrairement à certaines idées véhiculées après guerre, l'influence de Guénon sur le régime de Vichy fut nulle et les Allemands qui s'efforçaient « de mettre en vedette tous les penseurs [...] « récupérables » pour leur cause » n'évoquèrent jamais Guénon pendant l'occupation. Beaucoup des lecteurs de Guénon ne s'engagèrent pas uniquement dans une résistance spirituelle mais dans la résistance intérieure française comme Jean Paulhan, Simone Weil, Henri Hartung, ou Paul Petit. Si certains des lecteurs de Guénon participèrent à la vie littéraire ou développèrent une action sociale pendant l'occupation comme Pierre Winter ou Gonzague Truc, cela les éloigna de Guénon. Comme l'a expliqué Xavier Accart, « la radicale opposition entre la perspective spirituelle du métaphysicien et l'idéologie nazie [...] la valorisation de l'Orient, de l'islam spirituel, [l']intérêt pour la franc-maçonnerie, ne consonnaient pas avec l'idéologie de Vichy ». D'ailleurs, il semble qu'il n'y eut aucune traduction des livres de Guénon dans les pays de l'Axe alors qu'elles se multiplièrent, au contraire, dans les pays anglo-saxons. Dans ce contexte il est à noter que le journal maçonnique Speculative Mason de Londres publia plusieurs articles de Guénon pendant la guerre qui jouèrent un rôle important dans l'influence de Guénon dans la franc-maçonnerie.
Le Règne de la Quantité et les Signes des Temps annonça la fin du monde moderne qui devait précéder le début d'un nouveau cycle après le triomphe éphémère de la contre-tradition. Mais l'auteur ne souffla mot sur ce qu'il fallait faire. Il avait parlé seulement auparavant de la constitution d'une « élite spirituelle ». Guénon s'opposa toujours à toute action politique et à toute utilisation politique de son œuvre : il insista particulièrement sur ce point dans le contexte des années 1930 lors de la montée des totalitarismes en Europe (voir supra),,. De ce point de vue, son grand lecteur italien Julius Evola, qui s'engagea dans le fascisme italien, ce qui fut le point de départ d'un courant important cherchant à concilier pensée traditionnelle et politique (liée à la droite radicale), « sortit de facto de la communauté traditionnelle [telle que l'avait définie Guénon] ». Comme Daniel Lindenberg l'écrivit en 2007 commentant le livre de Xavier Accart sur Guénon (Le Renversement des clartés):
« 
M. Accart touche l'essentiel lorsqu'il établit de façon définitive que la visée de Guénon est métapolitique. Il ne s'agit pas de rectifier la grande « Déviation » en collaborant avec tel ou tel régime politique. La constitution d'une « élite » est une entreprise d'ordre purement spirituel, quasiment hors du monde, comme le prouve la retraite de Guénon en Égypte [...] Il juge sévèrement les dictatures totalitaires, surtout lorsqu'elles semblent caricaturer l'enseignement traditionnel. [...] Julius Evola est le contre-exemple, qui s'engagera à fond derrière Mussolini et prononcera des conférences devant le gratin SS. Mais ce sera justement en donnant à la violence un rôle salvateur que Guénon n'avalisera jamais, quelle qu'ait pu être leur proximité intellectuelle par ailleurs.
 »
Même au Caire, il se tint à l'écart de toute considération politique, ce qui fait qu'il ne vit pas venir la transformation de la société qui allait s'opérer avec l'arrivée au pouvoir de Gamal Abdel Nasser peu de temps après sa mort : il resta persuadé que la société traditionnelle égyptienne allait perdurer bien qu'il se plaignît dans sa correspondance de la montée du nationalisme dans les pays arabes. De la même façon, il se tint totalement à l'écart des tensions liées à la création de l'État d'Israël sur laquelle il n'écrivit pas un mot. Guénon chercha cependant toujours à agir (d'où le terme de métapolitique), il s'agit plus du « non-agir » des spiritualités orientales : des initiés doivent constituer une « arche symbolique » pour transmettre le dépôt de sacré de la « Tradition » plus dans le but de préparer le cycle futur puisque le cycle actuel va vers sa fin. Plusieurs groupes initiatiques se constituèrent : les groupes soufis créés par Schuon (voir supra). Ils se scindèrent à la suite de la quasi-rupture entre Guénon et Schuon pour des raisons doctrinales sur les sacrements chrétiens en 1949. Le groupe principal en France se regroupa autour de Michel Vâlsan, très fidèle à Guénon, adoptant un soufisme associé à une pratique stricte de l'islam comme Guénon au Caire. Si l'influence de Guénon sur la franc-maçonnerie de 1921 à 1940 fut quasiment nulle, la situation changea complètement après la guerre qui avait désorganisé la maçonnerie en raison des persécutions du régime de Vichy : l'intérêt pour la spiritualité augmenta beaucoup (sauf peut-être dans le Grand Orient de France). Certaines loges d'inspiration guénonienne se formèrent comme la Grande Triade fondée le 14 mai 1947 impliquant divers membres comme Denys Roman ou Jean Reyor ou Les Trois anneaux en 1949,,. Il est à noter que Guénon favorisa la transmission de pratiques spirituelles du soufisme dans des loges maçonniques. Depuis, un très grand nombre de loges (liées à la Grande Loge nationale française ou la Grande Loge de France) furent inspirées par Guénon à des niveaux très divers,. Mais, Guénon fut essentiellement un passeur, un éveilleur, dont l'œuvre avait pour principale vocation de transmettre les « vérités traditionnelles » et stimuler des vocations de chemins spirituels.

#### Sens de l'existence: l'homme comme «Médiateur du Ciel et de la Terre»

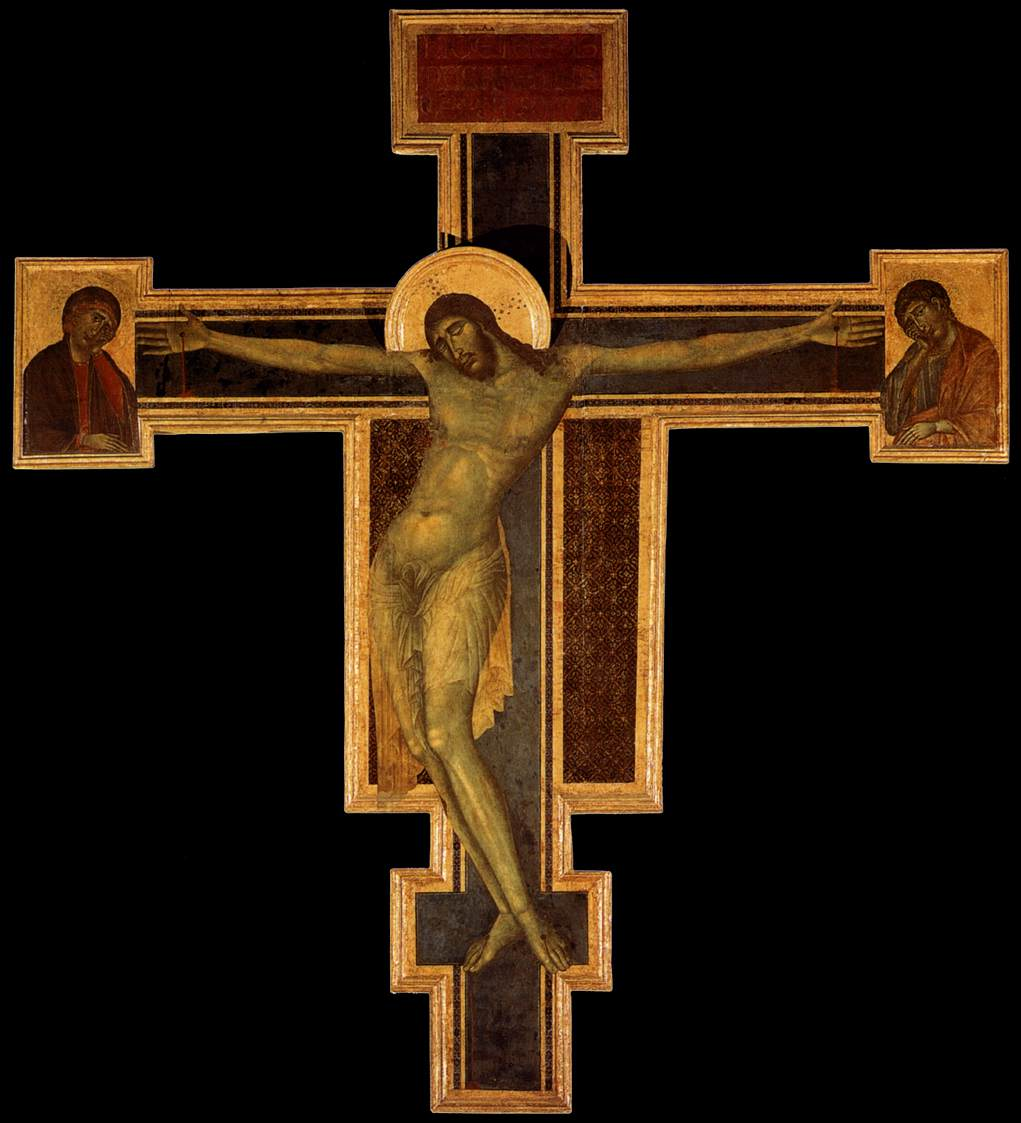
Cimabue, Crucifix de Santa-Croce. Pour Guénon, l'être humain n'est pas qu'un rouage de la mécanique universelle, il a pour but de s'identifier au centre du monde qui devient le moteur de son équilibre,. Lorsqu'il est devenu l'« Homme universel », son action de présence maintient l'existence de ce monde : elle en révèle son unité, son sens. D'après Guénon, l'« Homme universel » est symbolisé par la croix. C'est en raison de cette signification symbolique que le Christ est mort sur la croix sans que cela ne diminue en rien sa signification historique. Pour Guénon, tous les évènements de la vie du Christ ont une signification historique et sont, en même temps, des symboles renvoyant à une signification métaphysique.

En 1946, Guénon publia un livre basé sur son mémoire de maîtrise : Les Principes du calcul infinitésimal chez Gallimard. Il avait voulu publier ce travail depuis longtemps. Son objectif fut de montrer à quoi correspond une science traditionnelle : partant d'un problème mathématique, le Calcul infinitésimal il montra en quoi les vérités mathématiques peuvent servir de symboles de vérités transcendantes. Gallimard créa la collection « Tradition » spécialement pour les œuvres de Guénon. La collection accueillit aussi des livres de Frithjof Schuon et Ananda Coomaraswamy avec l'accord de Guénon. Mais ce dernier refusa « formellement » que soient publiés dans cette collection des œuvres de Julius Evola, en particulier La Tradition hermétique, comme le souhaitait Paulhan car il considérait que les idées d'Evola étaient trop différentes des siennes.
Il publia aussi, après guerre, plusieurs articles dans Les Cahiers du Sud,, un des hauts lieux comme Gallimard du champ littéraire français de l'époque. La réception de l'œuvre de Guénon dans les milieux intellectuels principaux français allait cependant fortement s'épuiser après guerre. Deux nouveaux mouvements dominaient en effet : le communisme et l'existentialisme,. En posant que « l'existence précède l'essence », Jean-Paul Sartre poussait à l'extrême le processus de chute vers le pôle substantiel,(le « néant » dans le langage sartrien) décrit par Guénon dans le Règne de la quantité,,. Comme l'a écrit Xavier Accart : « l'œuvre de Guénon n'avait ni la sympathie des staliniens, ni l'estime des sartriens ». Simone de Beauvoir porta un jugement inverse de celui de Simone Weil : Les idées « fumeuses » de Guénon ne méritent pas qu'on s'y arrête,. Il n'y avait plus aucune passerelle entre l'univers guénonien et une vision d'un monde politico-philosophique totalement immanent associée à une ultra-valorisation de l'histoire conçue comme pure temporalité : c'était exactement ce que Guénon avait décrit comme le monde du Règne de la quantité, ! Ses livres n'attirèrent plus désormais l'essentiel de l'élite intellectuelle de la capitale. Les existentialistes fermèrent toute ouverture vers la spiritualité que les surréalistes avaient entrouverte.

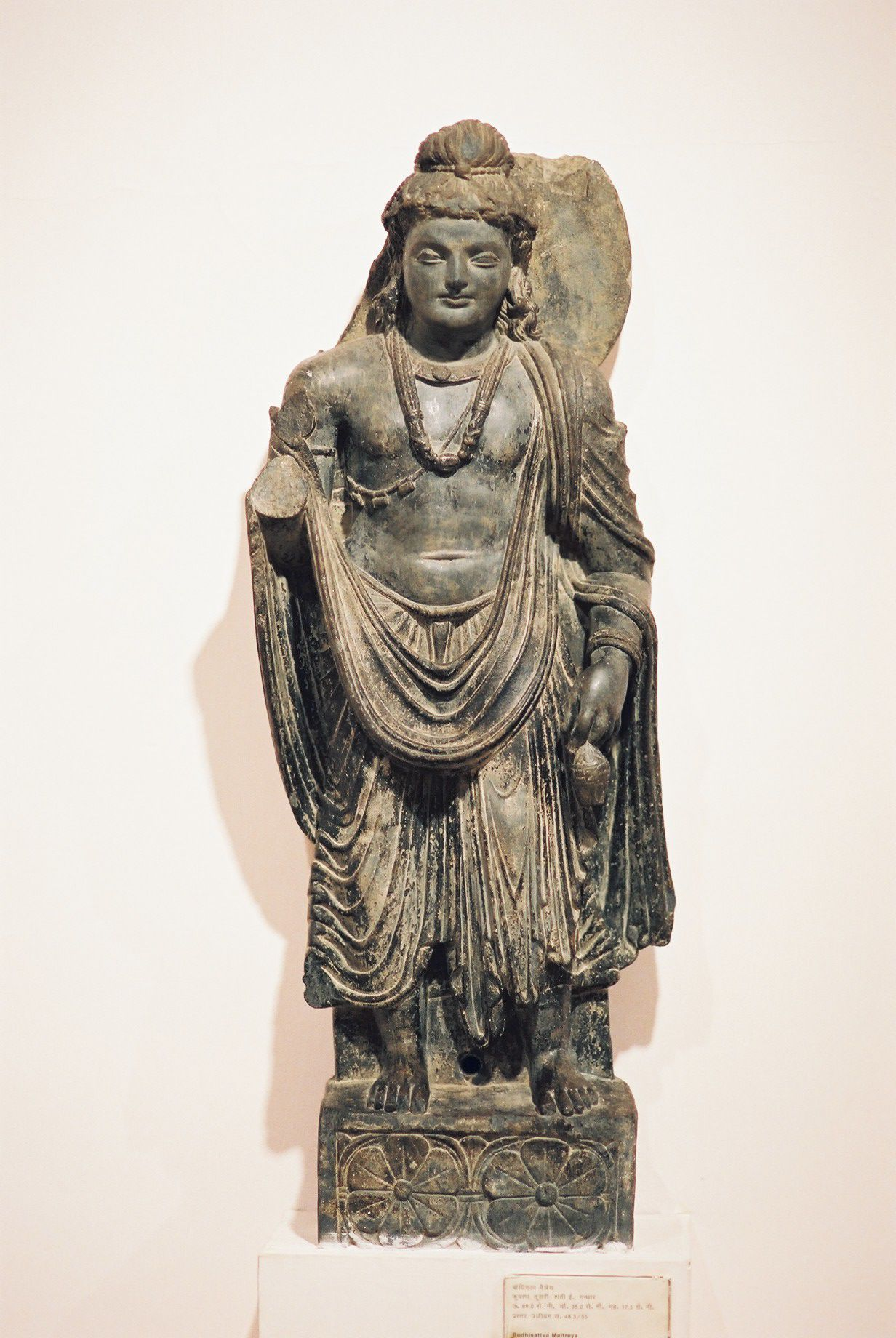
Le bodhisattva de l'avenir, Maitreya,. Art gréco-bouddhique, nord du Pakistan. Musée Guimet. Guénon déclare que le stade ultime du chemin initiatique n'est pas l'union avec le « Principe », mais ce qu'il appelle « la réalisation descendante » correspondant au Bodhisattva. Il s'agit d'un être qui a atteint l'union avec sa nature ultime mais qui a choisi de ne pas se retirer dans le nirvana et de justement revenir pour le bien de tous les êtres. Guénon déclare que cette « redescente » correspond à un « sacrifice », sans que cela ait un sens moral, mais plutôt dans le sens étymologique de « rendre sacré ». Cet être est littéralement une « victime » : il s'agit donc d'êtres exceptionnels qui sont missionnés sur Terre. Mais Guénon déclare, qu'en principe, tout être a la possibilité d'atteindre un jour cet état.

Cependant, Guénon allait encore garder une influence profonde : par exemple, André Gide fut « ébranlé» par la lecture de son œuvre, qu'il découvrit juste à la fin de la guerre, alors qu'il était en Afrique du nord. Henri Bosco, Pierre Prévost et François Bonjean témoignèrent de l'impact de cette lecture sur le futur prix Nobel de littérature. Ce dernier revint sur son questionnement sur l'œuvre de Guénon à la fin de sa vie : comment sa vie aurait changé s'il avait découvert Guénon alors qu'il était jeune. Certains de ses propos sur Guénon ont été rapportés. D'autres ont été écrits. Ils allaient faire durablement le tour des milieux intellectuels français.
Les théologiens catholiques avaient reproché à Guénon de prôner la fusion dans une abstraction et de se couper de la vie et de l'humain. Pour eux, ce dernier avait ramené l'être humain à n'être qu'un état transitoire voué à disparaître (ce que pouvait laisser penser L'homme et son devenir selon le Vêdânta et Les États multiples de l'être), ce qui semblait en contradiction avec le rôle central assigné à l'homme dans le message judéo-chrétien. Par exemple, le Père Russo avait reproché à Guénon sa vision pessimiste de l'histoire et qu'il n'avait rien à dire sur la « destinée humaine ». Mais il avait écrit à plusieurs reprises quelque chose de très différent, en particulier dans Le Symbolisme de la Croix : l'être humain avait, au contraire, une fonction particulière dans son monde : « l’être humain a, dans le domaine d’existence individuelle qui est le sien, un rôle que l’on peut véritablement qualifier de « central » par rapport à tous les autres êtres qui se situent pareillement dans ce domaine ». Ce point allait être particulièrement développé dans son livre La Grande Triade publié en 1946.
Alors que ses livres précédents avaient pu laisser croire que l'homme n'était qu'une manifestation illusoire vouée à disparaître, ce qui avait été critiqué par les théologiens, il montra clairement dans La Grande Triade que ce n'est pas ce qu'il avait voulu dire : l'homme est, au contraire, à la croisée de tous les mondes et de tous les états d'être. L'Homme universel, le « Fils », intègre et équilibre tous les aspects du cosmos. L'être humain n'est pas qu'un rouage de la mécanique universelle, il a pour but de s'identifier au centre du monde qui devient le moteur de son équilibre, de son harmonie,. Lorsqu'il est devenu l'« Homme universel », son action de présence maintient l'existence de ce monde : elle en révèle son unité, son sens. Enfin, Guénon déclare dans l'un de ses articles des Études traditionnelles de janvier 1939 que le stade ultime du chemin initiatique n'est pas l'union avec le « Principe », le « Soi » et qu'il y a un stade encore après : c'est ce qu'il appelle « la réalisation descendante » correspondant au terme de Bodhisattva dans le bouddhisme. Il s'agit d'un être qui a atteint l'union avec sa nature ultime mais qui a choisi de ne pas se retirer dans le nirvana et de justement revenir pour le bien de tous les êtres. Guénon déclare que cette « redescente » correspond à un « sacrifice », sans que cela ait un sens moral, mais plutôt dans le sens étymologique de « rendre sacré ». Cet être est littéralement une « victime » : il s'agit donc d'êtres exceptionnels qui sont missionnés sur Terre. Tous leurs actes ont un sens sacré « procédant directement de l'inexprimable », un caractère « avatarique » porteur d'une immense influence spirituelle : sa mission étant de montrer la « Voie » aux autres êtres. Il termine qu'il s'agit de cas extrêmement rares et ajoute « mais d'autre part, les états de l'être étant en multiplicité indéfinie, quelle raison peut-il y avoir là qui empêche d'admettre que, dans un état ou dans un autre, tout être ait la possibilité de parvenir à ce degré suprême de la hiérarchie spirituelle ? ».
David Bisson en conclut que Guénon peut être considéré, paradoxalement, comme le défenseur d'un certain « humanisme traditionnel » (paradoxalement tant Guénon a fustigé l'humanisme individualiste de la Renaissance) : mais un humanisme qui place l'homme véritable (celui qui a atteint la réalisation) au centre du monde manifesté à qui il donne sens. Loin de se fondre dans une abstraction illimitée, il ne se coupe pas du monde mais doit, au contraire, en montrer l'harmonie aux autres êtres et leur indiquer la « Voie ».

#### Mort dans la sérénité
Lorsque son fidèle ami, Adrian Paterson, qui l'avait beaucoup aidé lors de son installation au Caire, mourut dans un accident de cheval en 1940, Guénon prit en charge les frais d'inhumation et lui offrit l'hospitalité de son tombeau,. C'est, dès lors, Martin Lings, un autre Britannique converti au soufisme, qui devint son nouvel « homme de confiance ». Ce dernier nota que Guénon portait toujours une bague en or sur laquelle était gravée la syllabe sacrée Om̐ qui lui aurait été donnée par son « Guru ». À sa femme, il avait dit que c'était le nom de Dieu. Après la guerre (comme avant), Guénon eut un très grand nombre de problèmes de santé, ce qui explique probablement pourquoi il n'accompagna pas sa femme au pèlerinage à la Mecque en mai 1946. Prévoyant que les Occidentaux pourraient un jour être chassés d'Égypte et pensant surtout à ses enfants, il demanda sa naturalisation égyptienne en 1949, ce que le roi Farouk accepta.
Il passait toute sa vie à prier et à écrire dans sa maison, continuant à écrire un grand nombre d'articles et à maintenir sa volumineuse correspondance avec ses lecteurs. Il continua à soutenir plusieurs controverses, notamment avec le directeur de la revue Atlantis, Paul Le Cour (systématiquement en minuscules : « paul le cour »), sa « tête de turc, » : Paul le Cour se présentait comme l'héritier du groupe ésotérique controversé du Hiéron de Paray-le-Monial créé par Alexis de Sarachaga au XIXe siècle. Paul le Cour pensait que le Christianisme provenait de l'Atlantide et que toute tradition spirituelle venait de l'Occident. Guénon poursuivit aussi ses controverses avec la revue « antijudéomaçonnique » de Monseigneur Jouin : la Revue internationale des sociétés secrètes. Il ne sortait de chez lui que deux fois par an : une fois pour se rendre au tombeau du Sheikh Abder-Rahman Elish El-Kebir et une fois pour une partie de campagne au domicile de Martin Lings.
Guénon recevait très peu de monde, tous triés sur le volet (l'adresse était secrète). Il reçut néanmoins, par exemple, Marco Pallis, converti au bouddhisme tibétain, le fils d'Ananda Coomaraswamy, Abdel-Halim Mahmoud qui devint plus tard le directeur de l'université al-Azhar (et qui dut attendre sans succès sur une chaise des heures devant la maison de Guénon la première fois qu'il chercha à le voir). Les visiteurs furent tous impressionnés par ce personnage, habillé très simplement, d'une courtoisie et d'une pudeur « orientales » extrêmes (on parla de « courtoisie métaphysique »), parlant extrêmement peu mais écoutant très attentivement surtout « le silence ». Il semblait attacher une valeur rituelle aux actes simples de la vie quotidienne. À ce propos, lors de sa première visite en 1938, Frithjof Schuon, qui releva la distinction, l’effacement et la modestie de Guénon, fut néanmoins « frappé par trois choses » : « une propension à ne parler que de choses courantes », une « sorte d’épuisement mental » et « un grain de manie de la persécution ». D'une façon générale, l'impression qu'il avait donnée dans les milieux parisiens dans les années 1920 et qui avait fait penser aux surréalistes qu'il avait trouvé le « surréel » qu'ils cherchaient, c'est-à-dire l'impression d'un homme diaphane qui « semblait bien avoir gagné l'autre bord », s'était accentuée. Enfin, les visiteurs soulignèrent tous l'atmosphère « détendue et affectueuse » de la famille et le fait que Guénon était affectueux et généreux avec ses amis,. Sa femme ne portait pas le voile.
Fin 1950, Guénon, qui refusait toute analyse de laboratoire, fut pris d'une très grande fatigue et s'alita, n'écrivant et ne lisant plus. Le 7 janvier 1951, il se plaignit d'une espèce de spasme. Il se sentit ensuite très bien mais déclara clairement que c'était la fin. Il demanda à sa femme de garder son cabinet de travail intact et, à la grande surprise de cette dernière, il lui dit qu'ainsi il pourra continuer à la voir même s'il est invisible. Assisté par Valentine de Saint-Point, Martin Lings et sa femme, il déclara plusieurs fois dans la journée « l'âme s'en va »,. Puis, brusquement, il mourut en répétant plusieurs fois le mot « Allah »,,,.
Sa mort, à la surprise de ses fervents lecteurs qui croyaient toujours qu'il faisait l'objet d'une « conspiration du silence », suscita une « onde de choc médiatique, » : sa disparition fut annoncée dans la plupart des journaux nationaux et fit même parfois la une comme dans le journal Combat avec un article de Paul Sérant,,. Sa mort fut aussi largement rendue compte dans la presse de la communauté francophone du Caire, avec laquelle il n'avait pourtant quasiment aucun contact : une cinquantaine d'articles publiés. Une association des « amis de René Guénon » fut même créée au Caire en 1953. Cette frénésie de la communauté française du Caire s'explique, en partie, par sa peur d'être rejetée d'Égypte avec la montée du nationalisme (ce qui aura bien lieu après l'arrivée au pouvoir de Nasser) et de mettre en valeur la figure de Guénon comme un exemple d'un français fondu dans la culture musulmane et donc d’un pont entre la communauté française et les musulmans.
Après la mort de Guénon, ses fidèles poursuivent la publication de son œuvre (un peu plus d'une dizaine d'ouvrages posthumes - essentiellement des recueils d'articles et de comptes rendus - voient le jour) et se consacrent à l'exégèse des différentes traditions religieuses et initiatiques, au sein des Études traditionnelles (essentiellement, à partir de 1959 et sous l'impulsion de Michel Vâlsan, à l'étude des doctrines ésotériques de l'islam) et ailleurs. Depuis 1982, la revue trimestrielle Vers la tradition entend s’inscrire dans cette lignée ; et Muhammad Vâlsan, fils de Michel Vâlsan, a fondé en 2001 une revue intitulée Science sacrée.
Les principaux ouvrages de René Guénon ont été traduits dans toutes les langues européennes et l'influence de sa pensée n'a, depuis sa disparition, cessé de s'étendre.

## Œuvre
Guénon est présenté par Antoine Compagnon dans la préface de Guénon ou le renversement des clartés de Xavier Accart comme « le penseur de la Tradition et assurément un des intellectuels les plus influents du XXe siècle  ».
Guénon n'a pas fondé d'école car il n'a jamais voulu jouer le rôle d'un maître spirituel et avoir des disciples. Il s'est toujours présenté comme un simple transmetteur des doctrines traditionnelles, en particulier des doctrines orientales. Son œuvre cherche à présenter une vision globale de ce qu'il considère être le monde traditionnel, entièrement tourné vers le sacré.
L'œuvre de René Guénon peut être divisée en quatre grands axes :
- Les exposés de principes métaphysiques (L'Introduction Générale à l'Étude des Doctrines Hindoues, L'homme et son Devenir selon le Vêdânta, Le Symbolisme de la Croix et Les États multiples de l'être, Les Principes du Calcul infinitésimal) ;
- Les études sur le symbolisme (notamment les nombreux articles qu'il écrivit pour les « Études traditionnelles », plus tard compilés par Michel Vâlsan sous le titre Symboles Fondamentaux[41] de la Science Sacrée ; ou encore La Grande Triade) ;
- Les études relatives à l'initiation (L'Ésotérisme de Dante, Aperçus sur l'Initiation, Initiation et Réalisation spirituelle, etc.)
- La critique du monde moderne (Orient et Occident, La Crise du Monde moderne, Autorité spirituelle et Pouvoir temporel, Le Règne de la Quantité et les Signes des Temps, etc.).

## Réception de l'œuvre de René Guénon

### Continuateurs et exégètes

#### «Boussole infaillible» et «cuirasse impénétrable»
René Guénon avait écrit dans Orient et Occident, que la doctrine traditionnelle pouvait être qualifiée de « boussole infaillible » et de « cuirasse impénétrable ». Ces qualificatifs seront repris, à propos de son œuvre, par Michel Vâlsan, dans le numéro spécial des Études traditionnelles paru en novembre 1951 à l'occasion de la mort de Guénon ; dans son article intitulé « La fonction de René Guénon et le sort de l'Occident », il indiquait que, selon lui, ces qualitatifs pouvaient s'appliquer à l'œuvre de Guénon elle-même dans la mesure où celle-ci représentait fidèlement la doctrine traditionnelle.
Devenu à partir de 1960 directeur des Études traditionnelles, Michel Vâlsan contribuera à développer le thème d'une fonction providentielle de l'œuvre guénonienne, parallèlement à la publication d'articles consacrés essentiellement à l'approfondissement des doctrines du tasawwuf telles qu'elles sont présentées dans l'œuvre d'Ibn Arabî. Il invitera les chercheurs à travailler à partir de l'œuvre plutôt que sur l'œuvre.
Cette direction sera poursuivie par Charles-André Gilis qui, dans le premier chapitre de son ouvrage Introduction à l'enseignement et au mystère de René Guénon précise :
« 
L'enseignement de René Guénon est l'expression particulière, révélée à l'Occident contemporain, d'une doctrine métaphysique et initiatique qui est celle de la Vérité unique et universelle. Il est inséparable d'une fonction sacrée, d'origine supra-individuelle, que Michel Vâlsan a définie comme un « rappel suprême » des vérités détenues, de nos jours encore, par l'Orient immuable, et comme une « convocation » ultime comportant, pour le monde occidental, un avertissement et une promesse ainsi que l'annonce de son « jugement ». »
Pour Charles-André Gilis, cette façon de comprendre l'œuvre guénonienne est « généralement méconnue ou négligée dans les présentations qui en sont données », en particulier par celles de Robert Amadou ou Jean-Pierre Laurant. René Guénon avait par ailleurs écrit : « Nous n'avons point à informer le public de nos « sources » et [...] d'ailleurs celles-ci ne comportent point de « références » » (réponse à un article qui lui était consacré dans la revue Les Études de juillet 1932 et reprise dans le recueil « Comptes Rendus », p. 130), ce qui conduit certains exégètes, dont Luc Benoist, à mettre en doute l'utilisation de méthodes de critique historique appliquées à l'œuvre de René Guénon.
Jean-Pierre Laurant, dans son approche critique des écrits de René Guénon, utilisera cependant ces méthodes qui font usage des sources historiques pour expliquer l'œuvre.
De manière beaucoup moins visible à l'époque car il était peu connu, le peintre-hermétiste Louis Cattiaux, qui a correspondu avec René Guénon pendant trois ans a synthétisé le rôle de Guénon, en ces termes : « Il a véritablement préparé les voies du Seigneur en rappelant la transcendance universelle de la révélation divine, et en dénonçant sans jamais faiblir les deux perversions de la science de Dieu, c'est-à-dire l'occultisme ténébreux, et d'autre part la science profane, qui submergent le monde actuel. Il ne faut pas s'étonner dans ces conditions si son œuvre a été systématiquement passée sous silence pendant 40 ans par les profanes ainsi dénoncés comme tels. » Or, comme René Guénon, dans le no 270 des Études Traditionnelles de 1948, avait lui-même écrit de l'œuvre principale de Louis Cattiaux (Le Message Retrouvé) : « Nous ne savons ce que des "spécialistes" de l'hermétisme, si toutefois il en est encore de réellement compétents, pourront penser de ce livre, et comment ils l'apprécieront ; mais ce qui est certain, c'est qu'il est loin d'être indifférent et qu'il mérite d'être lu et étudié avec soin par tous ceux qui s'intéressent à cet aspect particulier de la tradition. », on peut affirmer que les deux auteurs ont contribué à se faire connaître mutuellement. En effet, sans ce compte-rendu de René Guénon, des hermétistes tels Emmanuel d'Hooghvorst n'auraient jamais connu ni diffusé en tant de langues les ouvrages de Louis Cattiaux, mais, en revanche, une quantité d'hermétistes, dans de nombreux pays n'auraient pas pris conscience de l'impact de René Guénon.

#### Catholiques guénoniens
Mircea Eliade pensait que la plupart des continuateurs de l'œuvre de Guénon sont des convertis à l'islam ou se livrent à l'étude de la tradition indo-tibétaine. Ils ont été moins nombreux en revanche à tenter de concilier l'étude de l'œuvre guénonienne et la pratique du christianisme, notamment en raison des réserves importantes exprimées par les milieux catholiques sur cette œuvre, déjà du vivant de Guénon (Jacques Maritain qui écrivit que « l'hyperintellectualisation ésotérique [de la Connaissance] n'est qu'un spécieux mirage [qui] mène la raison à l'absurde, l'âme à la seconde mort »), mais également après sa mort, qu'il s'agisse des catholiques « intégristes » ou progressistes.
Quelques tentatives ont été faites pourtant, à l'intérieur même de l'Église catholique, pour concilier le christianisme et la « doctrine traditionnelle » : on peut citer notamment un ouvrage intitulé Doctrine de la non-dualité (Advaita-vada) et Christianisme, publié en 1982 « avec la permission des supérieurs » par un « moine d'Occident » anonyme, qui représente une tentative de conciliation entre le Vêdânta (en reprenant les analyses de L'Homme et son devenir selon le Vêdânta, publié par Guénon en 1925) et la théologie chrétienne.
Mais l'on retiendra surtout les travaux de l'abbé Henri Stéphane qui, ayant découvert les ouvrages de Guénon semble-t-il en 1942, écrivit de nombreux textes recueillis en deux volumes publiés sous le titre très guénonien de : Aperçus sur l'ésotérisme chrétien.
Le cas de l'abbé Stéphane reste néanmoins isolé, comme le fut celui-ci, qui n'exerça officiellement aucun ministère, si ce n'est, après le Concile Vatican II, mais « de façon presque clandestine », à l'intention d'un « groupe de chrétiens soucieux de conserver la tradition latine dans l'Église [qui] avait demandé à l'abbé de dire chaque semaine une messe du rite ancien et de prononcer l'homélie ».

#### Continuateur critique: Frithjof Schuon
Le numéro spécial des Études traditionnelles dans lequel Michel Vâlsan analysait la fonction providentielle de l'œuvre de René Guénon accueillait une autre contribution, beaucoup plus nuancée dans l'éloge : celle de Frithjof Schuon. Cet article, intitulé « L'Œuvre », commençait par rappeler le caractère « universel » et surtout « traditionnel » de cette œuvre « en ce sens que les données fondamentales qu’elle transmet sont strictement conformes à l'enseignement des grandes traditions, ou de l'une d’elles quand il s'agit d'une forme particulière. » Néanmoins, il tenait à marquer ses distances avec la position défendue par Michel Vâlsan : « l'unicité » de l'œuvre guénonienne ne saurait être tenue pour « prophétique ». De plus,
« 
c'est dans l'énonciation des principes que son génie intellectuel s'exerce avec une maîtrise incontestable ; mais qu’on admette sans réserve tous les exemples et toutes les déductions que l'auteur nous propose au cours de ses nombreux écrits, cela nous paraît être une question d’opinion, voire de foi, d'autant plus que la connaissance des faits dépend de contingences qui ne sauraient intervenir dans la connaissance principielle. »
De fait, Frithjof Schuon relèvera dans l'œuvre de René Guénon plusieurs points qui lui semblent critiquables :
- Sur le christianisme. Schuon réfute l’idée de « l’obscurité presque impénétrable qui entoure tout ce qui se rapporte aux origines et aux premiers temps du Christianisme »[DH 1] ; également la conviction que le christianisme, avant d’être « devenu exotérique » était « essentiellement ésotérique et initiatique »[DH 2] ; ainsi que l'allégation que les sacrements (baptême, confirmation, communion) aient perdu leur caractère initiatique[DH 3],[54].

- Sur l’Orient et l’Occident. Schuon s’étonne « de la désinvolture avec laquelle Guénon traite des peuples entiers : [...] les Grecs [...], les Allemands [...], les Russes [...], les Japonais. »[DH 4] A l’affirmation que « l’esprit moderne a pris naissance surtout dans les pays germaniques et anglo-saxons », Schuon répond : « Et la Renaissance, le cartésianisme, les encyclopédistes, la Révolution française ? Est-ce que tout cela n’a pas créé le monde moderne, et est-ce que cela n’a pas contribué puissamment à empoisonner les pays germaniques ? »[DH 5] Pour Schuon, « un des points les plus faibles de l’œuvre guénonienne est sans conteste possible la sous-estimation de l’homme occidental – non du monde moderne, car sous ce rapport Guénon a mille fois raison, – et corrélativement, la surestimation de l’homme oriental et de l’état actuel des civilisations traditionnelles[DH 6]. »

- Sur l’homme. Schuon déplore chez Guénon le manque du « sens de l’humain concret, et aussi du sens de Dieu sous le rapport de la manifestation personnelle[DH 7] » ; « [...] il faut savoir ce qu’est l’homme [...], il ne suffit pas de connaître les principes [...], le sens de la métaphysique exige impérieusement le sens de l’humain[DH 6] ».

- Sur la vertu et la beauté. Selon Schuon, « Guénon entendait n’être ni moraliste ni esthète ; [...] je ne conçois pas de sagesse métaphysique ni de science opérative en dehors de ces deux qualités. Il va sans dire qu’il s’agit alors de morale intrinsèque, non sociale seulement, et d’esthétique intégrale, non profane seulement ; bref, on ne peut être impunément métaphysicien sans être en même temps moraliste et esthète au sens profond de ces termes, ce que prouvent d’ailleurs toutes les civilisations traditionnelles, dont le climat est fait de vertu et de beauté[55]. »

«  Quoi qu’il en soit, en constatant de telles failles, dira Schuon, il importe de ne jamais perdre de vue ces deux choses : la valeur irremplaçable de ce qui constitue l’essence de l’œuvre guénonienne, et la substance gnostique ou pneumatique de l’auteur. Le pneumatique est en quelque sorte l’« incarnation » d’un archétype spirituel, ce qui signifie qu’il naît avec un état de connaissance qui, pour d’autres, serait précisément le but et non le point de départ. »

### Universitaires
À plusieurs reprises dans ses ouvrages, René Guénon a raillé les prétentions de l'Occident moderne à posséder un ensemble de sciences qui le mettrait à l'avant-garde de la connaissance du monde : ces sciences « profanes », affirme l'auteur de La Crise du monde moderne, ne sont que les « résidus » des sciences sacrées dont le sens s'est perdu, résidus incapables de faire accéder celui qui les étudie à quelque certitude que ce soit concernant le monde qui l'entoure. La totalité du savoir enseigné dans les universités, depuis la philosophie jusqu'à la sociologie, en passant par l'histoire, la géographie, l'ethnologie ou encore la psychologie est ainsi disqualifiée au profit des « savoirs traditionnels », seuls aptes à transmettre la connaissance véritable.
Ces critiques radicales n'empêcheront pas les universitaires de s'occuper de l'œuvre et de la démarche de Guénon, de manière plus ou moins critique.

#### Umberto Eco
Selon le philosophe Umberto Eco, Guénon est un des principaux représentants de la pensée hermétique contemporaine, dont il critique la méthode argumentative fondée sur l'analogie et la ressemblance plutôt que sur le discernement de la rationalité occidentale (avec les principes de non-contradiction et de tiers exclu). Il explique son propos dans Les Limites de l'interprétation : « Presque toutes les caractéristiques de la pensée hermétique sont réunies dans les procédés d'argumentation d'un de ses épigones contemporains : René Guénon ».
Eco appuie son propos par une étude critique de Le Roi du monde, un ouvrage de Guénon qu'il étudie selon l'approche de la sémiotique et dans lequel il relève en particulier l'usage très fréquent, et selon lui abusif, d'affirmations sans sources, de « on dit », d'étymologies présumées souvent fondées sur de simples proximités phonétiques et d'analogies vagues qui forment finalement un discours visant davantage à conforter le lecteur dans ses convictions qu'à démontrer rationnellement ses affirmations :
« 
En somme, Guénon suggère un système, mais un système qui n'autorise aucune exclusion [...] à travers un entrelacs d'associations, certaines fondées sur la similitude phonétique, d'autres sur une étymologie présumée, en un relais incessant entre synonymies, homonymies et polysémies, en un continuel glissement de sens où toute nouvelle association délaisse ce qui l'a provoquée pour pointer vers de nouveaux rivages, et où la pensée coupe en permanence les ponts derrière elle. »
Par ailleurs, selon Eco, René Guénon fait preuve d'« un mépris souverain pour tout critère historique et philologique ».
Ces analyses d'Umberto Eco ont été contestées par l'auteur guénonien Patrick Geay qui, dans sa thèse de doctorat publiée sous le titre de Hermès trahi (1996), reproche au sémioticien italien d'avoir « manqué de rigueur dans sa démarche et de prudence dans ses conclusions ».

#### Mircea Eliade
En revanche, l'historien des religions Mircea Eliade s'est montré plutôt réceptif aux thèses guénoniennes, considérant « que cette doctrine est considérablement plus rigoureuse et valable que celle des occultistes et hermétiques des XIXe siècle et XXe siècle. » Il remarque par ailleurs l'antithèse radicale et paradoxale à laquelle l'historien des religions est confronté, entre, d'un côté :
« une explosion d'occultisme, sorte de religion « pop » caractéristique surtout de la contre-culture de la jeunesse américaine, qui proclame le grand renouveau consécutif à l'âge du Verseau » et de l'autre : « la découverte et [l']acceptation de l'ésotérisme traditionnel, tel que l'a reformulé René Guénon par exemple, un ésotérisme qui rejette l'espoir optimiste d'un renouveau cosmique et historique sans la préalable désagrégation catastrophique du monde moderne ».
Cette dernière tendance étant encore modeste mais « progressivement croissante ».
Il est à noter que Mircea Eliade a été en contact avec Guénon, à qui il envoya un exemplaire de son ouvrage Techniques du yoga. Guénon écrivit à cette occasion qu'Eliade était « en réalité beaucoup plus près des idées traditionnelles que ses écrits n'en donnent parfois l'impression », mais que son « grand défaut » était « de ne pas oser se mettre trop nettement en opposition avec les idées officiellement admises ».

### Artistes et écrivains
L'œuvre atypique de René Guénon, développement polysémique d'une pensée critique du monde moderne, a marqué plusieurs artistes et écrivains, qu'ils aient été en guerre contre leur époque et les valeurs de l'Occident, ou bien attirés par une exposition de la spiritualité distincte de la morale chrétienne en même temps qu'opposée à toutes les formes d'occultisme en vogue au début du XXe siècle : on ne s'étonnera pas d'y retrouver plusieurs auteurs qui ont participé, ou ont été des « compagnons de route », du mouvement surréaliste.

#### Albert Gleizes
René Guénon fréquenta dans les années 1920 le salon parisien qu'Albert Gleizes tenait avec sa femme, et suivit avec sympathie les tentatives du peintre cubiste de retrouver la « tradition dans le métier » et commenta avec bienveillance les essais théoriques de ce dernier, qui tentaient de concilier les approches artistiques de l'avant-garde avec l'art sacré en se libérant des contraintes perspectivistes et mimétiques héritées de la Renaissance.
Il se montra toutefois plus réservé dans sa correspondance privée, estimant que les travaux de Gleizes, s'ils étaient plein de bonnes idées, restaient désordonnés. Il semble en effet que Gleizes, au moment où il rencontre Guénon, a déjà achevé sa formation intellectuelle (il a quarante-six ans en 1927) et que si ses théories concernant l'art et l'artisanat rejoignent souvent celles défendues par René Guénon, il n'en reste pas moins que cet accord s'est fait en suivant « des voies radicalement différentes », bien que, dans une certaine mesure, parallèles.

#### André Breton
André Breton a manifesté à plusieurs reprises l'intérêt que lui inspirait l'œuvre de René Guénon, en particulier Les États multiples de l'être, dont un long passage est cité à la fin du texte Du Surréalisme en ses œuvres vives, daté de 1953. La même année, dans un article intitulé « René Guénon jugé par le surréalisme », l'auteur d'Arcane 17 précisait la position du mouvement à l'égard de l'auteur de La Crise du monde moderne :
« 
Sollicitant toujours l'esprit, jamais le cœur, René Guénon emporte notre très grande déférence et rien d'autre.
Le surréalisme, tout en s'associant à ce qu'il y a d'essentiel dans sa critique du monde moderne, en faisant fond comme lui sur l'intuition supra-rationnelle (retrouvée par d'autres voies), voire en subissant fortement l'attrait de cette pensée dite traditionnelle que, de main de maître, il a débarrassée de ses parasites, s'écarte autant du réactionnaire qu'il fut sur le plan social que de l'aveugle contempteur de Freud, par exemple, qu'il se montra. Il n'en honore pas moins le grand aventurier solitaire qui repoussa la foi par la connaissance, opposa la délivrance au SALUT et dégagea la métaphysique des ruines de la religion qui la recouvraient. »
En revanche, dans les quelques occasions où il s'exprima sur le sujet, Guénon devait fermement condamner l'entreprise surréaliste fondée sur une forme d'intuition qui, faisant largement appel aux théories alors récentes de la psychanalyse, ne pouvait que s'appuyer sur « le domaine psychique inférieur », c'est-à-dire sur « ce qu'il y a de plus éloigné de toute spiritualité. »
Aussi Guénon jugea-t-il que les surréalistes étaient parties prenantes du plan général de subversion de l'authentique spiritualité traditionnelle, autrement dit qu'ils étaient « des agents d'exécution du plan luciférien. » Même si, à ses yeux, ils constituaient avant tout un « petit groupe de jeunes gens qui s'amusent à des facéties d'un goût douteux ».

#### Antonin Artaud
Guénon se montra toutefois plus réceptif aux thèses exposées par Antonin Artaud sur le théâtre oriental et sur la distance qui le sépare du théâtre occidental. Rendant compte d'un article publié dans la NRF sous le titre « La mise en scène et la métaphysique », dans lequel il était d'ailleurs cité Guénon, bien que déplorant que les propos d'Artaud soient parfois confus, y voit « en quelque sorte comme une illustration de ce [que lui-même disait] sur la dégénérescence qui a fait du théâtre occidental quelque chose de purement « profane », tandis que le théâtre oriental a toujours conservé sa valeur spirituelle. »
S'il faisait « grand cas des ouvrages de René Guénon », « Orient et Occident et Les États multiples de l'être [ayant] plus particulièrement attiré son attention », il est difficile de savoir précisément quel impact a eu cette œuvre dans le cheminement d'Antonin Artaud, qui expliquera quelques années plus tard avoir voulu « fuir la civilisation européenne, issue de sept à huit siècles de culture bourgeoise » afin de se rendre au Mexique, « le seul endroit de la terre qui nous propose une vie occulte, et la propose à la surface de la vie ».

#### René Daumal
Le poète René Daumal, que sa quête spirituelle amena à apprendre le sanskrit et à traduire des textes sacrés hindous, ne pouvait passer à côté de l'œuvre de René Guénon : non seulement ils partagent un même intérêt pour la métaphysique orientale, mais on trouve dans les essais de Daumal un vocabulaire proche de celui utilisé par Guénon (l'adjectif « traditionnel » est ainsi utilisé dans un sens proche, sinon identique, par l'un et l'autre). On s'étonne même de ne pas trouver chez le premier des références plus nombreuses aux travaux du second.
Le poète du Grand Jeu écrivit tout de même un article en forme d'hommage en 1928 (« Encore sur les livres de René Guénon »), dans lequel sont précisés les points de convergence et les limites de son adhésion. Après avoir constaté que « les mains occidentales changent l'or en plomb », et qu'entre ces mains la métaphysique hindoue « s'émiette [...] en curiosités de mythologie et d'exotisme, en recherches bien consolantes de paradis précis, en conseils salutaires que ne désavouerait pas un clergyman... », Daumal loue en Guénon celui qui « ne trahit jamais la pensée hindoue au profit de besoins particuliers de la philosophie occidentale » : « S'il parle du Véda, il pense le Véda, il est le Véda ».
Cette justice rendue à la « pensée hindoue » a toutefois selon Daumal comme corollaire l'incompréhension de la philosophie occidentale : « Ce qu'il y a de plus profond dans des penseurs d'Europe comme Spinoza, Hegel ou les post-kantiens allemands, lui échappe tout à fait »
Cette incompréhension, néanmoins, est dans le fond de peu d'importance, Daumal avouant préférer voir Guénon « garder cette dure loi, palpable dans le ton de ses phrases, qui le défend de tout compromis ». Là où en revanche l'auteur du Mont Analogue se détache du métaphysicien, c'est dans le refus de ce dernier de se mêler aux luttes de son époque contre l'ordre établi et dans son choix de se placer exclusivement sur le plan des principes doctrinaux :
« René Guénon, je ne sais rien de votre vie proprement humaine ; je sais seulement que vous espérez peu convaincre des multitudes. Mais je crains que le bonheur de penser ne vous détourne de cette loi - historique au sens le plus large - qui pousse nécessairement ce qu'il y a d'homme en nous vers la révolte ; révolte que nous considérons non comme une tâche que nous sommes chargés d'exécuter, mais comme une œuvre que nous laissons s'accomplir par le moyen des enveloppes humaines qu'abusivement nous nommons « nôtres ». »

#### Raymond Queneau
Raymond Queneau fut un lecteur attentif et assidu de l'œuvre de René Guénon, qu'il découvre avec étonnement dès la parution de l'Introduction générale à l'étude des doctrines hindoues, en 1921. À partir de cette date et jusqu'à la fin des années 1920, Queneau se procure les ouvrages de Guénon dès leur parution, et n'omet pas de lire les articles publiés dans la revue Le Voile d'Isis, se disant qu'il devrait chercher à faire la connaissance de leur auteur, et échangera même une brève correspondance avec lui en 1936.
Cette influence de la pensée « traditionnelle », telle que l'expose Guénon, sur l'œuvre de Raymond Queneau, est nettement perceptible dans un curieux essai inachevé écrit vers 1936-1937, et qui ne sera publié qu'à titre posthume en 1993 : Le Traité des vertus démocratiques, dans lequel est proposé « un autre monde, une autre civilisation », dont la fin dernière est « la Paix sur terre - et ailleurs - pour tous les Hommes de bonne Volonté et tout homme sera de bonne volonté. » Cette société, qui aurait pris acte de la « trahison » de la social-démocratie, qui se défierait du fascisme comme du communisme, sans pour autant verser dans l'anarchisme, devra aller voir du côté de l'Orient ou de l'Occident médiéval, dont il décrit ainsi la « démocratie » : « égalité de tous les hommes devant Dieu, liberté de la Grâce ; fraternité : société fondée sur l'amour. Discipline, hiérarchie, rigueur ».
L'évolution personnelle et intellectuelle de Raymond Queneau lui fera abandonner ce projet de traité, qui restera à l'état de brouillon, et il relativise également la portée de l'œuvre de Guénon, continuant toutefois à s'intéresser aux conceptions mathématiques de l'auteur des Principes du calcul infinitésimal.
Queneau retournera à la lecture des ouvrages de Guénon à partir de 1969 et ce jusqu'à la fin de sa vie, reprenant dans Morale Élémentaire (1975) des développements issus de L'Homme et son devenir selon le Vêdânta. Il aurait vers cette époque confié à son fils Jean-Marie : « J'ai trop lu René Guénon. »

#### Paul Ackerman
Le peintre Paul Ackerman relie sa suite de tableaux classée sous le thème de l'Agartha (1966-1970), évocation de l'invisible monde souterrain, à sa lecture du livre Le Roi du Monde de René Guénon.

### Autres

#### Charles III
Alors qu'il était prince de Galles, Charles enregistra une vidéo qui fut projetée à l'ouverture de la conférence organisée en 2006 par la revue canadienne Sacred Web - A Journal of Tradition and Modernity ; cette conférence avait pour objets la tradition et la modernité. Dans son enregistrement, Charles souligne qu'aussi bien la Temenos Academy (qu'il parraine) que Sacred Web, s'appliquent à faire connaître le rôle de la tradition dans le monde actuel, conjointement à une « critique des fausses prémisses de la modernité ― critique exposée dans l'un des textes fondateurs des traditionalistes, Le règne de la quantité, de René Guénon ».

#### Steve Bannon
Steve Bannon, ancien directeur du site d'information d'extrême droite américain Breitbart News, ancien conseiller de Donald Trump et directeur de sa campagne 2016, évoque Guénon dans sa réflexion sur le déclin de l'Occident : c'est ce qu'il a confié à Joshua Green qui le rapporte dans son livre Devil’s Bargain, publié en juillet 2017.

## Publications

### Ouvrages de René Guénon
- René Guénon, Introduction générale à l'étude des doctrines hindoues, Paris, Marcel Rivière, 1921, 326 p. (ISBN 978-2-85707-883-8)Édition définitive remaniée par Guénon publiée en 1952 (Éditions Véga)[HR 1]: en particulier, suppression du chap.  II de la quatrième partie (L'influence allemande) et refonte complète du chap.  IV de la troisième partie (À propos du Bouddhisme), depuis nombreuses rééditions[HR 1]. Les numéros de pages renvoient à l'édition de 1997.
- René Guénon, Le Théosophisme, histoire d'une pseudo-religion, Paris, Nouvelle Librairie Nationale (dirigée par Jacques Maritain en 1921[LE 48]), 1921, 314 p. (ISBN 978-1-5281-6213-5)Édition définitive avec notes additionnelles de Guénon publiée en 1928 (Librairie Valois appartenant à Georges Valois)[HR 2], depuis nombreuses rééditions[HR 2].
- René Guénon, L'Erreur spirite, Paris, Marcel Rivière, 1923, 406 p. (ISBN 2-7138-0059-5)Nombreuses rééditions, dont Éditions Traditionnelles
- René Guénon, Orient et Occident, Paris, Payot, 1924, 232 p. (ISBN 2-85829-449-6)Édition définitive remaniée par Guénon publiée en 1948 (Éditions Véga)[HR 3]: en particulier refonte de certains passages du chap.  IV de la première partie (Terreurs chimériques et dangers réels) et ajout d'un addendum[HR 3], depuis nombreuses rééditions, dont Guy Trédaniel/Éditions de la Maisnie, Paris. Les numéros de pages renvoient à l'édition de 1993.
- René Guénon, L’Ésotérisme de Dante, Ch. Bosse Libraire, Paris, 1925, 96 p. (ISBN 978-2-07-017763-9)Édition définitive avec ajout d'un titre à chaque paragraphe et certains paragraphes remaniés publiée en 1949  aux Éditions Traditionnelles[HR 4], depuis  nombreuses rééditions.
- René Guénon, L'Homme et son devenir selon le Vêdânta, Paris, Bossard, 1925, 214 p. (ISBN 2-7138-0065-X)Édition définitive remaniée par Guénon publiée en 1947 aux Éditions Traditionnelles: suppression des chapitres XI (La constitution de l'être humain selon les Bouddhistes) et XXV (La Délivrance selon les    Jainas)[HR 4]. Depuis nombreuses rééditions, dont Éditions Traditionnelles. Les numéros de pages renvoient à l'édition de 1991.
- René Guénon, Le Roi du monde, Paris, Ch. Bosse, 1927, 104 p. (ISBN 2-07-023008-2)Édition définitive remaniée par Guénon publiée en 1950 aux Éditions Traditionnelles: ajout d'un titre à chaque chapitre, certains paragraphes ont été modifiés[HR 5]. Depuis nombreuses rééditions, dont Gallimard. Les numéros de pages renvoient à l'édition de 1993.

- René Guénon, La Crise du monde moderne, Paris, Bossard, 1927, 201 p. (ISBN 2-07-023005-8)Édition définitive remaniée par Guénon publiée en 1946 aux Éditions Gallimard: quelques paragraphes ont été remaniés[HR 5]. Depuis nombreuses rééditions, dont Gallimard. Les numéros de pages renvoient à l'édition de 1973.
- Saint Bernard, Publiroc, 1929réédition Éditions Traditionnelles. Sans ISBN
- René Guénon, Autorité spirituelle et pouvoir temporel, Paris, Vrin, 1929, 118 p. (ISBN 2-85707-142-6)Édition définitive remaniée par Guénon publiée en 1947  Éditions Véga): ajout d'un titre à chaque chapitre, paragraphes modifiés, notamment pour le chapitre VI[HR 5]. Depuis nombreuses rééditions, dont (1952) Guy Trédaniel/Éditions de la Maisnie. Les numéros de pages renvoient à l'édition de 1984.
- René Guénon, Le Symbolisme de la Croix, Paris, L'Anneau d'or (Véga), 1931, 225 p. (ISBN 2-85707-146-9)multiples rééditions dont Guy Trédaniel/Éditions de la Maisnie, Paris.
- René Guénon, Les États multiples de l'être, Paris, L'Anneau d'or (Véga), 1932, 140 p. (ISBN 2-85707-143-4)multiples rééditions dont Guy Trédaniel/Éditions de la Maisnie, Paris.
- René Guénon, La Métaphysique orientale, Paris, Éditions traditionnelles, 1939, 30 p. (ISBN 978-2-7138-0056-6)Deuxième édition (identique à la première): Éditions traditionnelles, 1945. Depuis multiples rééditions, il s'agit de la transcription d'une conférence donnée à la Sorbonne le 17 décembre 1925. Les numéros de pages renvoient à l'édition de 1997.
- René Guénon, Le Règne de la Quantité et les Signes des Temps, Paris, Gallimard, 1945, 304 p. (ISBN 978-2-07-014941-4)Multiples rééditions.
- René Guénon, Les Principes du calcul infinitésimal, Paris, Gallimard, 1946, 192 p. (ISBN 978-2-07-019692-0)Multiples rééditions.
- René Guénon, Aperçus sur l'Initiation, Paris, Éditions Traditionnelles, 1946, 303 p. (ISBN 2-7138-0064-1)multiples rééditions. Les numéros de pages renvoient à l'édition de 1996 (Éditions traditionnelles).
- René Guénon, La Grande Triade, Paris, Gallimard, 1946, 214 p. (ISBN 978-2-07-023007-5)multiples rééditions. Les numéros de pages renvoient à l'édition de 1957 (Gallimard).René Guénon, L'intégrale tome 2 : Œuvres anthumes (1945-1946) ; Publications posthumes (1952-1962), Barcelone, Éditions Hades, 2020, 1000 p. (ISBN 9791092128970)

### Recueils posthumes d'articles de René Guénon
- René Guénon, Initiation et Réalisation spirituelle, Paris, Éditions Traditionnelles, 1952, 254 p. (ISBN 978-1-911417-83-5)Première édition 1952[HR 6], depuis multiples rééditions.
- Aperçus sur l'ésotérisme chrétien, Éditions Traditionnelles (1954). ISBN (?).
- René Guénon, Symboles de la Science sacrée, Paris, Gallimard, 1962, 437 p. (ISBN 2-07-029752-7)Première édition 1964[HR 6], depuis multiples rééditions.
- René Guénon, Études sur la Franc-maçonnerie et le Compagnonnage, Tome 1, Paris, Éditions Traditionnelles, 1964, 314 p. (ISBN 2-7138-0066-8)Première édition 1964[HR 6], depuis multiples rééditions.
- René Guénon, Études sur la Franc-maçonnerie et le Compagnonnage, Tome 2, Paris, Éditions Traditionnelles, 1964, 320 p. (ISBN 978-2-7138-0067-2)Première édition 1964[HR 6], depuis multiples rééditions.
- Études sur la Franc-maçonnerie et le Compagnonnage, Tome 2 (1965) Éditions Traditionnelles, Paris.  (ISBN 2-7138-0067-6).
- René Guénon, Études sur l'Hindouisme, Paris, Éditions Traditionnelles, 1989, 288 p. (ISBN 978-2-7413-8020-7)Première édition 1968[HR 6], depuis multiples rééditions. Les numéros de pages renvoient à l'édition de 1989 (Éditions traditionnelles).
- René Guénon, Aperçus sur l'ésotérisme islamique et le taoïsme, Paris, Gallimard, 1973, 160 p. (ISBN 2-07-028547-2)Première édition 1973, depuis multiples rééditions.
- Formes traditionnelles et cycles cosmiques, Gallimard, Paris (1970).  (ISBN 2-07-027053-X).
- Mélanges, Gallimard, Paris (1976).  (ISBN 2-07-072062-4).
- Comptes rendus, Éditions traditionnelles (1986).  (ISBN 2-7138-0061-7).
- Écrits pour REGNABIT, Archè Edizioni (1999).  (ISBN 887252-216-1).
- Psychologie, Archè Edizioni (2001).  (ISBN 8872522315).
- Articles et Comptes Rendus, Tome 1, Éditions Traditionnelles (2002). (ISBN 2-7138-0183-4).
- Recueil, Rose-Cross Books, Toronto (2013). (ISBN 978-0-9865872-1-4).

### Liste de revues ayant publié des articles de René Guénon de son vivant
- En langue française : L’initiation (1909). L’Acacia (1909). La Gnose (1909-1912) rééditée en fac-simile en 2010 par les éditions de l'homme libre. La France Chrétienne (1909), devenant La France chrétienne antimaçonnique (1910) puis La France antimaçonnique (1911-1914). Le Symbolisme (1913). Bulletin municipal de Saint-Germain-en-Laye (1917). La Revue philosophique (1919-1920). Revue de philosophie (1921-1924). Revue bleue (1924-1926). Les Nouvelles Littéraires (1924). Le Radeau (1925). Les Cahiers du mois (1925). Europe (1925). Voile d’Isis (1925-1936) devenant Études Traditionnelles (1936-1951). Regnabit (1925-1927) Bulletin paroissial de Saint-François-Xavier (1925). Les Cahiers du mois (1926). Vers l’Unité (1926-1929). Vient de paraître (1927-1929). Vers l’Unité (1927). La Revue Hebdomadaire (1927). Le Monde nouveau (1930). Bulletin des Polaires (1931). Cahiers du Sud (1935-1945). La Revue de la Table Ronde (1946-1950).
- Revues italiennes : Atanor. Rivista di studi iniziatici (1924). Ignis (1925). Krur (1929). Diorama filosofico (1934).
- En langue anglaise : Speculative Mason (1935-1944). The Visva-Bharati Quarterly (1936-1938). The Journal of the Indian Society of Oriental Art (1937-1941).
- En langue arabe : Al-Maarifah (1931).

### Correspondance de René Guénon
- La corrispondenza fra Alain Daniélou e René Guénon, 1947-1950 (éd. Alessandro Grossato), Florence, Leo Olschki, 2002.
- Paris-Le Caire, Correspondance entre Louis Cattiaux et René Guénon, Introduction de Clément Rosereau, éditions du Miroir d'Isis, Ways (Belgique) février 2012. 134 p.  (ISBN 978-2-917485-02-6).
- Fragments doctrinaux, éléments de doctrine extraits de 600 lettres de Guénon avec 30 correspondants au cours de sa vie, éditions Rose-Cross Books, Toronto (novembre 2013). (ISBN 978-0-9865872-2-1).

### Ouvrages collectifs au sujet de René Guénon et de la doctrine traditionnelle
- René Alleau, Colloque dirigé par René Alleau et Marina Scriabine: René Guénon et l'actualité de la pensée traditionnelle : Actes du colloque international de Cerisy-la-Salle: 13-20 Juillet 1973, Milan, Archè, 1980, 333 p. (ISBN 88-7252-111-4)
- Philippe Faure, Recueil d'articles sous la direction de Philippe Faure: René Guénon : L'appel de la sagesse primordiale, Paris, Cerf-Patrimoines, 2016, 523 p. (ISBN 978-2-204-10999-4 et 2-204-10999-1)
- Études Traditionnelles n. 293-295 : Numéro spécial consacré à René Guénon. Sans ISSN.
- Science sacrée, Numéro Spécial René Guénon : R. G. de la Saulaye, juin 2003.  (ISBN 2915059020).
- La Lettre G - Revue maçonnique en langue française et italienne. Sans ISSN.
- Pierre-Marie Sigaud, Recueil d'articles sous la direction de Pierre-Marie Sigaud : René Guénon : Dossier H René Guénon, Lausanne, L'Âge d'Homme, 1997, 320 p. (ISBN 2-8251-3044-3)
- Sigaud, Pierre-Marie (éd.) : Dossier H René Guénon, L'Âge d'Homme, Lausanne.  (ISBN 2-8251-3044-3).
- (Collectif), René Guénon. Colloque du Centenaire Domus Medica, Le Cercle de lumière, 1996, 293 p.,  (ISBN 2-909972-00-3).
- Jean-Pierre Laurant, « Cahiers de l'Herne » : René Guénon : sous la direction de Jean-Pierre Laurant avec la collaboration de Paul Barba-Negra (ed.), Paris, Éditions de l'Herne, 1985, 457 p. (ISBN 978-2-85197-055-8)
- (Collectif), Quelle humanité ? demain…, Vers la Tradition, Châlons-sur-Marne (France). Sans ISSN.
- (Collectif), Il y a cinquante ans, René Guénon…, Éditions Traditionnelles, Paris.  (ISBN 2-7138-0180-X). (Notes.)
- (Collectif), Que vous a apporté René Guénon ?, Dualpha, Paris, 2002.  (ISBN 2-912476-61-5)  — comprend les contributions de Luc-Olivier d’Algange, Philippe Barthelet, Christian Bouchet, André Coyné, Yves Daoudal, Bruno Favrit, Pascal Gambirasio d'Asseux, David Gattegno, Michel Gaudart de Soulages, Georges Gondinet, Arnaud Guyot-Jeannin, Thierry Jolif, Christophe Levalois, Jean-Paul Lippi, Frédéric Luz, Michel Michel, Jean Parvulesco, Patrick Rivière, « Luc Saint-Étienne » et Alain Santacreu.
- Narthex n° trimestriel 21-22-23 de mars-août 1978 (et semble-t-il dernier), Numéro spécial René Guénon constitué de deux contributions de Jean Hani et de Bernard Dubant (cette revue tirée à seulement 600 exemplaires est introuvable et ne peut être consultée qu'à la BN).

### Autres ouvrages au sujet de René Guénon
- Abd Ar-Razzâq Yahyâ (Ch.-A. Gilis) : Tawhîd et Ikhlâs, Aspects ésotériques, Le Turban noir, 2006, Paris.
- Allard l'Olivier André, René Guénon, Éditions Synthèses, Bruxelles, 1951, sans ISBN
- Xavier Accart, L'Ermite de Duqqi, Paris, Archè EDIDIT, 2001, 328 p. (ISBN 978-88-7252-227-1)
- Xavier Accart, René Guénon ou le renversement des clartés : Influence d'un métaphysicien sur la vie littéraire et intellectuelle française (1920-1970), Paris, Archè EDIDIT, 2005, 1222 p. (ISBN 978-2-912770-03-5)Préface d'Antoine Compagnon
- Barazzetti, Enrico : L'espace symbolique. Développements du symbolisme mathématique des états multiples de l'être, Archè, Milano, 1997.
- Batache, Eddy : Surréalisme et Tradition, Éditions traditionnelles. Sans ISBN.
- David Bisson, René Guénon, une politique de l'esprit, Paris, Pierre-Guillaume de Roux, 2013, 528 p. (ISBN 978-2-36371-058-1)
- Paul Chacornac, La Vie simple de René Guénon : Illustrations de Pierre Chaux, Paris, Les Éditions Traditionnelles, 2000, 130 p. (ISBN 2-7138-0028-5)
- François Chenique, Souvenirs métaphysiques d'Orient et d'Occident : Entretiens avec Christian Rangdreul, Paris, Éditions L'Harmattan, 2009, 236 p. (ISBN 978-2-296-08564-0, lire en ligne)
- François Chenique, Sagesse chrétienne et mystique orientale : Préface de Jean Borella et postface de Jean-Pierre Schnetzler, Paris, Dervy, 1997, 654 p. (ISBN 978-2-85076-812-5)
- David Gattegno, Guénon : qui suis-je ?, Puiseaux (France), Pardès, 2001, 128 p. (ISBN 2-86714-238-5)
- Geay, Patrick : Hermès Trahi : Impostures philosophiques et néo-spiritualisme d'après l'œuvre de René Guénon Dervy.  (ISBN 2-85076-816-2).
- Geay, Patrick : Mystères et significations du Temple maçonnique, Dervy, Paris, 2000.  (ISBN 2-84454-056-2). (Notes.)
- Charles-André Gilis, Introduction à l'enseignement et au mystère de René Guénon, Paris, Les Éditions de l'Œuvre, 1999, 144 p. (ISBN 2-904011-03-X)
- Gilis, Charles-André : Les Sept Étendards du Califat, Éditions traditionnelles.  (ISBN 2-7138-0141-9).
- Gilis, Charles-André : René Guénon et l'avènement du troisième Sceau. Éditions Traditionnelles, Paris.  (ISBN 2-7138-0133-8).
- Grison, Pierre et Jean-Louis, Deux aspects de l’œuvre de René Guénon. France Asie, Saïgon, 1953.
- Grossato, Alessandro : Psychologie (attribué à René Guénon), Archè.  (ISBN 88-7252-231-5). (Notes.)
- Hapel, Bruno : René Guénon et l'Archéomètre, Guy Trédaniel, Paris.  (ISBN 2-85707-842-0).
- Hapel, Bruno : René Guénon et l'esprit de l'Inde, Guy Trédaniel, Paris.  (ISBN 2-85707-990-7).
- Bruno Hapel, René Guénon et le Roi du Monde, Paris, Guy Trédaniel, 2001, 258 p. (ISBN 2-84445-244-2)
- Jean-François Houberdon, La doctrine islamique des états multiples de l'être : dans les haltes spirituelles de l'émir 'Abd al-Qâdir, Paris, Editions Albouraq, 2017, 291 p. (ISBN 979-10-225-0153-8)
- Marie-France James, Ésotérisme et christianisme : autour de René Guénon, Paris, Nouvelles Éditions Latines, 1981, 476 p. (ISBN 2-7233-0146-X)
- Jean-Pierre Laurant, Le sens caché dans l'œuvre de René Guénon, Lausanne, Suisse, L'âge d'Homme, 1975, 282 p. (ISBN 2-8251-3102-4)
- Jean-Pierre Laurant, L'Ésotérisme, Paris, Les Éditions du Cerf, 1993, 128 p. (ISBN 2-7621-1534-5)
- Jean-Pierre Laurant, René Guénon, les enjeux d'une lecture, Paris, Dervy, 2006, 400 p. (ISBN 2-84454-423-1)
- Elie Lemoine, Theologia sine metaphysica nihil, Paris, Éditions Traditionnelles, 2000, 317 p. (ISBN 978-2-7138-0136-5)
- Abdel-Halim Mahmoud, René Guénon, Un soufi d'Occident, Paris, AlBouraq, 2007, 182 p. (ISBN 978-2-84161-339-7 et 2-84161-339-9)
- Maxence, Jean-Luc : René Guénon, le Philosophe invisible, Presses de la Renaissance, Paris.  (ISBN 2-85616-812-4). (Notes.)
- Mercier, Raymond : Clartés Métaphysiques, Éditions Traditionnelles, Paris. Sans ISBN.
- Lucien Méroz, René Guénon ou la sagesse initiatique, Paris, Plon, 1962, 249 p. (ASIN B00745ODFW)
- Montaigu, Henry : René Guénon ou la mise en demeure. La Place Royale, Gaillac (France).  (ISBN 2-906043-00-1).
- Nutrizio, Pietro (e altri) : René Guénon e l'Occidente, Luni Editrice, Milano/Trento, 1999.
- Prévost, Pierre : Georges Bataille et René Guénon, Jean Michel Place, Paris.  (ISBN 2-85893-156-9).
- Reyor, Jean : Études et recherches traditionnelles, Éditions Traditionnelles, Paris.  (ISBN 2-7138-0134-6).
- Reyor, Jean : Quelques souvenirs sur René Guénon et les Études traditionnelles, « Dossier confidentiel inédit ».
- Reyor, Jean : Sur la route des Maîtres maçons, Éditions Traditionnelles, Paris. Sans ISBN.
- Slimane Rezki, René Guénon,  1. L'homme, le sens de la Vérité, Paris, Albouraq, 2016, 112 p. (ISBN 979-10-225-0144-6)
- Patrick Ringgenberg, Diversité et unité des religions chez René Guénon et Frithjof Schuon, Paris, Ed. L'Harmattan, 2010, 384 p. (ISBN 978-2-296-12762-3, lire en ligne)
- Jean Robin, René Guénon,  témoin de la Tradition, Paris, Guy Trédaniel Éditeur, 1978, 348 p. (ISBN 2-85707-026-8)
- Sablé, Éric, René Guénon, Le visage de l'éternité, Éditions Points, 2013,  (ISBN 978-2-7578-2857-1).
- Sedgwick, Mark J. : Contre le monde moderne, Paris, Ed. Dervy, 2008, 396 p.
- Paul Sérant, René Guénon, Paris, Le Courrier du livre, 1977, 232 p. (ISBN 2-7029-0050-X)
- Abbé Henri Stéphane, Introduction à l'ésotérisme chrétien, Paris, Dervy, 2006, 500 p. (ISBN 978-2-84454-381-3)Traités recueillis et annotés par François Chenique, préface de Jean Borella.
- Tamas, Mircea A : René Guénon et le Centre du Monde, Rose-Cross Books, Toronto, 2007,  (ISBN 978-0-9731191-7-6)
- Tourniac, Jean : Melkitsedeq ou la tradition primordiale, Albin Michel, Paris.  (ISBN 2-226-01769-0).
- Tourniac, Jean : Présence de René Guénon, t. 1 : L'œuvre et l'univers rituel, Soleil Natal, Étampes (France).  (ISBN 2-905270-58-6).
- Tourniac, Jean : Présence de René Guénon, t. 2 : La Maçonnerie templière et le message traditionnel, Soleil Natal, Étampes (France).  (ISBN 2-905270-59-4).
- Jean Ursin, René Guénon, Approche d'un homme complexe, Paris, Editions Ivoire-Clair, 2005, 127 p. (ISBN 2-913882-31-5)
- Georges Vallin, La Perspective metaphysique, Paris, Dervy, 1990, 255 p. (ISBN 978-2-85076-395-3)
- Georges Vallin, Lumière du non-dualisme, Nancy, Presses universitaires de Nancy, 1991, 165 p. (ISBN 978-2-86480-185-6)
- Michel Vâlsan, L'Islam et la fonction de René Guénon, Paris, Publié dans les Études traditionnelles en Janvier-Février 1953 et devenu depuis le chapitre II de L'Islam et la Fonction de René Guénon, 1984-ii(lire en PDF sur le site de Science sacrée)
- Vâlsan, Michel : La fonction de René Guénon et le sort de l'Occident(lire en PDF sur le site de Science sacrée), Études traditionnelles, Paris, 1951
- Vâlsan, Michel : L'Islam et la fonction de René Guénon, Science sacrée, 2016  (ISBN 9782915059113)
- Michel Vâlsan, Références islamiques du « symbolisme de la croix », Paris, Publié dans les Études traditionnelles en 1971 et devenu depuis le chapitre V de L'Islam et la Fonction de René Guénon, 1984-v(lire en PDF sur le site de Science sacrée)
- Jean Vivenza, Le Dictionnaire de René Guénon, Grenoble, Le Mercure Dauphinois, 2002, 568 p. (ISBN 2-913826-17-2)
- Jean Vivenza, La Métaphysique de René Guénon, Grenoble, Le Mercure Dauphinois, 2004, 176 p. (ISBN 2-913826-42-3)
- Vivenza, Jean-Marc : René Guénon et le Rite Écossais Rectifié, Les Éditions du Simorgh, 2007.  (ISBN 2-915769-03-6).
- Vivenza, Jean-Marc : René Guénon et la Tradition primordiale, Les Éditions du Simorgh, 2012. (ISBN 2-915769-18-4).